# Lune
Vous lisez un « article de qualité » labellisé en 2021.
Cet article concerne le satellite de la Terre. Pour les autres significations, voir Lune (homonymie).
La Lune, ou Terre I, est l'unique satellite naturel permanent de la planète Terre. Il s'agit du cinquième plus grand satellite naturel du Système solaire, et du plus grand des satellites planétaires par rapport à la taille de la planète autour de laquelle il orbite. C'est le deuxième satellite le plus dense du Système solaire après Io, un satellite de Jupiter.
La Lune est en rotation synchrone avec la Terre, lui montrant donc constamment la même face. Celle-ci, appelée face visible, est marquée par des mers lunaires volcaniques sombres qui remplissent les espaces entre les hautes terres claires et ses cratères d'impact proéminents. Réciproquement, elle possède une face cachée, qui présente moins de mers mais beaucoup plus de cratères, dont le bassin Pôle Sud-Aitken, le plus grand du satellite et l'un des plus grands du Système solaire par son diamètre de 2 500 km. Elle est dépourvue d'atmosphère dense et de champ magnétique. Son influence gravitationnelle sur la Terre produit les marées océaniques, les marées terrestres, un léger allongement de la durée du jour et la stabilisation de l'inclinaison de l'axe terrestre.
La distance orbitale moyenne de la Lune est de 384 402 km, soit environ trente fois le diamètre terrestre, et sa période de révolution vaut 27,3 jours. La taille apparente de la Lune dans le ciel est approximativement la même que celle du Soleil, puisque le diamètre de l'étoile est environ 400 fois celui du satellite, mais qu'elle est également 400 fois plus éloignée. Par conséquent, la Lune peut couvrir presque exactement le Soleil dans le ciel, permettant l'apparition d'éclipses solaires totales. Cette correspondance de taille apparente disparaîtra dans un avenir lointain du fait de l'augmentation de la distance lunaire d'environ 3,8 cm par an. La formation de la Lune remonterait à environ 4,51 milliards d'années, peu de temps après celle de la Terre. L'explication la plus largement acceptée est que la Lune s'est formée à partir des débris restants après un impact géant entre une proto-Terre et une protoplanète de la taille de Mars, appelée Théia.
La Lune est survolée pour la première fois par la sonde spatiale Luna 2 en 1959. Durant plus d'une décennie, elle est notamment étudiée par les programmes Luna et Apollo, respectivement soviétique et américain. Cette course à l'espace culmine en 1969 avec les premiers humains posant le pied sur la Lune lors de la mission Apollo 11 emportant Neil Armstrong et Buzz Aldrin. Dix autres astronautes de la NASA foulent ensuite le sol lunaire jusqu'à Apollo 17 en 1972. Ces missions permettent de ramener sur Terre des roches lunaires qui, avec les observations effectuées sur place, permettent de développer la connaissance géologique de la Lune, de sa structure interne et de l'histoire de sa formation. Délaissée à partir de 1974 par les puissances spatiales, l'astre connaît un nouvel intérêt dans les années 1990, deux missions de la NASA — Clementine et Lunar Prospector — découvrant des indices de la présence de glace d'eau, notamment au pôle Sud. À compter de la fin des années 1990, la Lune est la destination principale des sondes spatiales des nouvelles nations spatiales, notamment la Chine, le Japon et l'Inde. De nouvelles missions habitées vers la Lune, voire une colonisation, sont envisagées dans les années 2020.
En sa qualité de deuxième objet céleste du ciel terrestre par sa magnitude apparente, après le Soleil, et du fait de son cycle régulier de phases correspondant à sa période synodique de 29,5 jours, la Lune sert de référence et d'influence culturelle aux sociétés humaines depuis des temps immémoriaux. Celles-ci se retrouvent dans la langue, les calendriers, l'art et la mythologie.

## Caractéristiques physiques

### Masse et dimensions
La masse de la Lune, 7,35 × 1022 kg, est égale à un peu plus de 1 % de la masse terrestre. La gravité de surface, 1,62 m/s2, y est six fois plus petite que sur Terre. Ainsi, même si sa masse reste constante, un être humain sur la Lune voit son poids divisé par six ; de même, porter une combinaison spatiale de 90 kg est équivalent à la sensation de porter une combinaison de 15 kg sur Terre. Par ailleurs, la vitesse de libération sur la Lune est plus faible que celle de la Terre, à 2,38 km/s contre 11,2 km/s. Le champ gravitationnel de la Lune est mesuré en suivant l'effet Doppler des signaux radio émis par les appareils en orbite. Les principales caractéristiques de la gravité lunaire sont les réplétions (ou mascons), de grandes anomalies gravitationnelles positives associées à certains des bassins d'impact géants, en partie causées par les coulées de lave basaltique dense qui remplissent les mers lunaires,,. Ces anomalies influencent grandement l'orbite des engins spatiaux autour de la Lune. Cependant, les coulées de lave ne peuvent à elles seules expliquer toute la signature gravitationnelle ; des concentrations de masse indépendantes du volcanisme des mers ont été identifiées,.

La Lune vue par le Lunar Reconnaissance Orbiter.
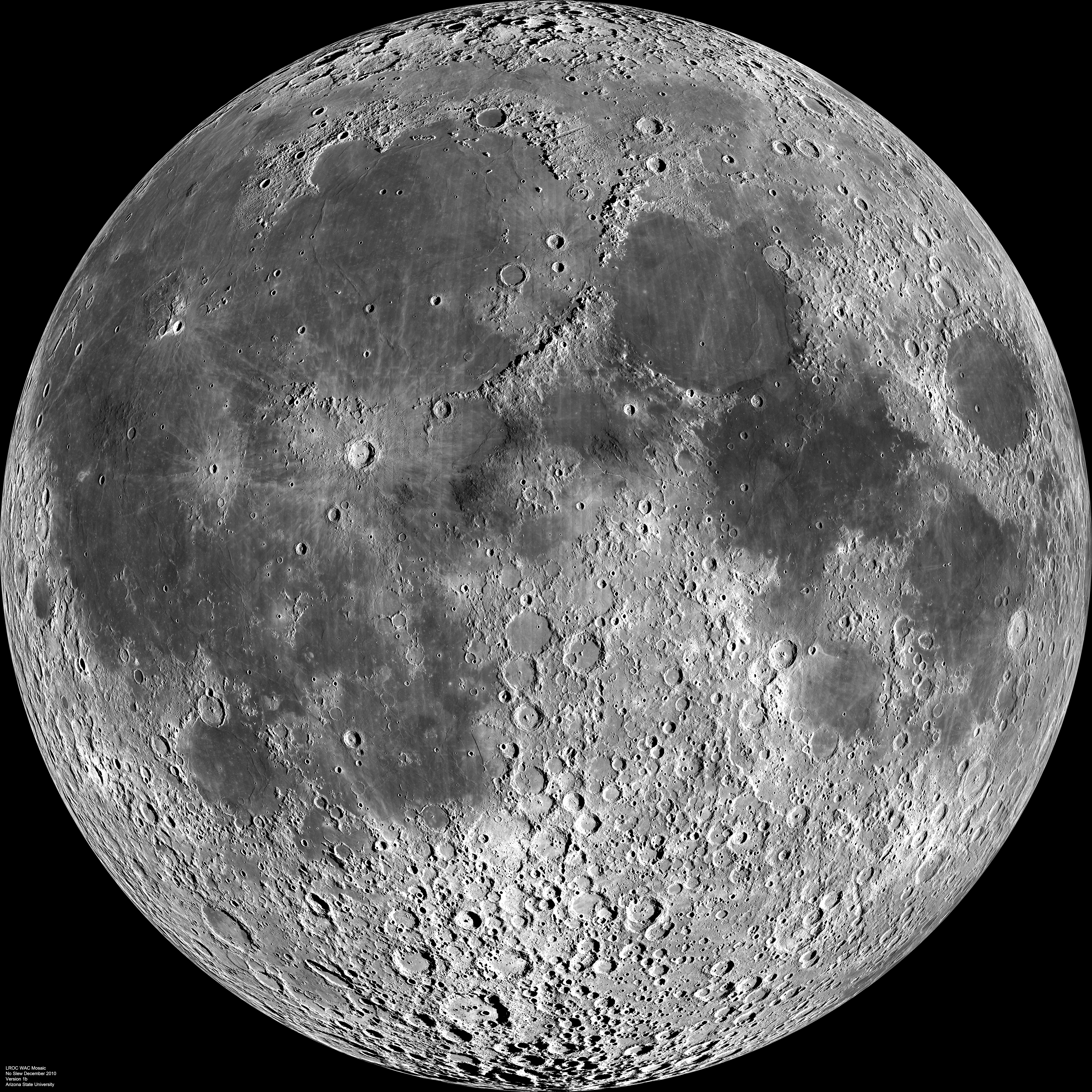
Face visible de la Lune.
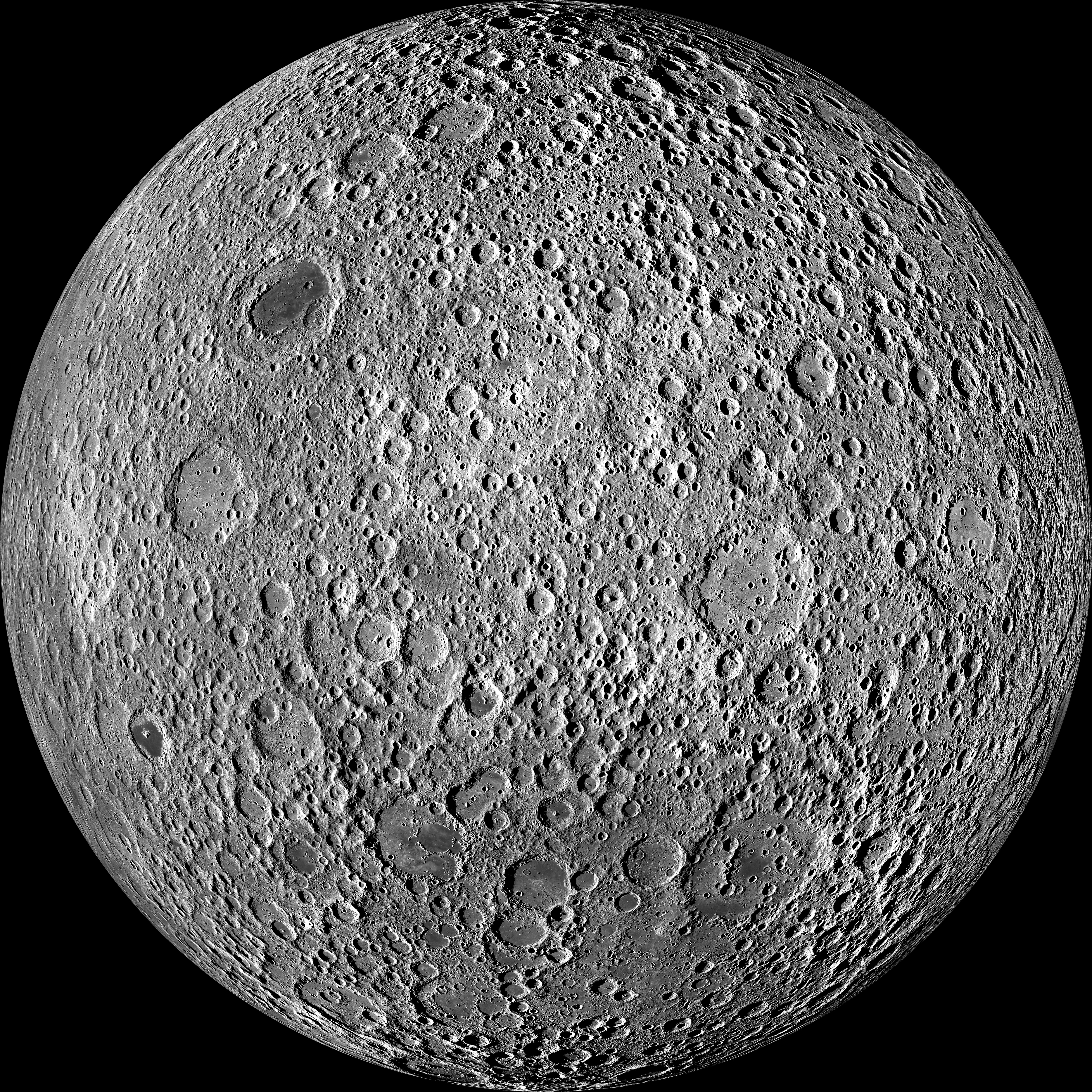
Face cachée de la Lune.
Pôle Nord de la Lune.
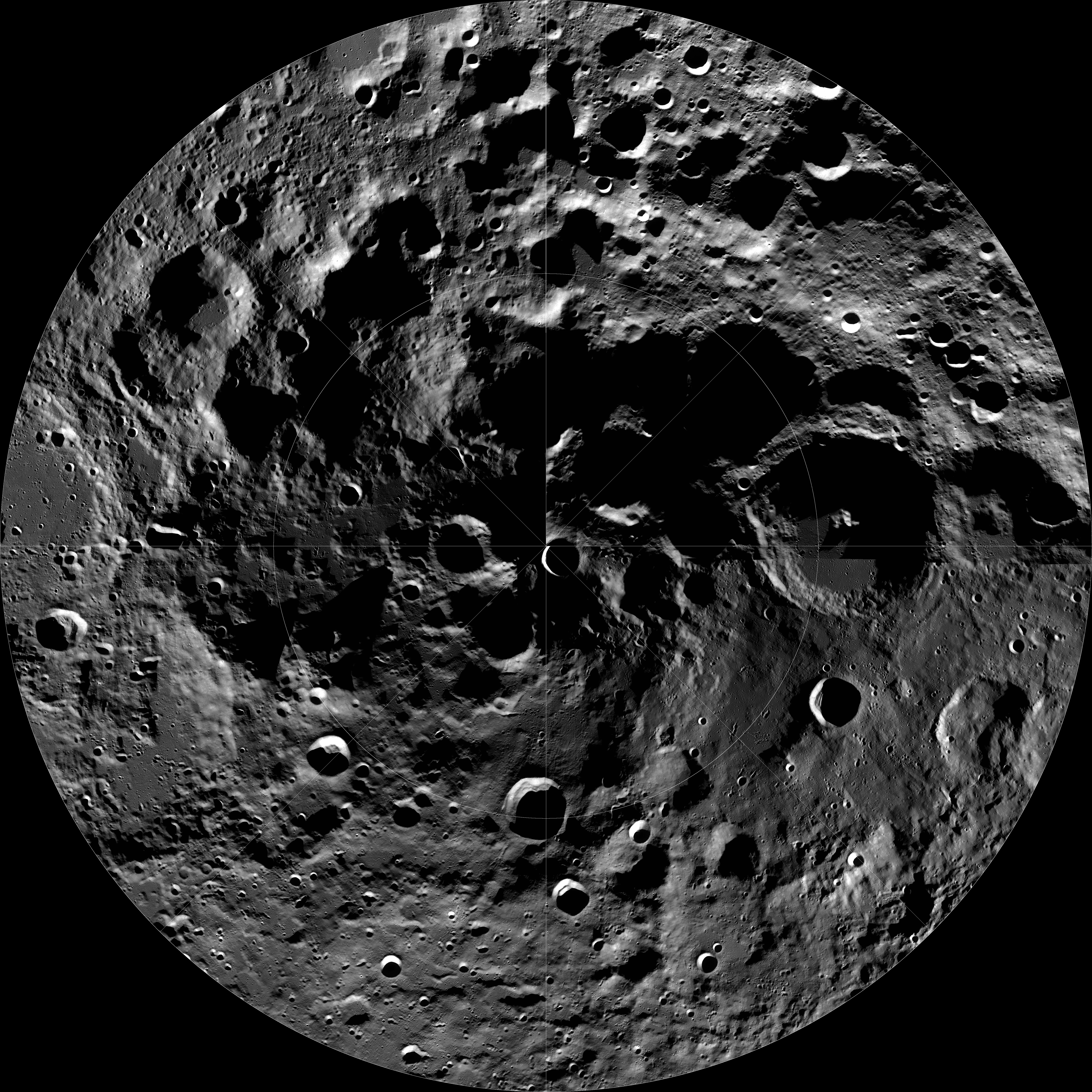
Pôle Sud de la Lune.

La forme de la Lune est proche de celle d'une sphère. En seconde approximation c'est un ellipsoïde légèrement aplati mais plus exactement un ellipsoïde triaxial. Son grand axe est déplacé de 30° par rapport à la Terre en raison d'anomalies gravitationnelles causées par ses bassins d'impact.

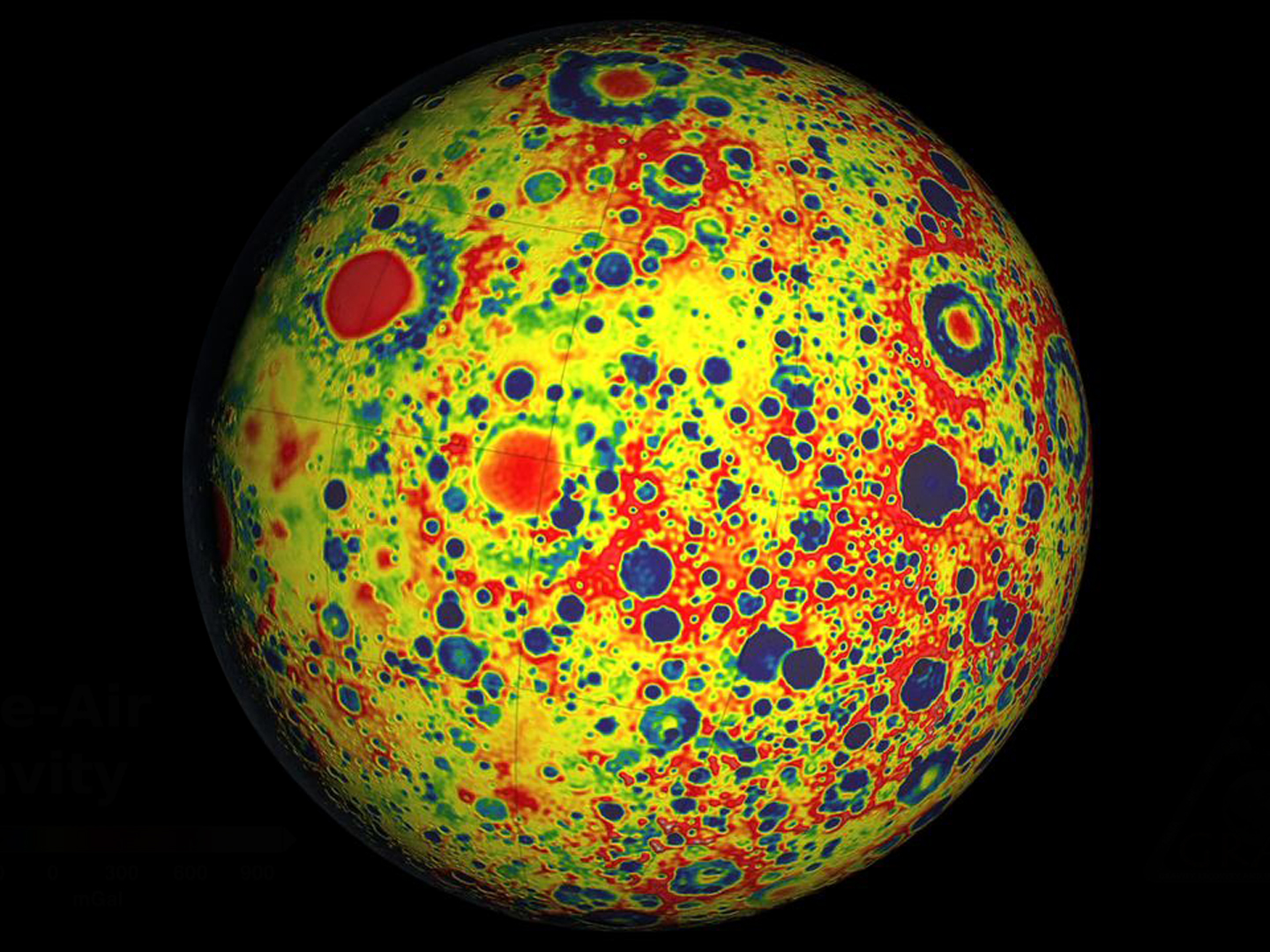
Carte du champ gravitationnel de la Lune réalisée par le GRAIL.

Sa forme est plus allongée que ce que les forces de marée actuelles peuvent expliquer. Ce « renflement fossile » suggère que la Lune s'est solidifiée lorsqu'elle orbitait à une distance moitié moindre de celle actuelle avec la Terre et qu'elle serait à présent trop froide pour que sa forme ne s'adapte à ce changement d'orbite. Son rayon équatorial est de 1 738,1 km et son rayon polaire de 1 736,0 km, ce qui lui confère un aplatissement de 0,001, trois fois plus faible que celui de la Terre. Son rayon moyen est de 1 737,4 km, ce qui correspond à 27 % du rayon terrestre environ.

### Structure interne et composition

Structure interne de la Lune.

La Lune est un corps différencié, structuré en une croûte, un manteau et un noyau distincts. Il s'agit du deuxième satellite naturel le plus dense du Système solaire après Io, un des satellites de Jupiter,. Cependant, son noyau (probablement constitué de fer métallique allié à une petite quantité de soufre et de nickel) ne fait qu'environ 350 kilomètres de rayon au plus, soit 20 % du rayon de la Lune. Les analyses des variations de la rotation de la Lune indiquent qu'il est au moins partiellement fondu et qu'il serait ainsi solide jusqu'à 240 km du centre puis liquide jusqu'à un peu plus de 300 km,.
| Composant          | Formule chimique | Composition | Composition |
| Composant          | Formule chimique | Mers        | Terres      |
| ------------------ | ---------------- | ----------- | ----------- |
| Silice             | SiO2             | 45,4 %      | 45,5 %      |
| Alumine            | Al2O3            | 14,9 %      | 24,0 %      |
| Oxyde de calcium   | CaO              | 11,8 %      | 15,9 %      |
| Oxyde de fer(II)   | FeO              | 14,1 %      | 5,9 %       |
| Oxyde de magnésium | MgO              | 9,2 %       | 7,5 %       |
| Oxyde de titane    | TiO2             | 3,9 %       | 0,6 %       |
| Oxyde de sodium    | Na2O             | 0,6 %       | 0,6 %       |
|                    |                  | 99,9 %      | 100,0 %     |

Autour du noyau se trouve une couche limite de roches partiellement fondues jusqu'à environ 500 km du centre,. Au-delà de cette couche se trouvent le manteau et la croûte, tous deux formés de roches solides mais de compositions chimiques et minéralogiques différentes. La croûte, épaisse d'environ 50 kilomètres en moyenne, affleure dans les « terres » ; elle est présente aussi dans les « mers », mais recouverte par d'épaisses couches de lave,.

Image en couleurs saturées de la surface lunaire. Le brun rougeâtre et rouille provient de minerais de fer et le bleuâtre de minerais d'oxyde de titane.

L'origine de cette structure interne serait la cristallisation fractionnée d'un océan magmatique lunaire peu après la formation de la Lune, évènement qui remonterait à 4,5 milliards d'années environ. Le refroidissement de cet océan magmatique aurait d'abord produit la précipitation et la sédimentation de cristaux d'olivine, de clinopyroxène et d'orthopyroxène formant un manteau mafique puis, après que les trois quarts environ de l'océan magmatique se sont cristallisés, la formation et la flottation de cristaux de plagioclase sont à l'origine de la croûte,. Les derniers liquides à cristalliser, pris entre la croûte et le manteau, auraient été fortement enrichis en éléments incompatibles, parmi lesquels des éléments radioactifs KREEP producteurs de chaleur,. Cependant, ce modèle n'explique pas complètement les caractéristiques observées de la composition de la surface, notamment des dissymétries de la répartition du thorium entre les faces visibles et cachées,.
La cartographie géochimique de la surface lunaire, réalisée à partir des orbiteurs, est en accord avec cette perspective : la surface des hauts plateaux (« terres »), représentative de la croûte, est principalement constituée d'anorthosites, des roches ignées principalement composées de plagioclase ; celle des « mers », comme celle des échantillons de roches lunaires recueillis sur place, sont des laves de composition mafique, plus riches en fer que les basaltes terrestres.

### Champ magnétique

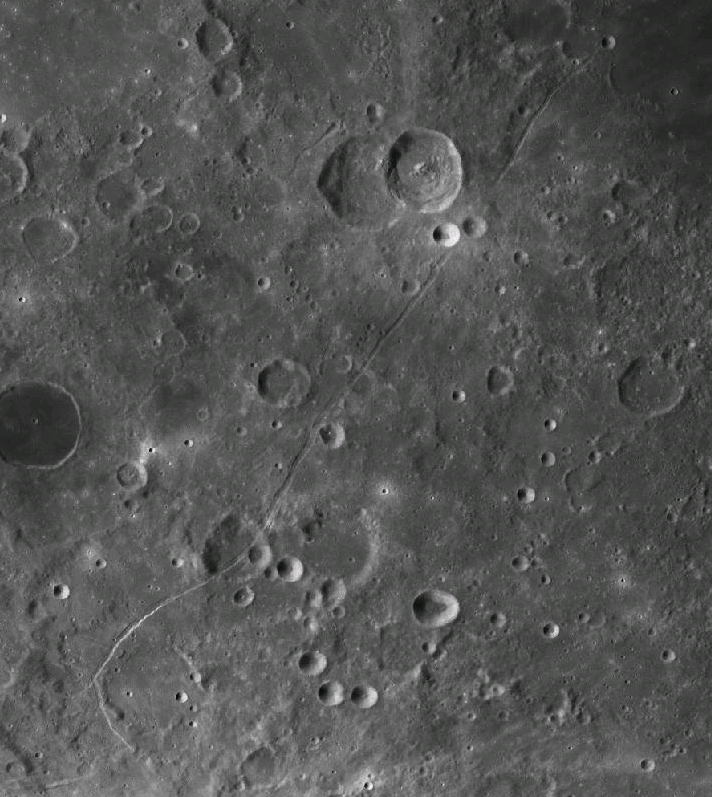
Rimae Sirsalis, une zone lunaire relativement magnétisée.

#### Champ magnétique actuel
Le magnétomètre MAG et le réflectomètre d’électrons du Lunar Prospector permettent en 2008 d'obtenir la première carte complète des champs magnétiques lunaires. Elle révèle que les bassins d'impacts dominent la distribution de ces champs, les plus faibles (inférieurs à 0,2 nT) se trouvant dans les bassins les plus grands et les plus récents, Mare Orientale et Mare Imbrium, tandis que les champs les plus forts (supérieurs à 40 nT) sont mesurés au-dessus des surfaces diamétralement opposées à ces mêmes bassins. Les plus forts champs relevés correspondent à moins d'un centième du champ magnétique terrestre.
Le champ magnétique lunaire est entièrement dû à la magnétisation des roches crustales, et aujourd'hui la Lune ne possède pas de champ magnétique planétaire dipolaire.
Une partie de la magnétisation peut provenir de champs magnétiques transitoires générés lors d'impacts importants. Ces impacts créent l'expansion d'un nuage de plasma lors de l'impact, générant un champ magnétique ambiant. Ceci est confirmé par l'emplacement apparent des plus grandes magnétisations de la croûte près des antipodes des bassins d'impact géants. Cependant, la majeure partie de la magnétisation est héritée d'une époque où la Lune possédait un champ magnétique global, à l'instar de la Terre et d'autres planètes.

#### Histoire du champ magnétique lunaire
La présence d'un champ magnétique global peu après la formation de la Lune est attestée par l'aimantation rémanente de ses roches les plus anciennes. L'étude détaillée d'un échantillon de troctolite vieux de 4,25 Ga ramené lors des missions Apollo démontre l'existence d'un paléo-champ d'une intensité de 20 à 40 µT — donc très comparable à celle du champ magnétique terrestre actuel — qui aurait progressivement décliné et qui se serait terminé au moins après il y a 2,5 Ga. Ce résultat confirme la présence d'un effet dynamo à cette époque, mais ne permet pas d'en connaître précisément le mécanisme (convection thermique ou solutale, notamment),.
Les études paléomagnétiques menées de 2009 à 2014 montrent qu'une dynamo lunaire a fonctionné entre au moins 4,25 et 1,92 Ga et qu'une période de champ élevé (avec une intensité moyenne du champ d'environ 77 μT en surface) a perduré entre 3,85 et 3,56 Ga, suivie d'une baisse de l'intensité de surface jusqu'en dessous de 4 μT vers 3,19 Ga. Deux études ultérieures, en 2017 et 2020, montrent que la baisse d'un ordre de grandeur des paléointensités lunaires entre 3,56 et 3,19 Ga a été suivie d'une période de champ bas (intensités du champ de surface de l'ordre de 5 μT) puis d'une seconde et dernière période de déclin entre 1,92 et 0,8 Ga, qui s'est terminée par l'arrêt de la dynamo lunaire, signe d'une cristallisation complète du noyau lunaire. Deux hypothèses sont proposées pour expliquer la succession de deux périodes stables, l'une à champ haut et la suivante à champ bas : (1) deux mécanismes de dynamo distincts ont pu fonctionner, le premier générant un champ fort jusqu'à son effondrement et le second maintenant un champ faible, ou bien (2) un unique mécanisme de dynamo était bistable, passant d'un état de champ élevé à un état de champ bas. En 2024, les basaltes rapportés de la face cachée par la sonde chinoise Chang'e 6 montrent la présence d'une dynamo lunaire active vers 2,8 Ga et donc l'existence d'un rebond de l'intensité du champ magnétique après sa forte baisse vers 3,1 Ga.

### Sélénographie

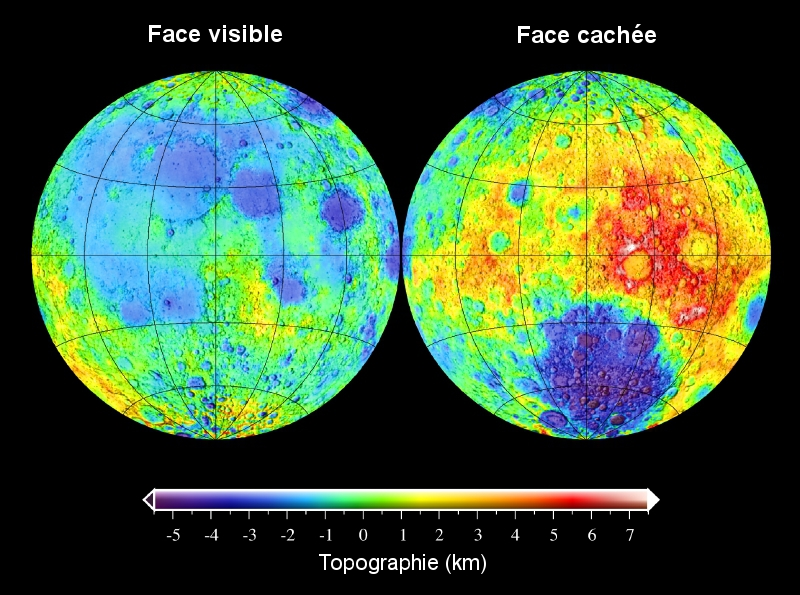
Carte topographique à partir des données du LRO (2010).

La topographie de la Lune, aussi appelée sélénographie, est mesurée par altimétrie laser et stéréoscopie,. Son relief le plus visible est le bassin Pôle Sud-Aitken, d'un diamètre d'environ 2 500 km, le plus grand cratère de la Lune et un des plus grands cratères d'impact du Système solaire, dont le choc aurait fait basculer l'axe de rotation de l'astre de 15°,,,. D'une profondeur de 13 km, son plancher est le point le plus bas de la surface de la Lune,. Les altitudes les plus élevées de la surface sont situées directement au nord-est, et il est suggéré que ces reliefs pourraient avoir été épaissis par l'impact légèrement oblique ayant formé le bassin. D'autres grands bassins d'impact, tels que les mers des Pluies, de la Sérénité, des Crises, Smythii et Orientale, possèdent également des élévations régionales basses et des bords surélevés. La surface de la face cachée de la Lune est plus haute que celle de la face visible, en moyenne d'environ 1,9 km. 
La découverte d'escarpements de failles par le Lunar Reconnaissance Orbiter suggère que la Lune s'est rétrécie d'environ 90 mètres au cours du dernier milliard d'années. Des caractéristiques de contraction similaires existent sur Mercure. Une étude menée en 2019 sur plus de 12 000 images prises par l'orbiteur montre que la Mare Frigoris, un vaste bassin près du Pôle Nord lunaire et supposé géologiquement mort, se craquelle et se déplace. Comme la Lune ne possède pas de plaques tectoniques, son activité tectonique est lente et des fissures se développent au fur et à mesure qu'elle perd de la chaleur interne.

#### Système de coordonnées
Le point de référence des coordonnées sélénographiques est le petit cratère Mösting A, défini comme ayant les coordonnées (−3,212, −5,211). D'une façon générale, le premier méridien de la Lune correspond au centre du disque lunaire vu depuis la Terre, l'UAI recommandant comme axe la direction moyenne du centre de la Lune au centre de la Terre,.

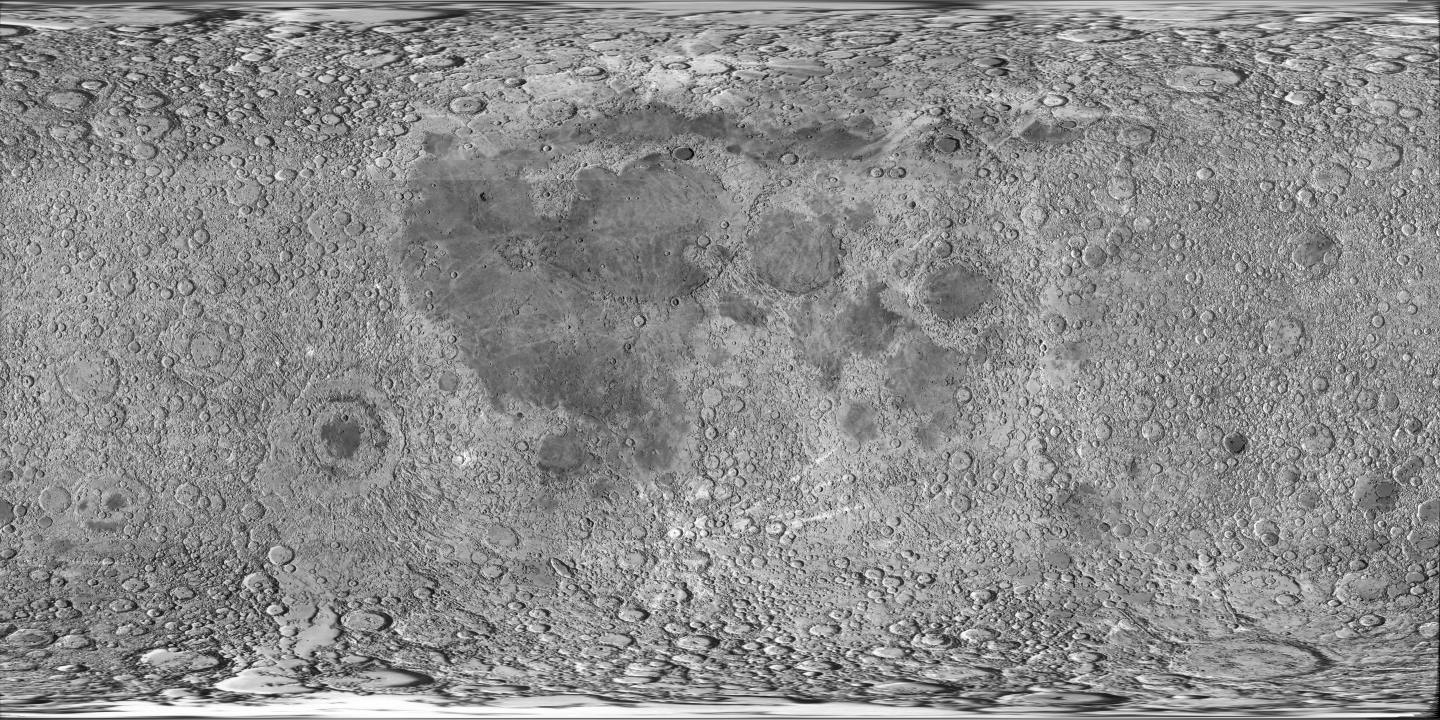
Carte de la surface lunaire d'après les images de la mission Clementine.

#### «Mers» lunaires

Face visible montrant les principales mers et cratères annotés.

Les plaines lunaires sombres et relativement dénuées de caractéristiques, clairement visibles à l'œil nu depuis la Terre, sont appelées « mers », car on croyait autrefois qu'elles étaient remplies d'eau. Elles sont maintenant connues comme de vastes bassins solidifiés de lave basaltique ancienne. Bien que semblables aux basaltes terrestres, les basaltes lunaires contiennent plus de fer et aucun minéral altéré par l'eau. La majorité de ces laves a fait éruption ou s'est écoulée dans des dépressions associées à des bassins d'impact. Plusieurs provinces géologiques contenant des volcans boucliers et des dômes lunaires volcaniques se trouvent à l'intérieur des « mers » de la face visible.
Presque toutes les mers se trouvent sur la face visible de la Lune et couvrent 31 % de la surface sur cette face, contre 2 % de la face cachée. D'après les cartes géochimiques obtenues par le spectromètre gamma de Lunar Prospector, il est estimé que cela est dû à une concentration d'éléments produisant de la chaleur — aussi appelés KREEP — sous la croûte de la face visible qui auraient causé le réchauffement, la fonte partielle, la remontée à la surface et l'éruption du manteau sous-jacent,,. La plupart des basaltes des mers lunaires ont fait éruption pendant l'Imbrien supérieur, il y a 3,0 à 3,5 milliards d'années, même si certains échantillons datés par radiométrie pourraient être aussi anciens que 4,2 milliards d'années.

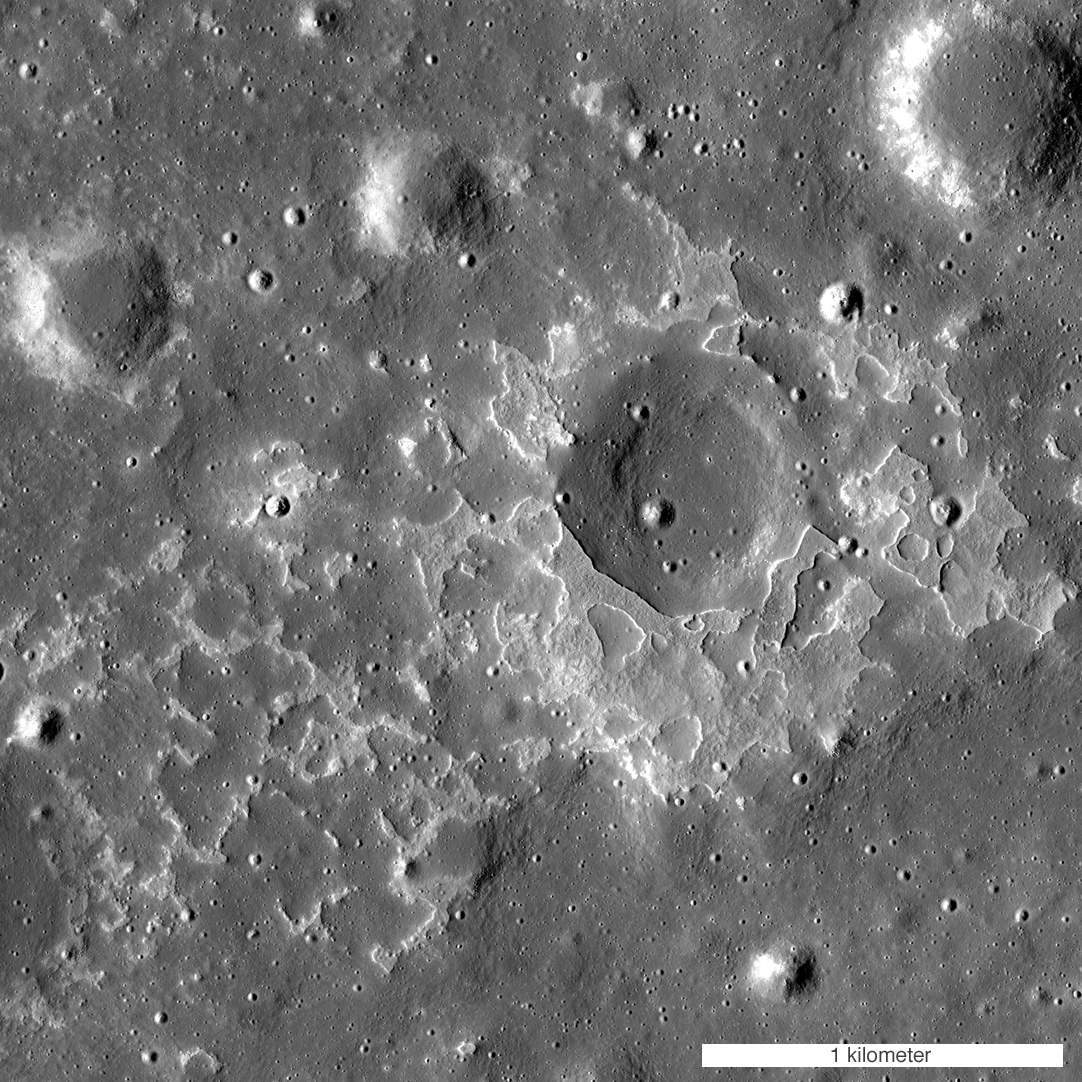
Images du LRO de dépôts rocheux géologiquement jeunes, preuves d'un volcanisme récent sur la Lune.

Datées par le dénombrement des cratères, les éruptions les plus récentes sur la Lune ont longtemps été évaluées comme s'étant déroulées il y a environ 1,2 milliard d'années. Cependant, en 2006, une étude du cratère Ina — une minuscule dépression de Lacus Felicitatis — montre des caractéristiques déchiquetées et relativement exemptes de poussière qui, en raison de l'absence d'érosion par les retombées de débris, semblaient n'avoir que quelques millions d'années, même si cette datation ne fait pas consensus. Les tremblements de lune et les rejets de gaz indiquent également une certaine activité lunaire continue,. En 2014, la NASA annonce avoir découvert « de nombreuses preuves d'un volcanisme lunaire récent » dans 70 parcelles irrégulières de mers identifiées par le Lunar Reconnaissance Orbiter, dont certaines datent de moins de 50 millions d'années. Cela soulève la possibilité que le manteau lunaire soit beaucoup plus chaud qu'on ne le pensait auparavant, notamment en ce qui concerne la face visible où la croûte profonde est beaucoup plus chaude à cause de la plus grande concentration d'éléments radioactifs,,,. Peu auparavant, des preuves de volcanisme basaltique vieux de 2 à 10 millions d'années à l'intérieur du cratère Lowell — situé dans la Mare Orientale, au niveau de la zone de transition entre les faces visible et cachée — sont rapportées. Un manteau initialement plus chaud potentiellement associé à un enrichissement local d'éléments KREEP dans le manteau pourrait être responsable d'activités volcaniques prolongées également de l'autre côté du bassin oriental,.
Les régions plus claires de la Lune sont appelées terrae, ou plus communément hautes terres parce qu'elles ont une altitude plus élevée que la plupart des mers. Elles sont datées, par radiométrie, comme ayant été formées il y a 4,4 milliards d'années et pourraient représenter des cumulats de plagioclases de l'océan magmatique lunaire,. Contrairement à la Terre, aucune montagne lunaire majeure ne se serait formée à la suite d'événements tectoniques.
La concentration de mers sur la face visible reflète probablement une croûte beaucoup plus épaisse des hautes terres de la face cachée, qui pourrait s'être formée lors de l'impact à faible vitesse d'une seconde lune de la Terre quelques dizaines de millions d'années après la formation de la Lune,.

#### Cratères d'impact

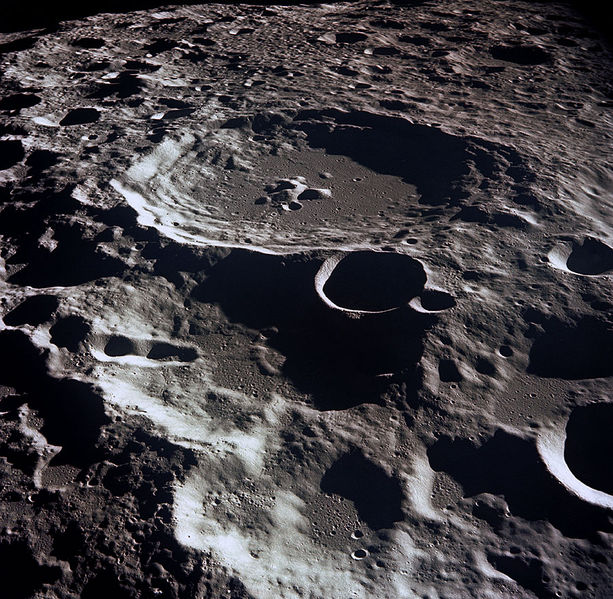
La cratère lunaire Daedalus vu par Apollo 11 sur la face cachée.

La surface lunaire présente également de nombreux cratères d'impact. L'absence d'atmosphère, d'écoulements liquides en surface, de conditions météorologiques et de processus géologiques récents pour créer de l'érosion font que beaucoup de ces cratères sont bien préservés. Les cratères se forment lorsque des astéroïdes et des comètes entrent en collision avec le satellite. On en dénombre environ 300 000 d'une largeur d'au moins un kilomètre sur la face visible seule. Les périodes de l'échelle des temps géologique lunaire sont nommées d'après les événements d'impact les plus importants s'y étant déroulés, comme le Nectarien d'après la Mare Nectaris ou l'Imbrium d'après la Mare Imbrium. Comme la Mare Orientale, ces structures sont caractérisées par de multiples anneaux de matériaux soulevés sur un diamètre de plusieurs centaines voire milliers de kilomètres et associés à un large tablier de dépôts d'éjectas qui forment une stratigraphie régionale. D'autres cratères plus petits comme Ératosthène et Copernic sont caractéristiques de périodes ultérieures et ont ainsi donné leur nom à l'Ératosthénien et au Copernicien.

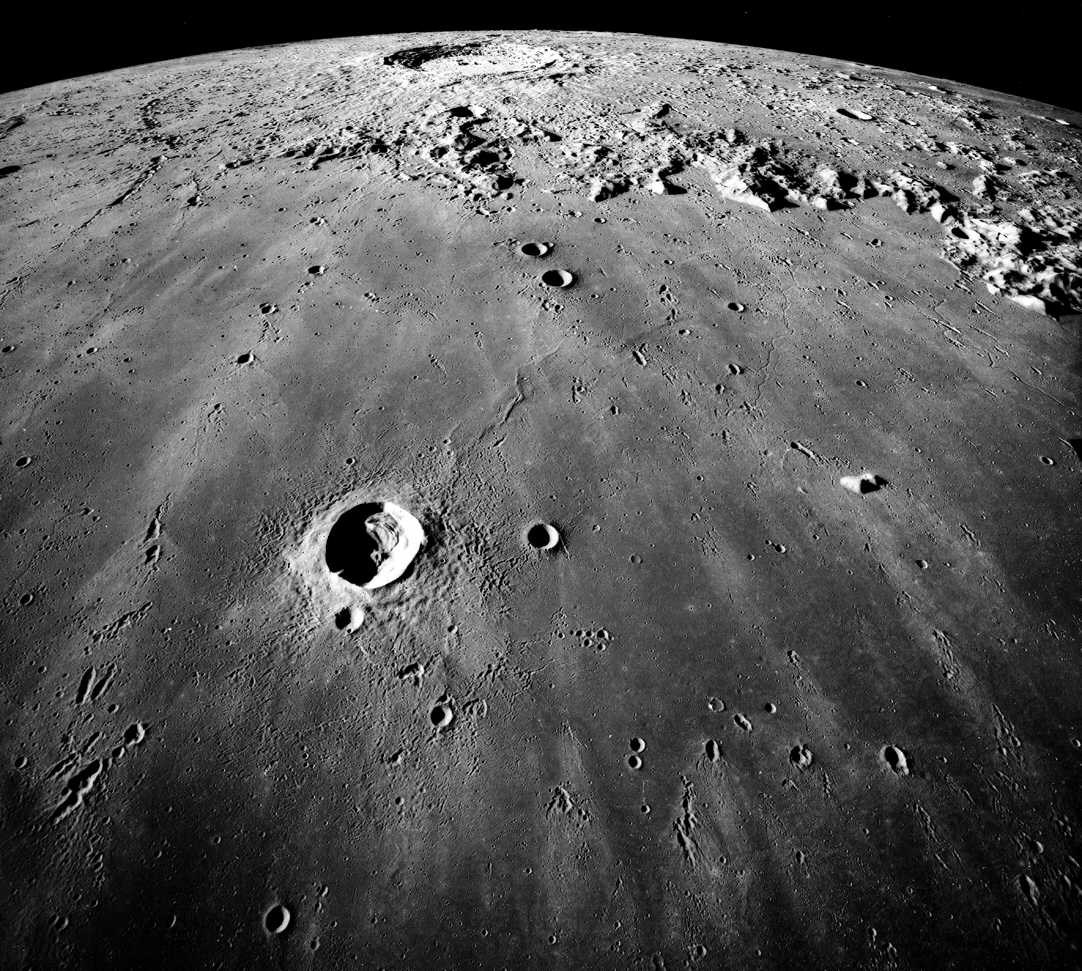
Vue d’Apollo 17 de la mer des Pluies. Au premier plan le cratère Pytheas et au second plan Copernic.

Bien que seuls quelques bassins aient été datés avec certitude, ils sont utiles pour attribuer des âges relatifs. Comme les cratères d'impact s'accumulent à un rythme presque constant, le comptage du nombre de cratères par unité de surface est utilisé pour estimer l'âge de la surface. Par ailleurs, les âges radiométriques des roches fondues à l'impact recueillies lors des missions Apollo se situent entre 3,8 et 4,1 milliards d'années : elles sont un des principaux arguments de l'existence d'un grand bombardement tardif,.
La croûte lunaire est recouverte d'une couche en surface très fragmentée et labourée par les impacts, appelée régolithe, formée par les processus d'impact. Le régolithe le plus fin, constituant le sol lunaire en verre de dioxyde de silicium, possède une texture ressemblant à de la neige et un parfum ressemblant à de la poudre noire. Le régolithe des surfaces plus anciennes est en général plus épais que celui des surfaces plus jeunes : son épaisseur varie de 10 à 20 km dans les hautes terres et de 3 à 5 km dans les mers. Sous la couche de régolithe finement hachée se trouve le mégarégolithe, une couche de substrat rocheux très fracturé épaisse de plusieurs kilomètres.
La comparaison des images haute résolution obtenues par le Lunar Reconnaissance Orbiter montre un taux d'apparition des cratères significativement plus élevé que précédemment estimé. Ainsi, il est supposé qu'un processus de cratérisation secondaire causé par des éjectas projetés à chaque impact remuent les deux premiers centimètres du régolithe cent fois plus rapidement que les modèles précédents le suggéraient, avec une échelle de temps de l'ordre de 81 000 ans,.

#### Tourbillons lunaires

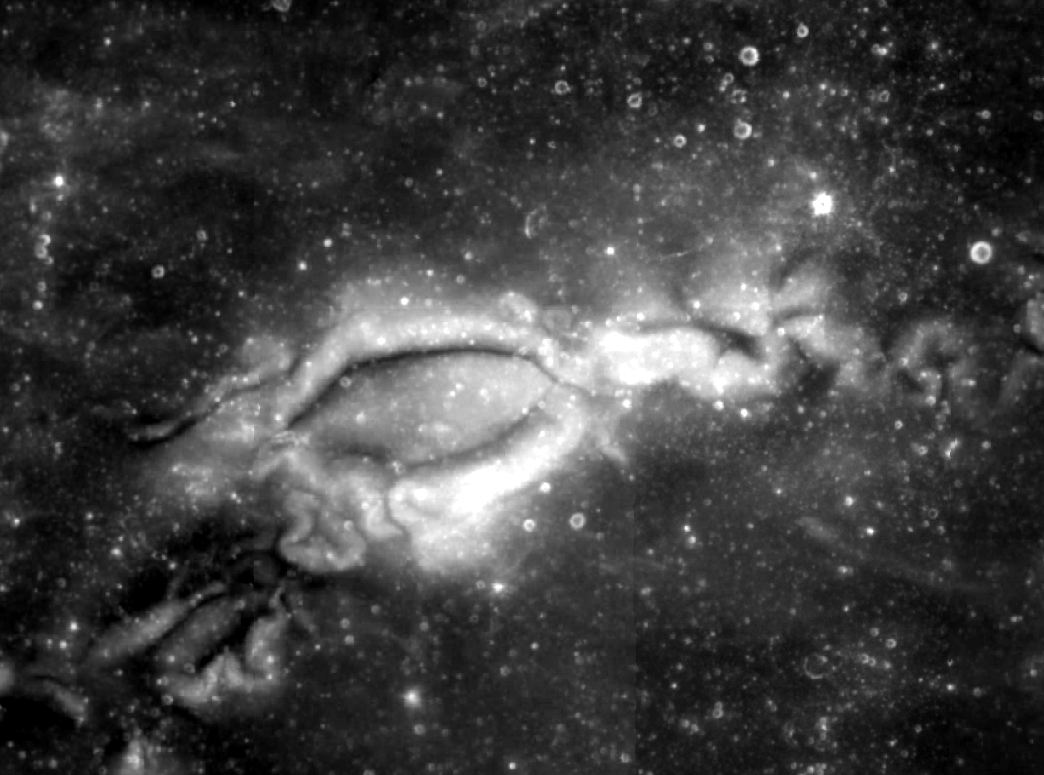
Tourbillons lunaires de Reiner Gamma, vus par Clementine.

Les tourbillons lunaires sont des formations brillantes énigmatiques observées à la surface de la Lune. Ils possèdent un albédo élevé, des caractéristiques optiques similaires à celles d'un régolithe relativement jeune et en majorité une forme sinueuse. Cette forme est souvent accentuée par des régions de faible albédo qui serpentent entre les tourbillons brillants,.

#### Présence d'eau
L'eau liquide ne peut pas persister à la surface de la Lune. Lorsqu'elle est exposée au rayonnement solaire, l'eau se dissocie rapidement par photolyse puis est emportée dans l'espace. Cependant, depuis les années 1960, les scientifiques émettent l'hypothèse que de la glace d'eau pourrait être déposée par des comètes voire être produite par la réaction de roches lunaires riches en oxygène et d'hydrogène provenant du vent solaire, laissant des traces d'eau pouvant éventuellement persister dans les cratères d'obscurité éternelle au niveau des deux pôles lunaires,. Des simulations numériques suggèrent que jusqu'à 14 000 km2 de la surface du satellite seraient constamment dans l'ombre. La présence de quantités d'eau utilisables sur le satellite est un facteur important afin d'envisager une colonisation de la Lune de façon rentable. En effet, l'alternative consistant à transporter de l'eau depuis la Terre serait d'un coût prohibitif.

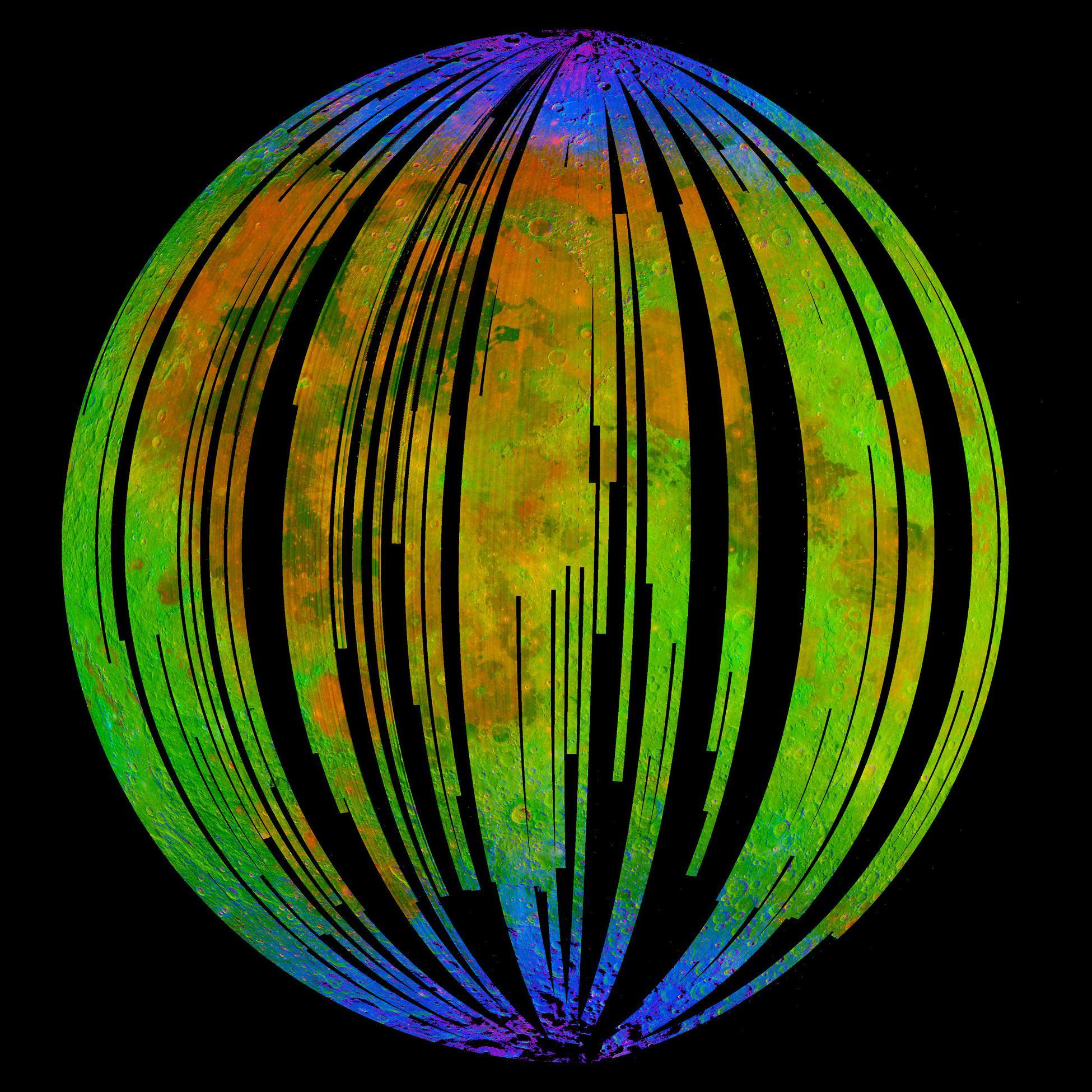
Image de la Lune prise par le Moon Mineralogy Mapper. Le bleu révèle la signature spectrale de l'hydroxyde.

En 1994, l'expérience radar réalisée à bord de l'orbiteur Clementine rapporte l'existence de petites poches d'eau gelée près de la surface. Cependant, des observations radar ultérieures depuis le radiotélescope d'Arecibo suggèrent que ces découvertes seraient plutôt des roches éjectées lors de la formation de jeunes cratères d'impact. En 1998, le spectromètre à neutrons de Lunar Prospector révèle la présence de fortes concentrations d'hydrogène dans le premier mètre de profondeur du régolithe près des régions polaires. Des perles de lave volcaniques, ramenées sur Terre lors de la mission Apollo 15, présentent après recherches de petites quantités d'eau en leur intérieur.
La sonde Chandrayaan-1, lancée en 2008, confirme l'existence de glace d'eau à la surface grâce à son module embarqué Moon Mineralogy Mapper. Le spectromètre observe des raies d'absorption correspondant à l'hydroxyle dans la lumière solaire réfléchie, indiquant la présence de grandes quantités de glace d'eau à la surface lunaire. Les données indiquent des concentrations de l'ordre de 1 000 ppm. En 2009, le LCROSS envoie un impacteur de 2 300 kg dans un cratère d'obscurité éternelle et détecte au moins 100 kg d'eau dans un panache de matériaux éjectés,,. Un autre examen des données du LCROSS révèle que la quantité d'eau détectée est plus proche de 155 ± 12 kg. En mai 2011, la détection de 615 à 1 410 ppm d'eau dans les inclusions magmatiques de l'échantillon lunaire no 74220 est annoncée. Il s'agit du « sol orange » à haute teneur en titane d'origine volcanique recueilli lors de la mission Apollo 17 en 1972. Cette concentration est comparable à celle du magma dans le manteau supérieur de la Terre,.
L'analyse des résultats du Moon Mineralogy Mapper (M3) apporte en août 2018 pour la première fois la confirmation de la présence de glace d'eau à la surface de la Lune,,. Les données révèlent les signatures réfléchissantes distinctes de la glace d'eau, par opposition à celles de la poussière et d'autres substances réfléchissantes. Les dépôts de glace se trouvent. sur les pôles Nord et Sud, bien qu'ils soient plus abondants au Sud, où les cratères d'obscurité éternelle sont plus répandus,.
En octobre 2020, des astronomes signalent avoir détecté de l'eau sur la surface éclairée par le Soleil de la Lune par plusieurs engins spatiaux indépendants, dont l'Observatoire stratosphérique pour l'astronomie infrarouge (SOFIA),,.
Le volume d'eau présent sur la Lune est estimé en 2018 par Paul Spudis à une fourchette comprise entre 100 millions et un milliard de mètres cubes à chaque pôle.

### Température de surface
L'inclinaison de l'axe de la Lune par rapport à l'écliptique n'est que de 5,145°, soit beaucoup moins que les 23,44° de la Terre. Pour cette raison, l'éclairement solaire de la première varie beaucoup moins selon les saisons, et les détails topographiques jouent un rôle crucial dans les effets saisonniers.
D'après les images prises par Clementine en 1994, quatre régions montagneuses au bord du cratère Peary, près du pôle Nord de la Lune, pourraient rester illuminées pendant toute la journée lunaire, créant ainsi des pics de lumière éternelle. De telles régions n'existent pas au pôle Sud. De même, il y existe des endroits qui restent dans l'ombre permanente au fond de nombreux cratères polaires, impliquant que ces « cratères d'obscurité éternelle » sont extrêmement froids. Le Lunar Reconnaissance Orbiter mesure les températures estivales les plus basses dans les cratères du pôle Sud à 35 K (−238 °C) et seulement 26 K (−247 °C) vers le solstice d'hiver dans le cratère Hermite au pôle Nord. C'est la température la plus basse du Système solaire jamais mesurée par un engin spatial, inférieure même à celle de la surface de Pluton.
Les températures moyennes de la surface de la Lune diffèrent grandement en fonction du moment de la journée pour les régions considérées : jusqu'à environ 400 K (127 °C) lorsqu'elles sont exposées aux rayons solaires à l'équateur et jusqu'à 100 K (−173 °C) lorsqu'elles sont à l'ombre,,.

### Atmosphère

#### Composition actuelle
L'atmosphère de la Lune est si ténue que sa masse totale est inférieure à 10 tonnes, soit une densité correspondant presque à du vide : la pression superficielle de cette petite masse est d'environ 3 × 10−15 atm (0,3 nPa), celle-ci variant avec le jour lunaire. Ses sources sont notamment le dégazage et la pulvérisation cathodique, un produit du bombardement du sol par les ions du vent solaire. On trouve parmi les éléments détectés le sodium et le potassium, produits par pulvérisation cathodique et également présents dans les atmosphères de Mercure et de Io ; l'hélium 4 et le néon provenant du vent solaire ; et l'argon 40, le radon 222 et le polonium 210, dégazés après leur création par désintégration radioactive dans la croûte et le manteau. L'absence d'espèces neutres (atomes ou molécules) comme l'oxygène, l'azote, le carbone, l'hydrogène et le magnésium, qui sont pourtant présentes dans le régolithe n'est pas expliquée. De la vapeur d'eau est présente en quantités variables en fonction de la latitude, avec un maximum à environ 60-70°. Elle est probablement produite par la sublimation de la glace d'eau du régolithe. Ces gaz retournent vers la surface en raison de la gravité de la Lune ou sont perdus dans l'espace, soit par la pression du rayonnement solaire, soit — s'ils sont ionisés — en étant emportés par le champ magnétique du vent solaire.

#### Poussières

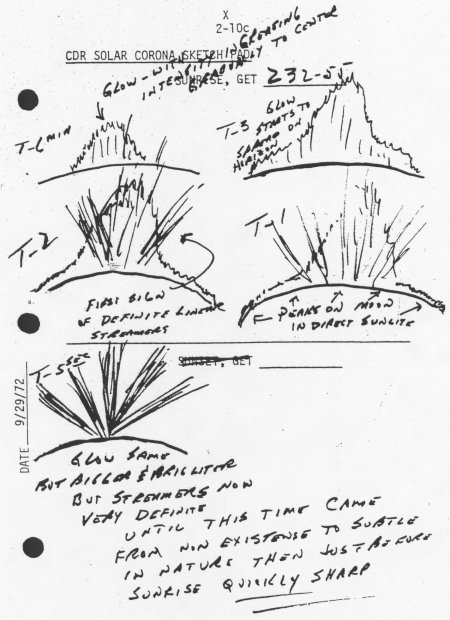
Croquis des poussières lunaires par les astronautes d’Apollo 17.

Un nuage de poussière lunaire asymétrique permanent existe autour de la Lune, créé par de petites particules de comètes. Il est estimé que 5 tonnes de ces dernières frappent la surface toutes les 24 heures et éjectent cette poussière. Celle-ci reste en suspension pendant environ 10 minutes, prenant 5 minutes pour se lever et 5 minutes pour tomber. En moyenne, 120 kilogrammes de poussière sont présents en permanence au-dessus de la Lune, s'élevant jusqu'à 100 kilomètres de la surface. Les mesures de la poussière sont effectuées par l'expérience LDEX (Lunar Dust EXperiment) du LADEE, à 20 à 100 kilomètres de la surface pendant une période de six mois,. Le LDEX détecte en moyenne une particule de poussière lunaire de 0,3 micromètre par minute. Le comptage des particules de poussière culmine pendant les pluies de météores des Géminides, des Quadrantides et des Taurides notamment, lorsque la Terre et la Lune traversent des débris de comètes. Les nuages sont asymétriques, plus denses près de la limite entre le côté jour et le côté nuit de la Lune,.

#### Atmosphère épaisse passée
En octobre 2017, des scientifiques du Centre de vol spatial Marshall et du Lunar and Planetary Institute de Houston annoncent avoir découvert à partir d'études d'échantillons de magma de la Lune, prélevés lors des missions Apollo, que la Lune aurait possédé une atmosphère relativement épaisse pendant une période de 70 millions d'années il y a trois ou quatre milliards d'années,. Cette atmosphère, provenant de gaz éjectés lors d'éruptions volcaniques lunaires, était deux fois plus épaisse que celle trouvée actuellement sur la planète Mars. L'ancienne atmosphère lunaire aurait progressivement été dépouillée par le vent solaire puis dissipée dans l'espace,.

## Formation

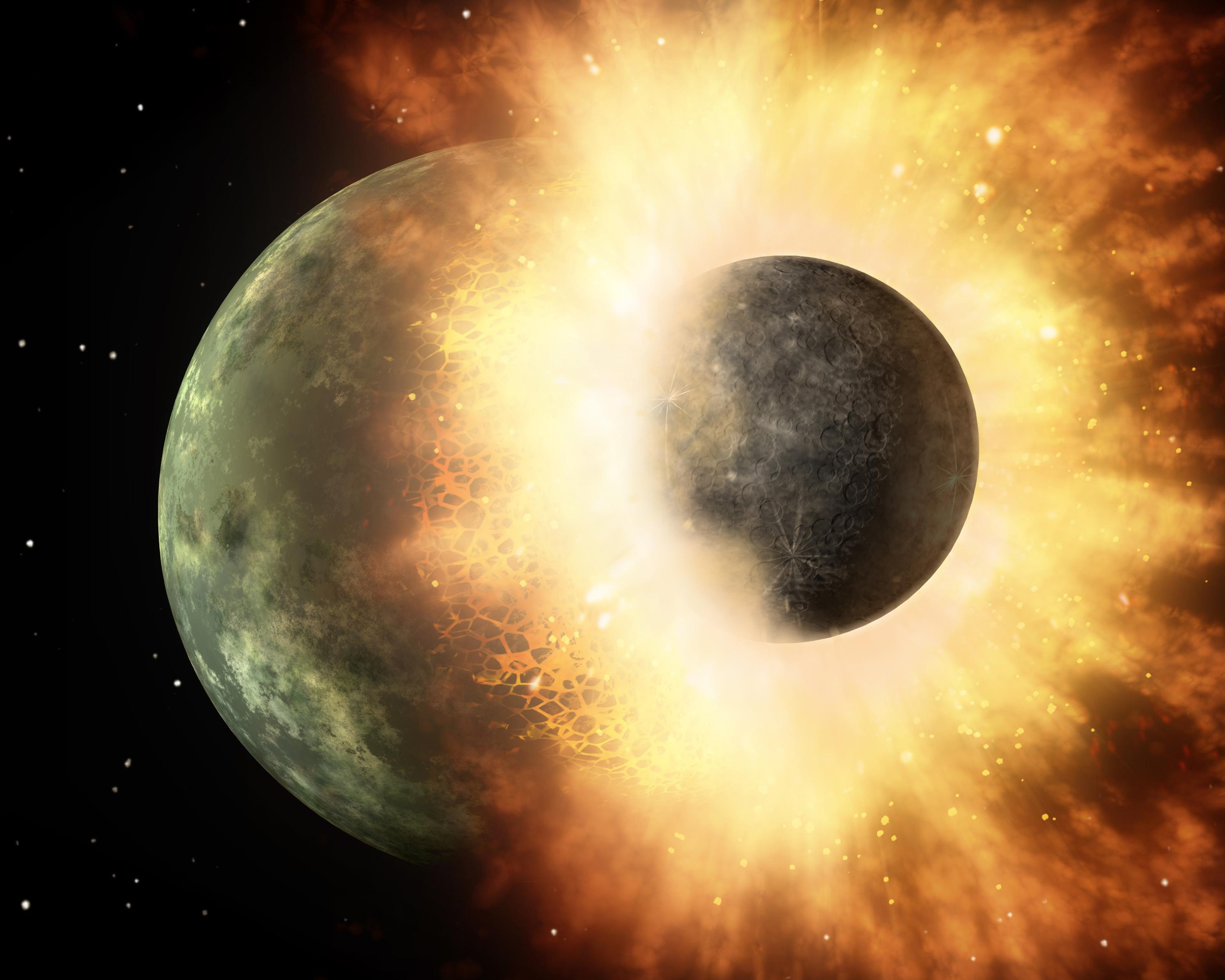
Vue d'artiste d'une collision similaire à l'impact géant.

La Lune commence à se former il y a 4,51 milliards d'années, de 30 à 60 millions d'années après la formation du Système solaire,. Plusieurs mécanismes de formation sont proposés, parmi lesquels la séparation de la Lune à partir de la croûte terrestre par la force centrifuge (ce qui exigerait une vitesse de rotation initiale de la Terre trop élevée),, la capture gravitationnelle d'une Lune préformée (ce qui nécessiterait cependant une atmosphère terrestre étendue irréaliste pour dissiper l'énergie de la Lune de passage), et la co-formation de la Terre et de la Lune dans le disque d'accrétion primordial (ce qui ne peut pas expliquer la disparition des métaux dans la Lune),,. Ces hypothèses ne peuvent pas non plus expliquer le moment cinétique élevé du système Terre-Lune.
Pour l'hypothèse dominante, le système Terre-Lune s'est formé après l'impact d'une protoplanète ayant une taille similaire à celle de Mars (nommée Théia, la mère de Séléné dans la mythologie grecque) avec la proto-Terre ; elle est appelée l'hypothèse de l'impact géant,,. L'impacteur, la croûte et une partie du manteau terrestre se disloquent et projettent une grande quantité de débris en orbite autour de la Terre. La Lune se forme ensuite par accrétion d'une partie de ce nuage de débris en un temps très court, de l'ordre d'un siècle,. L'impact aurait libéré beaucoup d'énergie, faisant fondre la couche externe de la Terre, et a ainsi formé un océan de magma,. De même, la Lune nouvellement formée aurait possédé un océan magmatique lunaire d'une profondeur estimée à au moins plusieurs centaines de kilomètres,.
Bien que l'hypothèse de l'impact géant puisse expliquer de nombreux paramètres, certains éléments ne sont pas expliqués, notamment en ce qui concerne les compositions isotopiques proches de la Lune et de la Terre, son volcanisme relativement récent, ou l'existence passée d'un champ magnétique planétaire. En effet, la mesure en 2001 des signatures isotopiques des roches lunaires du programme Apollo révèle qu'elles présentent la même signature isotopique que les roches terrestres, les distinguant donc de presque tous les autres corps du Système solaire. Cette observation est inattendue car on supposait alors que la plupart des matériaux qui ont formé la Lune provenaient de Théia ; or, il est ensuite annoncé en 2007 qu'il y a moins d'un pour cent de chances que Théia et la Terre aient des signatures isotopiques identiques par ce biais. D'autres échantillons lunaires d’Apollo étudiés en 2012 comportent la même composition en isotopes de titane que la Terre, ce qui est en conflit avec ce qui est attendu si la Lune s'était formée loin de la Terre ou était issue de Théia,.
Ces écarts peuvent s'expliquer par des variations de l'hypothèse de l'impact géant. Des modèles alternatifs ont notamment proposé une série d'impacts moins cataclysmiques ou la formation d'une synestia — un nuage torique de gaz et de fragments rocheux.

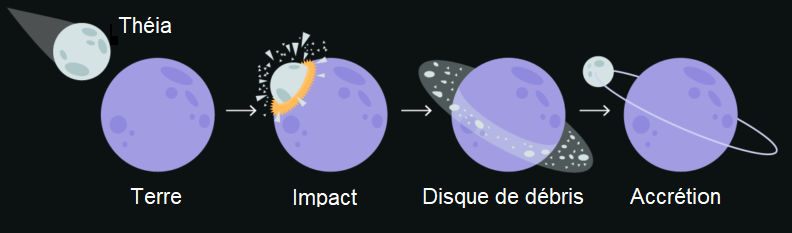
Schéma de l'hypothétique impact géant.

## Système Terre-Lune et système Soleil-Terre-Lune

### Orbite

Animation de l'orbite de la Lune autour de la Terre de 2018 à 2027.
Lune
Terre

La Lune effectue une orbite complète autour de la Terre par rapport aux étoiles fixes environ une fois tous les 27,3 jours — sa période de révolution ou période sidérale. Cependant, comme la Terre se déplace simultanément sur son orbite autour du Soleil, il faut environ deux jours de plus avant que la Lune ne montre la même phase à la Terre, soit 29,5 jours — sa période synodique,,.
Contrairement à la plupart des satellites naturels des autres planètes, elle orbite plus près du plan de l'écliptique que du plan équatorial de la planète,. Son orbite est subtilement perturbée par le Soleil et la Terre en de nombreuses différentes façons. Par exemple, le plan de l'orbite de la Lune tourne graduellement tous les 18,61 ans, ce qui affecte d'autres aspects du mouvement lunaire. Ces effets consécutifs sont mathématiquement décrits par les lois de Cassini,.
Par ailleurs, la Lune est le seul satellite naturel permanent de la Terre. Certains objets géocroiseurs comme (3753) Cruithne coorbitent avec la Terre : leurs orbites les rapprochent de la planète à un intervalle régulier, mais s'altèrent sur le long terme,. Ce sont des quasi-satellites et non des satellites naturels, car ils n'orbitent pas autour de la Terre mais autour du Soleil, l'existence d'autres lunes de la Terre n'étant pas confirmée. Cependant, certains de ces astéroïdes peuvent devenir parfois pendant quelques mois — voire quelques années —des satellites temporaires de la Terre. Seul 2006 RH120 est connu pour avoir été dans ce cas, entre 2006 et 2007,.

### Trajectoire héliocentrique
La trajectoire de la Lune dans un repère lié au Soleil a la particularité d'être entièrement concave, sans boucles ni points d'inflexion. C'est le seul cas parmi tous les satellites connus, naturels ou artificiels.

### Rotation
La Lune est en rotation synchrone autour de la Terre : sa période de rotation est égale à sa période de révolution. Elle présente donc toujours le même hémisphère, nommé « face visible de la Lune », à un observateur terrestre, l'hémisphère opposé étant en conséquence appelé « face cachée de la Lune ». Cependant, en raison de l'effet de la libration, environ 59 % de la surface de la Lune peut en pratique être vue depuis la Terre,. La face cachée est parfois appelée à tort le « côté obscur », mais elle est totalement éclairée aussi souvent que le côté visible, soit une fois tous les 29,5 jours terrestres, à la nouvelle lune,.
Cette rotation synchrone résulte des frottements créés par les forces de marée de la Terre sur la Lune, l'énergie de rotation s'étant dissipée sous forme de chaleur. Auparavant, la Lune avait une vitesse de rotation plus rapide, mais celle-ci a ralenti progressivement jusqu’à ce que la période de ce mouvement coïncide avec celle de la révolution du satellite autour de la Terre, assez vite dans son histoire,,.
En 2016, en utilisant des données collectées lors de la mission Lunar Prospector, des planétologues détectent deux zones riches en hydrogène (probablement une ancienne glace d'eau) à deux points opposés de la Lune. Il est supposé que ces zones étaient il y a des milliards d'années les pôles lunaires avant qu'elle ne soit verrouillée avec la Terre,.

### Tailles relatives

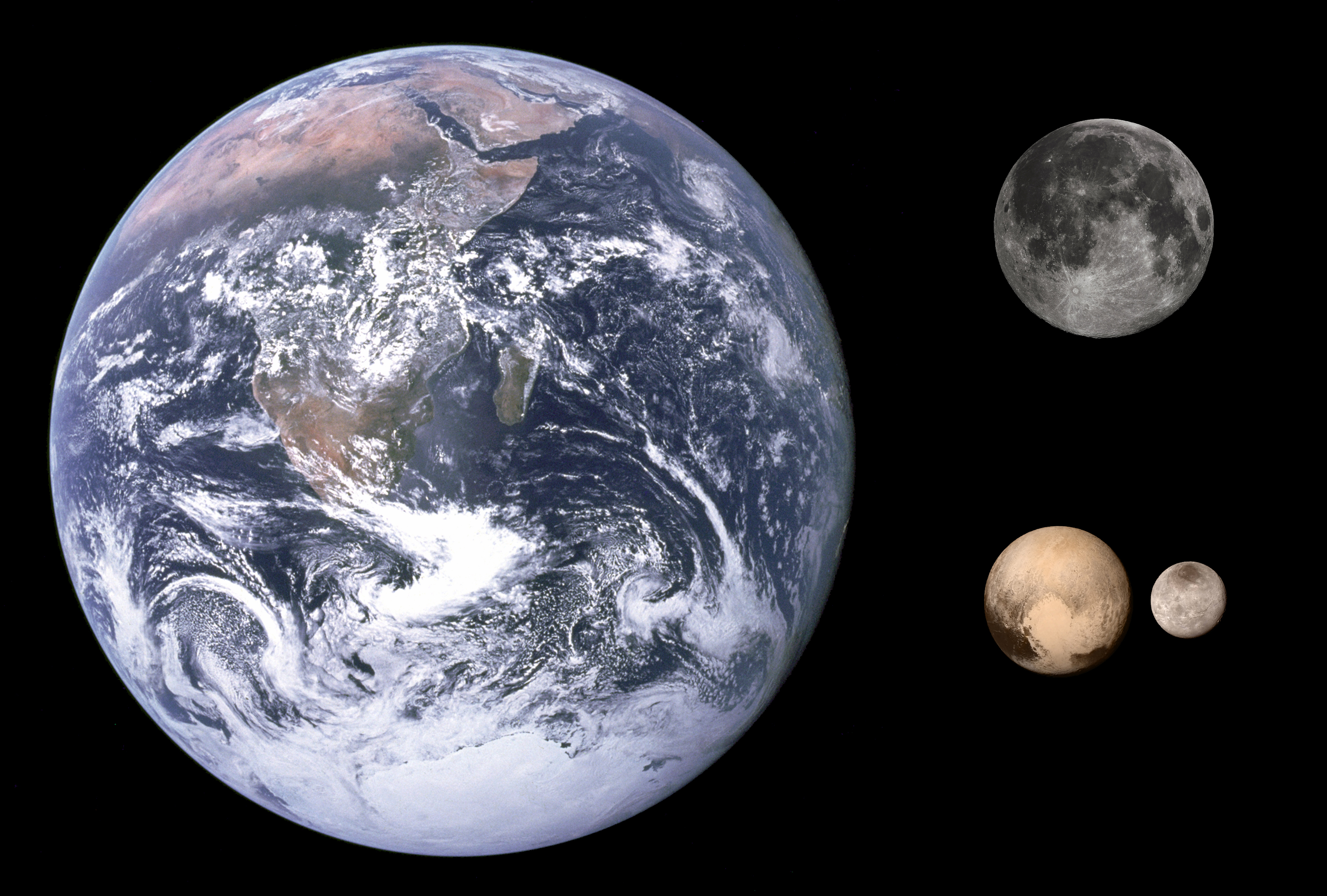
Comparaison des tailles de la Terre, la Lune, Pluton et Charon.

La Lune est un satellite naturel exceptionnellement grand par rapport à la Terre : elle fait plus du quart du diamètre et 1/81e de la masse de la planète,. Il s'agit d'ailleurs de la plus grande lune du Système solaire par rapport à la taille de sa planète, bien que Charon soit plus grande par rapport à la planète naine Pluton, faisant 50 % de son diamètre et 1/9e de sa masse. La superficie de la Lune est légèrement inférieure à celle de l'Asie.
Le barycentre du système Terre-Lune, leur centre de masse commun, est situé à environ 1 700 km (environ un quart du rayon de la Terre) sous la surface de la Terre. La Terre tourne autour de ce barycentre une fois par mois sidéral, à 1/81e de la vitesse de la Lune, soit environ 41 kilomètres par heure. Ce mouvement se superpose à la révolution beaucoup plus rapide de la Terre autour du Soleil — d'une vitesse d'environ 30 km/s — et est donc généralement négligeable,.

### Effets de marée

Mécanisme des marées :
A. Syzygie ; B.
1. Soleil ; 2. Terre ; 3. Lune
4. Direction de l'attraction par le Soleil
5. Direction de l'attraction par la Lune.

L'attraction gravitationnelle entre les corps célestes diminue inversement au carré de la distance de ces masses les unes par rapport aux autres. En conséquence, l'attraction exercée par la Lune est légèrement plus grande pour le côté de la Terre le plus proche d'elle que pour le côté opposé. Cela entraîne une force de marée qui affecte à la fois les océans et la croûte terrestre. L'effet le plus évident des forces de marée est de provoquer deux renflements dans les océans de la Terre, l'un du côté faisant face à la Lune et l'autre du côté opposé. Il en résulte des variations du niveau des mers, appelés marées océaniques. Lorsque la Terre tourne sur son axe, l'un des renflements de l'océan (marée haute) est localement maintenu en place « sous » la Lune, tandis qu'une autre marée de ce type est opposée. En conséquence, il y a environ deux marées hautes et deux marées basses en une journée. Puisque la Lune est en orbite autour de la Terre dans le même sens que la rotation de la Terre sur elle-même, les marées hautes se produisent environ toutes les 12 heures et 25 minutes, les 25 minutes étant dues au temps que met la Lune pour orbiter autour de la Terre,.

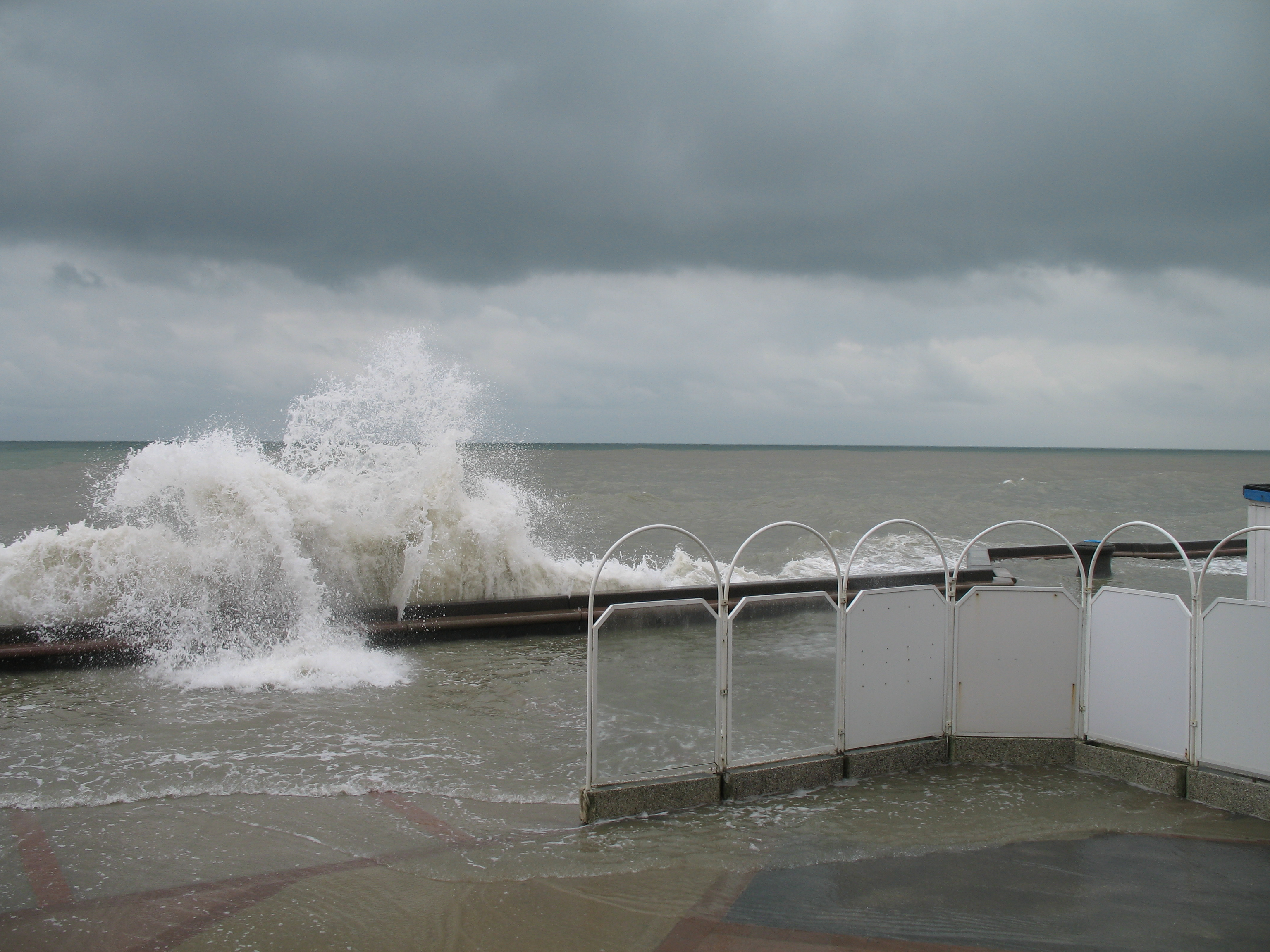
Grande marée près de l'équinoxe d'automne à Wimereux, en France.

Le Soleil produit également des marées mais d'amplitude plus faible, 40 % de celle due à la Lune. Lors de la syzygie, quand la Lune et le Soleil sont alignés avec la Terre, la somme des interactions Lune-Terre et Soleil-Terre est responsable des grandes marées au moment des équinoxes de printemps et d'automne.
Si la Terre ne possédait pas de continents, la marée produite serait d'une amplitude d'un mètre seulement et serait très prévisible. En réalité, les marées océaniques sont grandement affectées par d'autres facteurs : la friction de l'eau au niveau des fonds océaniques, l'inertie du mouvement de l'eau ou encore le ballottement de l'eau entre les différents bassins océaniques.
Alors que la gravitation provoque l'accélération et le mouvement des océans fluides de la Terre, le couplage gravitationnel entre la Lune et le corps solide de la Terre est principalement élastique et plastique. Le résultat est un autre effet de marée de la Lune sur la Terre qui provoque un renflement de la partie solide de la Terre la plus proche de la Lune qui agit comme un moment en opposition à la rotation de la Terre : une marée solide, ou terrestre. Cela « draine » le moment cinétique et l'énergie cinétique de la rotation de la Terre, la ralentissant progressivement,,. Cet élan angulaire, perdu par la Terre, est transféré à la Lune dans un processus connu sous le nom d'accélération par effet de marée, qui élève la Lune sur une orbite plus élevée. Ainsi, la distance entre la Terre et la Lune augmente — la Lune était environ dix fois plus proche de la Terre lors de sa formation qu'à l'époque contemporaine — et la rotation de la Terre ralentit en réaction,. Les mesures des réflecteurs lunaires laissés pendant les missions Apollo révèlent que la distance Terre-Lune augmente d'en moyenne 3,8 cm par an, (3,805 ± 0,004 cm/an). Les horloges atomiques montrent également l'effet inverse, à savoir que le jour sur Terre s'allonge d'environ 15 microsecondes chaque année, forçant le temps universel coordonné à être ajusté avec des secondes intercalaires.

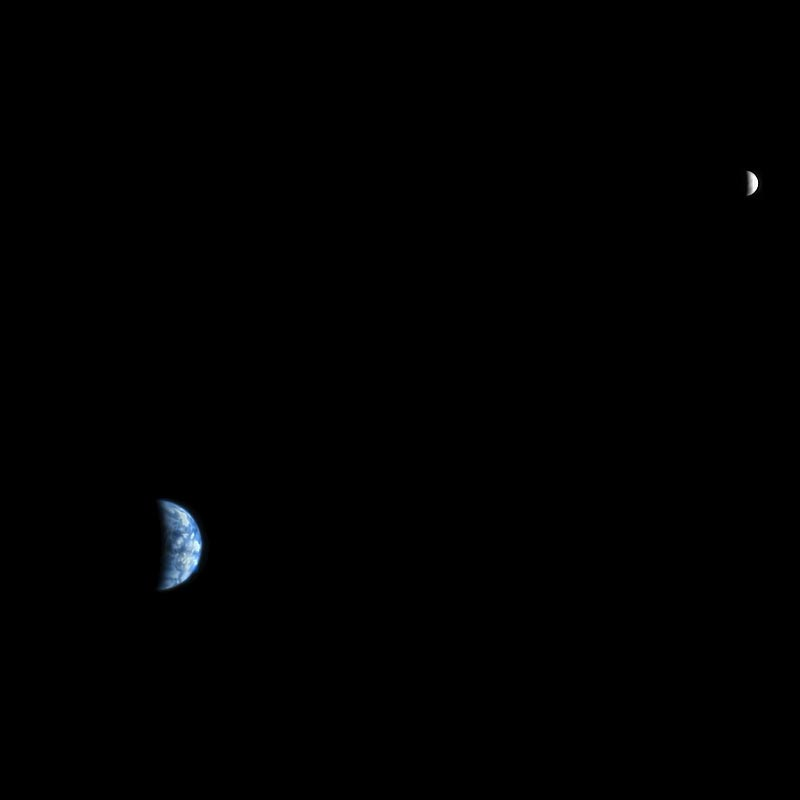
La Terre et la Lune photographiées en 2007 depuis Mars par la sonde Mars Reconnaissance Orbiter. Depuis l'espace, la Terre présente des phases similaires à celles de la Lune. Au moment où l'image a été prise, la Terre se trouvait à 142 millions de kilomètres de Mars.

Dût-elle suivre son cours, cette traînée de marée continuerait jusqu'à ce que la rotation de la Terre et la période orbitale de la Lune correspondent, créant un verrouillage mutuel par les forces de marées entre les deux astres. En conséquence, la Lune serait suspendue dans le ciel au-dessus d'un méridien, comme c'est par exemple le cas entre Pluton et sa lune Charon. Cependant, le Soleil deviendra une géante rouge et engloutira le système Terre-Lune bien avant cette phase,,.
De la même manière, la surface lunaire subit des marées d'une amplitude d'environ 10 cm tous les 27 jours, avec deux composantes : une fixe due à la Terre parce qu'en rotation synchrone, et une variable due au Soleil. La composante induite par la Terre provient de la libration, résultat de l'excentricité orbitale de la Lune — si l'orbite de la Lune était parfaitement circulaire, il n'y aurait que des marées solaires. Les effets cumulés de ces contraintes de marée produisent des séismes lunaires,. Ces phénomènes restent beaucoup moins courants et moins intenses que les tremblements de terre, bien qu'ils puissent se dérouler pendant jusqu'à une heure du fait de l'absence d'eau pour amortir les vibrations sismiques. L'existence de ces séismes est une découverte inattendue des sismographes placés sur la Lune lors des missions Apollo de 1969 à 1972.

Animation d'une marée atmosphérique exagérée.

Par ailleurs, ces forces de marées ont un impact décelable sur le climat dans le cadre de marées atmosphériques,. Lors des différentes phases de la Lune, la force de marée attire plus ou moins l’atmosphère et participe ainsi, à hauteur de quelques pourcents, aux phénomènes de surpression et de dépression.
Finalement, la présence de la Lune a une influence sur la stabilisation de l'inclinaison de l'axe terrestre. En effet, l’obliquité de la Terre varie entre 21 et 24° environ par rapport au plan de l’écliptique tandis que Mars, qui n'a pas de satellite naturel aussi massif, voit son obliquité varier de 20 à 60° sur des millions d'années. De même, avant la formation de la Lune, l'axe de rotation terrestre oscillait de façon chaotique, ce qui aurait rendu impossible l'apparition de la vie à sa surface du fait des dérèglements climatiques causés ; ceci a disparu une fois le verrouillage gravitationnel par effet de marée entre la Terre et son satellite naturel mis en place,,.

### Influence lunaire
L'influence lunaire est la croyance ou des hypothèses d'une corrélation entre des étapes spécifiques du cycle lunaire et des changements physiologiques chez les êtres vivants sur Terre, y compris les humains,.
La Lune a longtemps été particulièrement associée à la folie et à l'irrationalité, des mots comme lunatique étant dérivés du nom latin de la Lune, Luna. Les philosophes Aristote et Pline l'Ancien font valoir que la pleine lune cause la folie chez les individus sensibles, estimant que le cerveau, qui est principalement composé d'eau, doit être affecté par la Lune et son pouvoir sur les marées. En réalité, le pouvoir de la gravité lunaire est trop faible pour que cela soit le cas. De façon contemporaine, l'existence d'une influence lunaire affirmant que les admissions dans les hôpitaux psychiatriques, les accidents de la route, les homicides ou encore les suicides augmenteraient lors des pleines lunes est parfois défendue, même si de nombreuses études infirment cela,,,. De même, si une influence de la Lune sur l'agriculture ou les forêts est parfois supposée, aucun effet exploitable n'a jamais été démontré,,,.
En revanche, un sélénotropisme — c'est-à-dire l'orientation d'un organisme vis-à-vis de la Lune — est démontré chez certaines espèces de vers palolo tels que l’Eunice fuscata du Pacifique tropical, ou chez des zooplancton en Arctique pendant la nuit polaire. Par ailleurs, la croissance de certains animaux comme le nautile serait influencée par la Lune et l'observation de leurs coquilles permet, avec des spécimens anciens fossiles, de confirmer de façon indépendante l'allongement du mois lunaire à l'échelle géologique en raison de l'augmentation de la distance Terre-Lune. Cependant, cette hypothèse reste contestée,,.

La Lune et la Terre ; leurs tailles et les distances sont à l'échelle. Des distances remarquables de l'histoire du vol spatial sont indiquées pour référence.

## Observation

### Visibilité

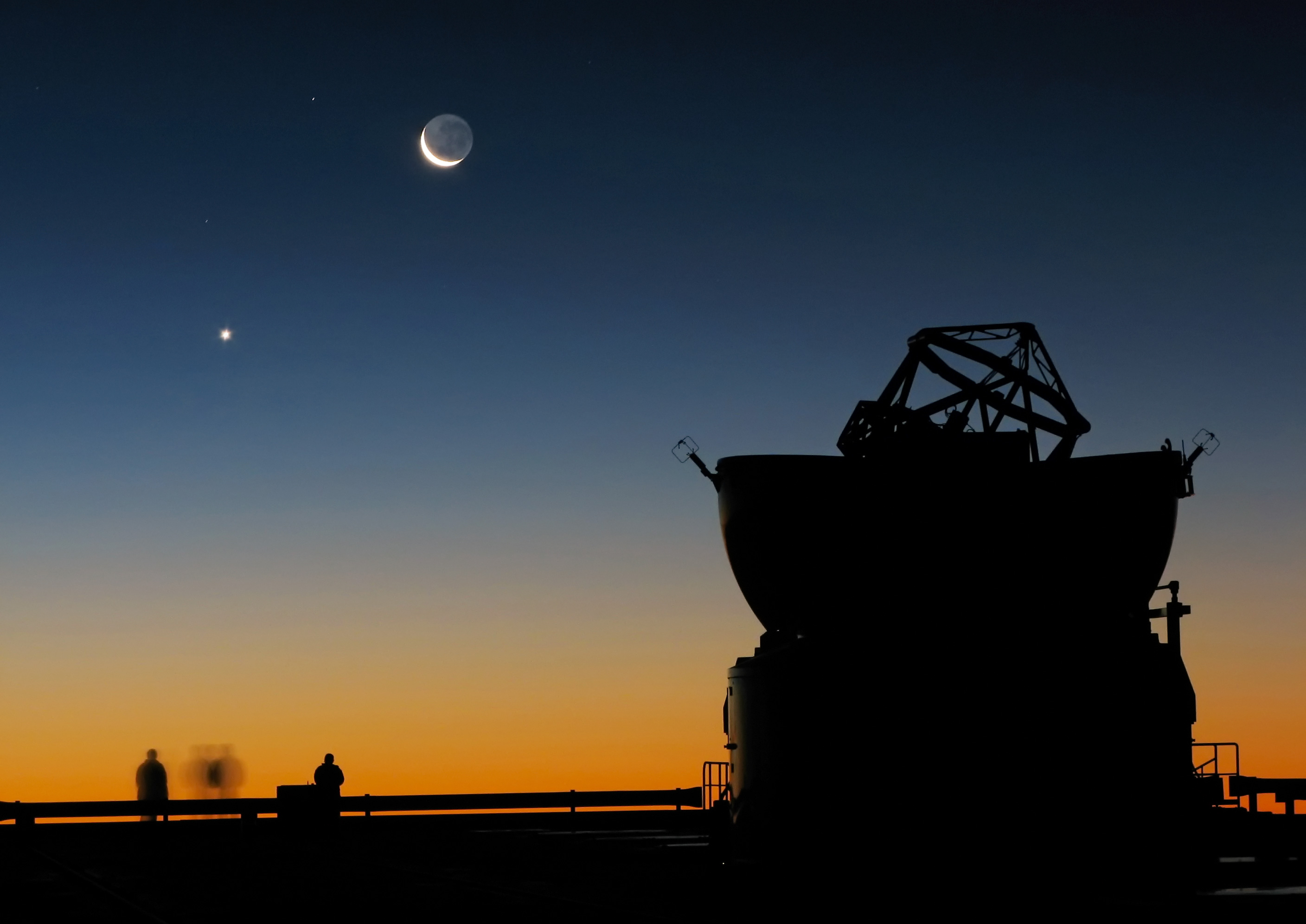
Conjonction de Vénus et la Lune au-dessus du VLT, au Chili.

La Lune possède un albédo géométrique exceptionnellement bas de 0,12, ce qui lui confère une réflectance légèrement supérieure à celle de l'asphalte,. Cependant, avec une magnitude apparente de -12,6 pendant la pleine lune, la Lune est l'astre le plus visible dans le ciel terrestre, après le Soleil et devant Vénus, grâce à sa grande proximité avec la Terre. Elle est ainsi facilement observable à l’œil nu la nuit, voire en plein jour. Des jumelles permettent de distinguer les mers et les plus gros cratères d'impact,.
Par ailleurs, le satellite bénéficie d'une amélioration de la luminosité grâce à l'effet d'opposition : la pleine lune est douze fois plus lumineuse qu'un quartier de Lune, même si la surface angulaire éclairée est seulement deux fois plus élevée. De plus, la constance des couleurs du système visuel humain recalibre les relations entre les couleurs d'un objet et son environnement, ce qui explique que la lune éclairée par le soleil ressorte lorsque le ciel environnant est relativement sombre. Les bords de la pleine lune semblent aussi brillants que le centre, sans assombrissement centre-bord, en raison des propriétés réfléchissantes du sol lunaire, qui rétroréfléchit davantage la lumière vers le Soleil que dans d'autres directions,.
L'orientation de la lune dans le ciel varie en fonction de la latitude de l'observateur terrestre,. En effet, puisque la Lune orbite près de l'écliptique, quelqu'un la regardant depuis une latitude positive (au nord de l'équateur terrestre) verra par exemple le proéminent cratère Tycho plus proche de l'horizon tandis qu'un observateur depuis une latitude négative (au sud de l'équateur), la verra « à l'envers »,. Sur les deux photographies ci-contre, on observe le cratère en bas de l'image pour une pleine lune vue en Belgique tandis qu'il se trouve en haut de l'image pour une pleine lune vue en Australie.

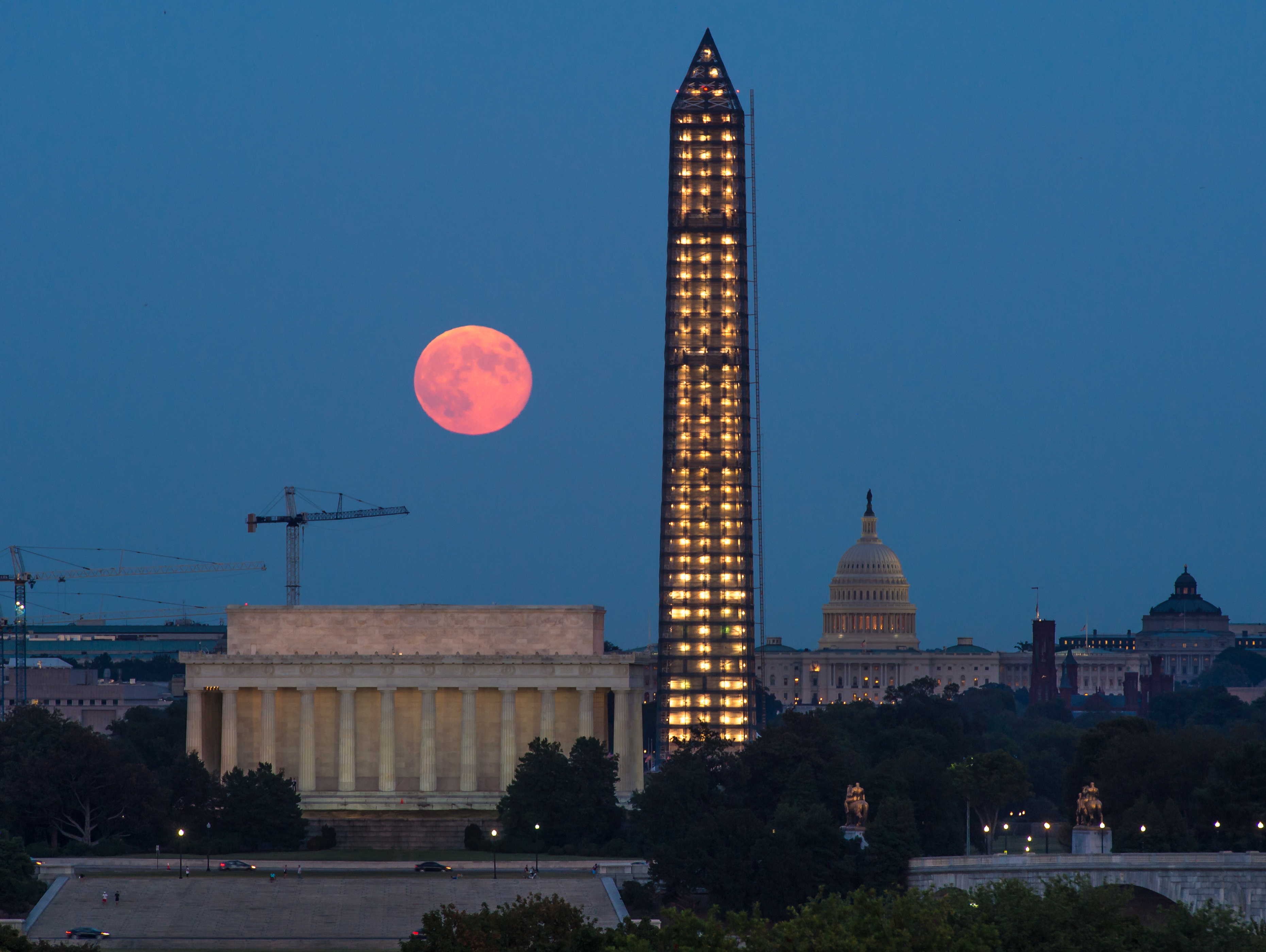
Une illusion lunaire : la lune semble apparaître plus grande lorsqu'elle est près de l'horizon ou d'édifices (ici à Washington, D.C., États-Unis).

L'altitude atteinte par la lune dans le ciel lors de sa culmination varie en fonction de sa phase et de la période de l'année. La pleine lune est la plus élevée en hiver pour chaque hémisphère.
La taille apparente de la pleine lune est en moyenne d'environ 0,52° d'arc dans le ciel (soit 31'2 d'arc), ce qui est à peu près la même taille apparente que le soleil,. Cependant, elle semble plus grande lorsqu'elle est proche de l'horizon en raison d'un effet purement psychologique, connu sous le nom d'illusion lunaire, décrit pour la première fois au VIIe siècle av. J.-C.,. Plusieurs explications sont proposées, comme le fait que le cerveau humain perçoive le ciel comme légèrement aplati — ce qui implique qu'un objet à l'horizon est considéré comme plus grand — ou encore que la taille relative des objets vus à l'horizon fasse apparaître la lune plus grande, comme pour l'illusion d'Ebbinghaus,,.

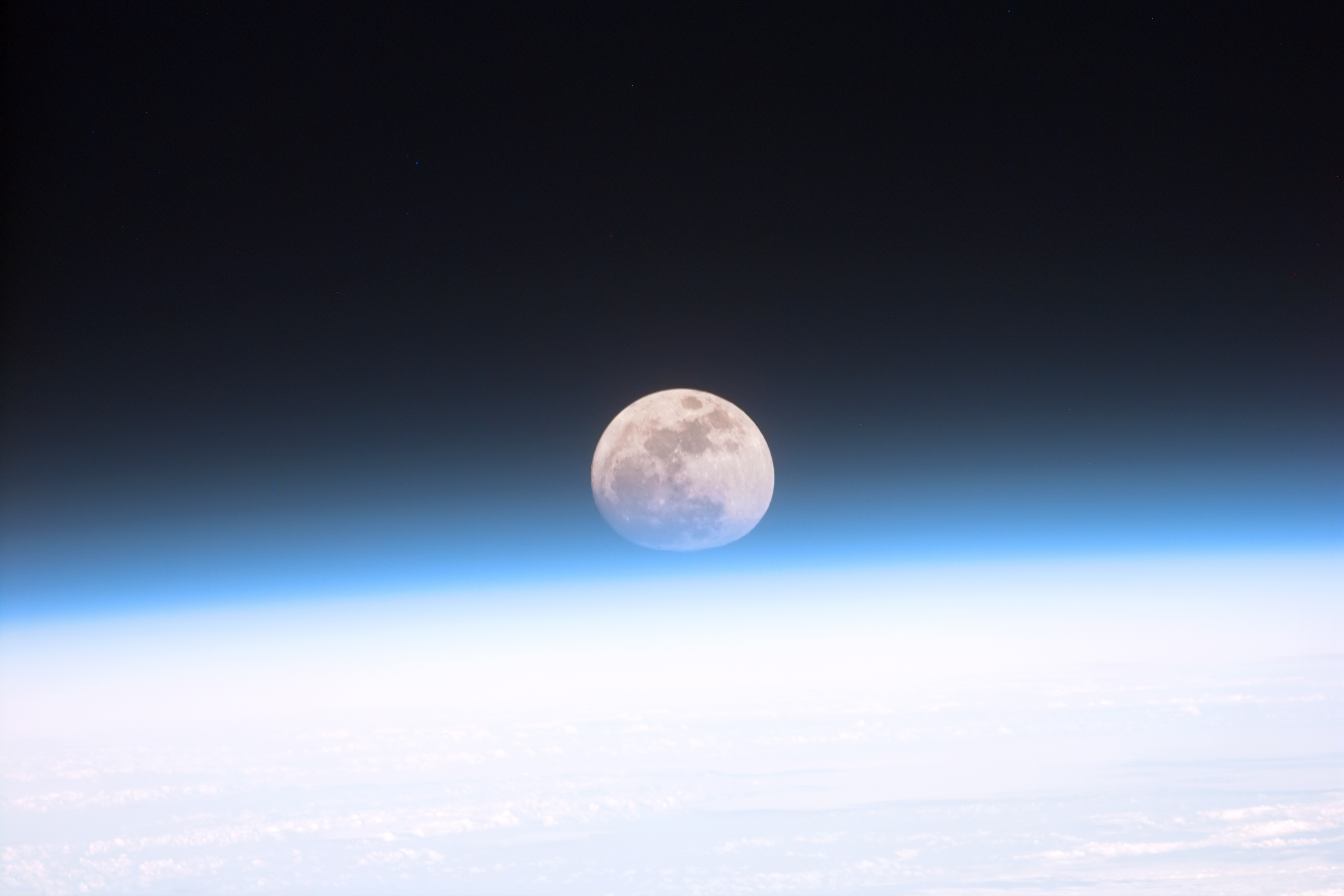
Image d'une distorsion de la Lune par l'atmosphère terrestre prise à bord de la navette Discovery en 1999.

L'apparence de la Lune, comme celle du Soleil, peut être affectée par l'atmosphère terrestre. Les effets optiques courants sont par exemple un anneau de halo de 22°, formé lorsque la lumière de la Lune est réfractée à travers les cristaux de glace des nuages de haut cirrostratus, ou des couronnes plus petites lorsque la Lune est vue à travers de minces nuages.

### Phases

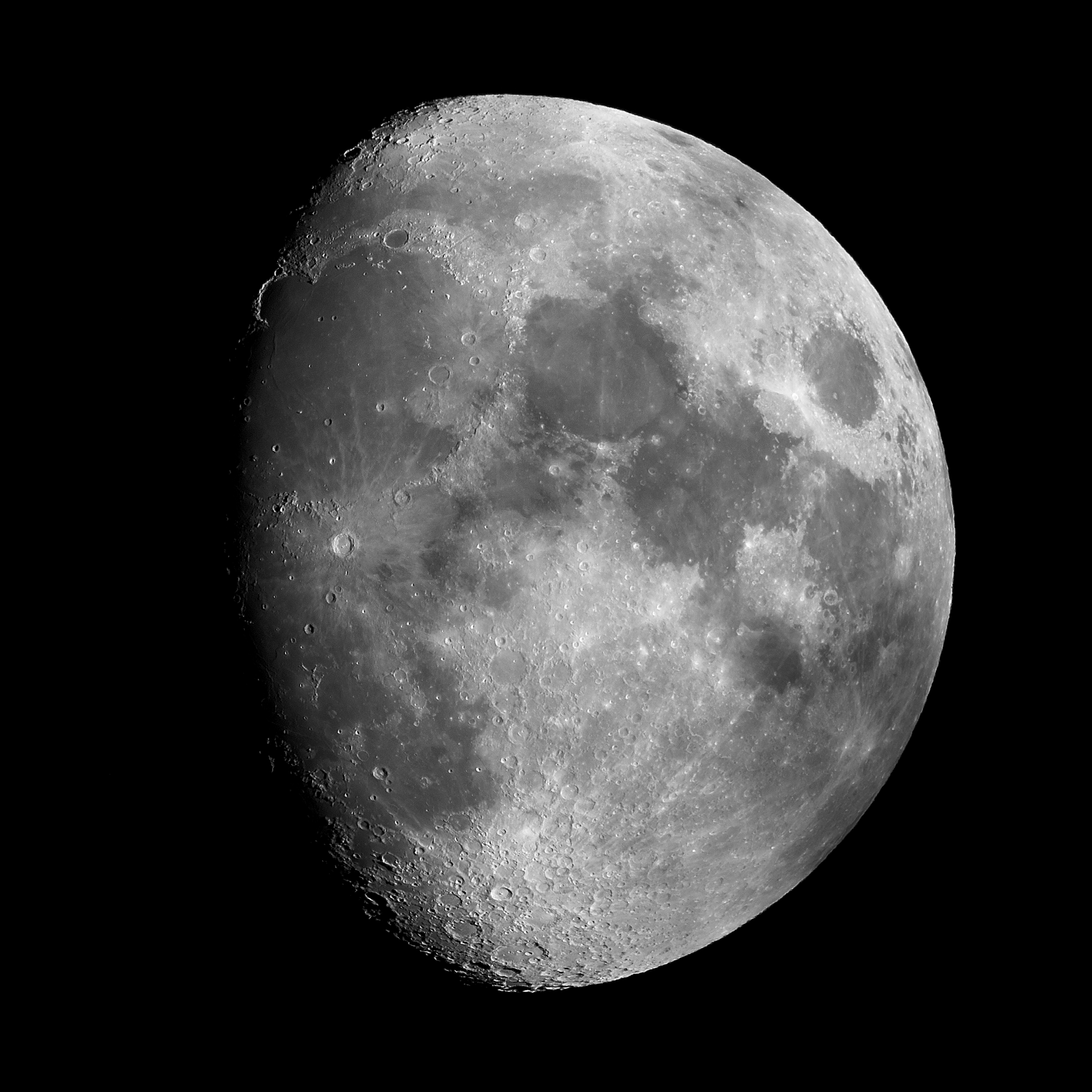
Lune gibbeuse croissante observée en Belgique.

Du fait de sa rotation synchrone, la Lune présente toujours la même partie de sa surface à la Terre : la face dite « visible ». Cependant, la moitié de la sphère éclairée par les rayons solaires — et donc à la fois orientée à la fois vers la Terre et vers le Soleil — varie au cours des 29,53 jours de sa période synodique. Ce phénomène donne naissance à ce que l’on appelle les phases lunaires, qui se succèdent au cours d’un cycle appelé « lunaison ». Au fil du cycle lunaire, la déclinaison de la Lune varie : elle augmente pendant une moitié du cycle et elle décroît pendant l’autre moitié.
La Lune présentant toujours la même face envers la Terre et son orbite étant peu inclinée, les phases lunaires présentent à peu près toujours les mêmes parties de la Lune d'un cycle à l'autre. On distingue principalement quatre points caractéristiques de l'apparence lunaire : la nouvelle lune quand la Lune et le Soleil sont en conjonction par rapport à la Terre, le premier quartier quand la Lune est en quadrature est, la pleine lune lorsque la Lune et le Soleil sont en opposition par rapport à la Terre et le dernier quartier quand la Lune est en quadrature ouest. Entre chacun de ces points caractéristiques, on parlera successivement de premier croissant, de lune gibbeuse croissante, de lune gibbeuse décroissante et enfin de dernier croissant,,.
La partie éclairée de la Lune étant symétrique par rapport au plan formé par le Soleil, la Lune et l'observateur, la Lune présente à chaque instant la même phase à tout observateur terrestre quelle que soit sa latitude,. Cependant, l'orientation de l'horizon de l'observateur terrestre varie par rapport à ce plan. Ainsi, pour de faibles latitudes — près de l'équateur et sous les tropiques —, l'horizon est perpendiculaire au plan et un croissant de Lune apparaîtra horizontal, comme un « sourire ». Pour des latitudes plus élevées, ce quartier apparaîtra plus vertical, comme un « C »,,. La Lune est visible pendant deux semaines tous les 27,3 jours aux pôles Nord et Sud,.

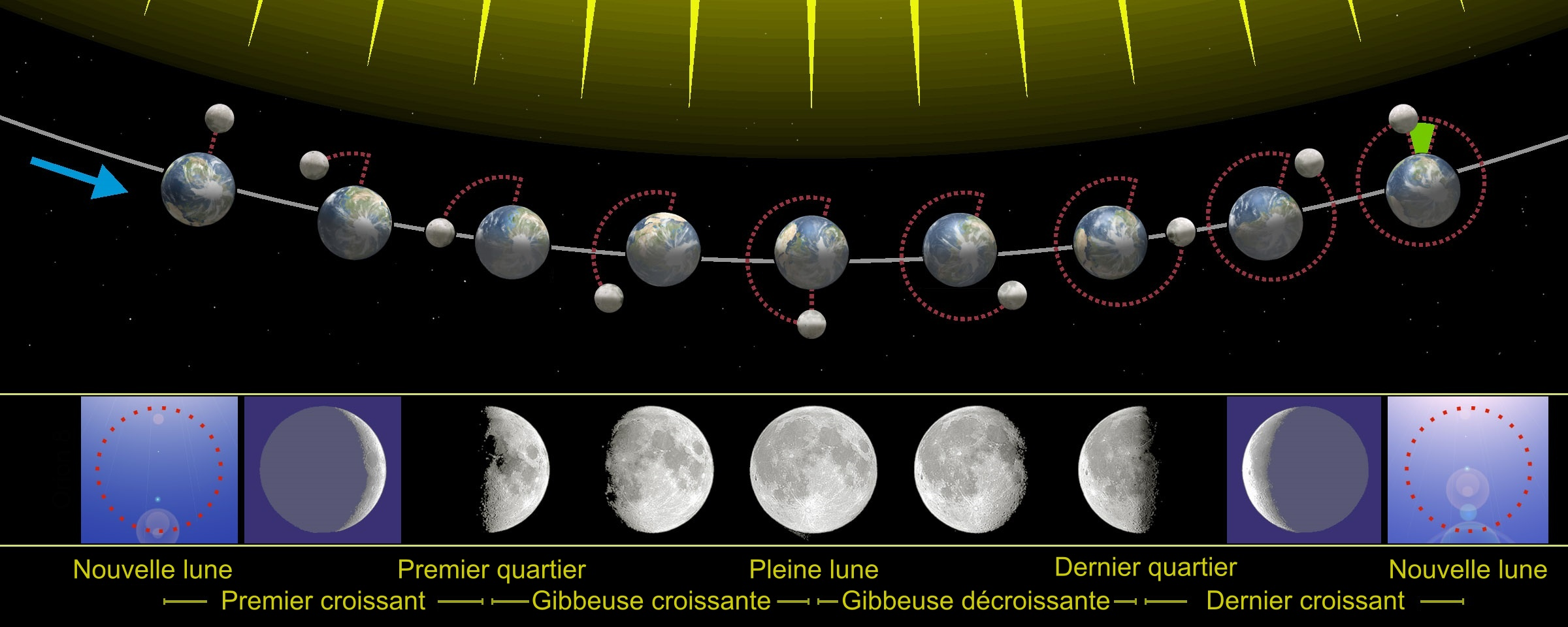
Changements de l'angle entre la direction de la lumière du Soleil et la vue de la Terre, et les phases de la Lune qui en résultent, vues de l'hémisphère nord au cours d'une lunaison. La distance Terre-Lune n'est pas à l'échelle.

### Super lune

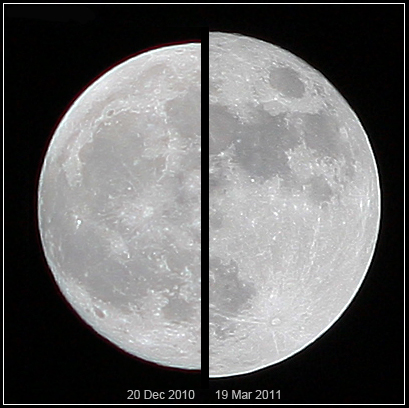
Comparaison entre une pleine lune moyenne et une super lune.

Une super lune est une pleine lune qui coïncide avec une distance minimale du satellite à la Terre,. Il ne s'agit pas d'un terme d'astronomie mais plutôt d'une expression usuelle employée pour désigner certains phénomènes astronomiques.
Le 14 novembre 2016, la Lune est au plus proche en pleine lune depuis 1948 à 356 500 km du centre de la Terre. Cette pleine lune est alors 30 % plus lumineuse que lorsqu'elle est à son apogée, car son diamètre angulaire est 14 % plus grand et {\displaystyle \scriptstyle 1.14^{2}\approx 1.30},. Elle ne sera pas plus proche avant le 25 novembre 2034,.

### Éclipses
Les éclipses ne se produisent que lorsque le Soleil, la Terre et la Lune sont alignés, phénomène appelé une « syzygie ».
Les éclipses solaires se produisent à la nouvelle lune, lorsque la Lune se trouve entre le Soleil et la Terre. En revanche, les éclipses lunaires se produisent à la pleine lune, lorsque la Terre est entre le Soleil et la Lune,. L'existence des premières est une conséquence du fait que la taille apparente de la Lune soit à peu près la même que celle du Soleil, les deux formant un angle d'environ 0,5° dans le ciel terrestre. En effet, si le Soleil a un diamètre 400 fois plus grand que celui de la Lune, il est également 400 fois plus loin de la Terre que ne l'est la Lune.
Les variations de taille apparentes, dues aux orbites non circulaires, sont également presque identiques, bien que se produisant dans des cycles différents. Cela permet ainsi d'avoir parfois des éclipses solaires totales — avec la Lune apparaissant plus grande que le Soleil — et annulaires — la Lune apparaissant plus petite que le Soleil. Lors d'une éclipse totale, la Lune recouvre complètement le disque du Soleil et la couronne solaire devient visible à l'œil nu.
Comme la distance entre la Lune et la Terre augmente très lentement avec le temps, le diamètre angulaire de la Lune diminue dans le ciel terrestre,. De plus, au fur et à mesure qu'il évolue sur sa séquence principale pour devenir une géante rouge, la taille du Soleil et son diamètre apparent dans le ciel augmentent également. La combinaison de ces deux facteurs signifie qu'il y a des centaines de millions d'années, la Lune couvrait toujours complètement le Soleil lors des éclipses solaires, et qu'aucune éclipse annulaire n'était alors possible. De même, d'ici 600 millions d'années, la Lune ne pourra plus couvrir complètement le Soleil et les éclipses solaires totales deviendront impossibles,.

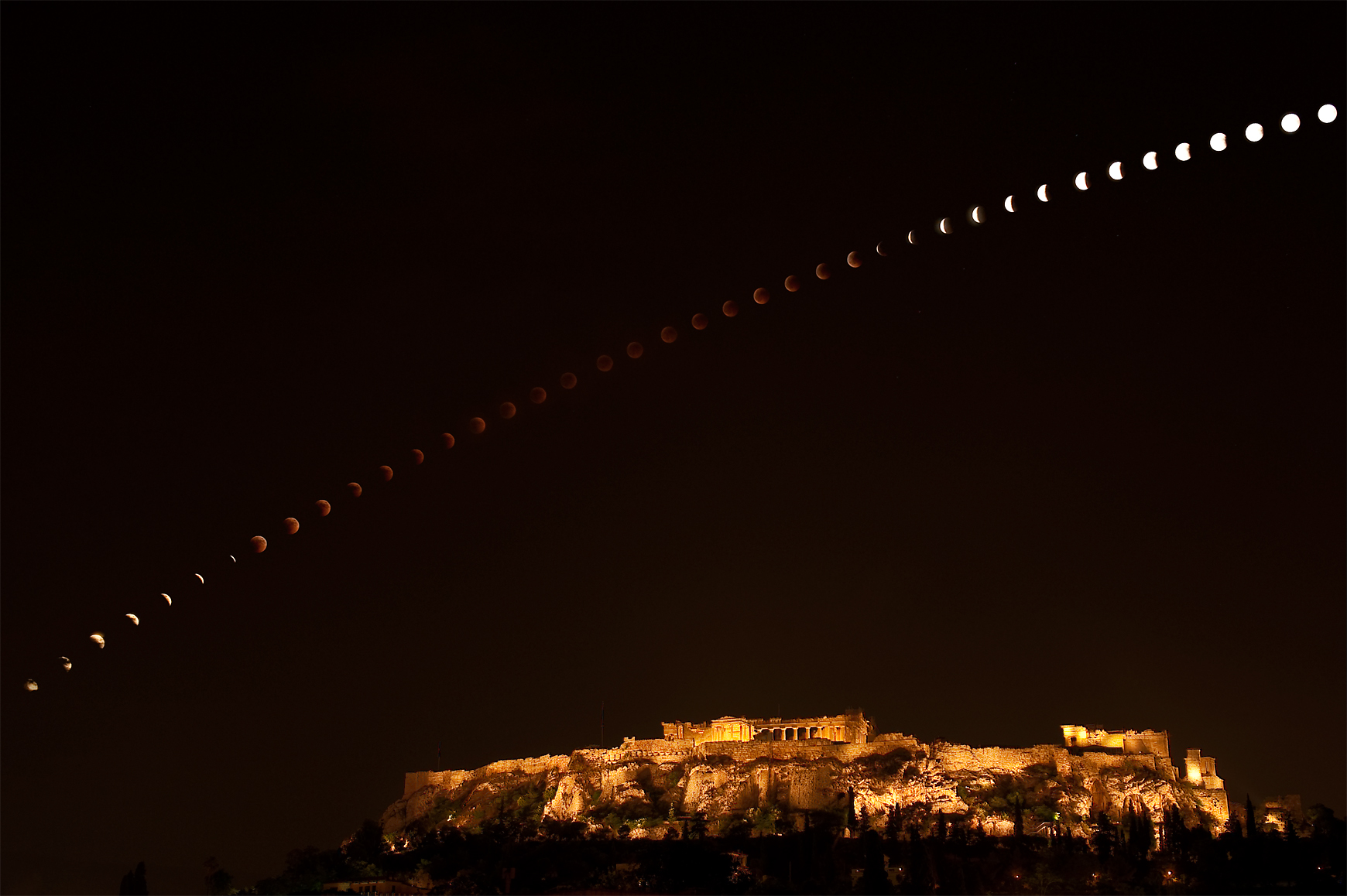
Montage des phases d'une éclipse lunaire derrière l'Acropole d'Athènes.

Par ailleurs, l'orbite de la Lune autour de la Terre étant inclinée d'environ 5,145° par rapport au plan de l'écliptique, les éclipses ne se produisent pas à chaque pleine et nouvelle lune. Pour qu'une éclipse se produise, la Lune doit se trouver près de l'intersection des deux plans orbitaux,. La périodicité et la récurrence des éclipses du Soleil par la Lune et de la Lune par la Terre sont décrites par le saros, dont la période est d'environ 18 ans.
Parce que la Lune bloque continuellement la vue d'une zone circulaire du ciel d'un demi-degré de large, un phénomène appelé l'occultation se produit lorsqu'une étoile ou une planète passe derrière la Lune et est alors cachée,. Ainsi, une éclipse solaire est un cas particulier d'occultation du Soleil. Parce que la Lune est relativement proche de la Terre, les occultations des étoiles individuelles ne sont pas visibles partout sur la planète, ni en même temps. En raison de la précession de l'orbite lunaire, différentes étoiles sont occultées chaque année.

### Librations

Animation montrant un ensemble de vues simulées de la Lune depuis l'hémisphère nord sur une période d'un mois. Le mouvement vertical de l'animation met en évidence le phénomène de libration lunaire.

La Lune présentant toujours le même hémisphère à la Terre, on appelle « librations » les phénomènes d'oscillation permettant à un observateur à la surface de la Terre de voir plus de 50 % de la surface de la Lune,. Ces phénomènes peuvent prendre quatre formes : les librations en longitude, les librations en latitude, les librations parallactiques et les librations physiques.
L’ensemble de ces phénomènes de libration au cours de lunaisons successives permet d’observer environ 59 % de la surface lunaire depuis la surface terrestre. Toutefois, les zones supplémentaires ainsi offertes à l’observation sont très déformées par l’effet de perspective et il est difficile de pouvoir distinguer les éléments de surface de ces régions depuis le sol.

### Phénomène lunaire transitoire
Il y existe une controverse historique quant au fait que les caractéristiques de la surface lunaire changent avec le temps. Aujourd'hui, beaucoup de ces affirmations sont considérées comme une conséquence d'illusions d'optique, résultant d'une observation dans différentes conditions d'éclairage, d'une mauvaise qualité de visibilité ou de dessins inadéquats. Cependant, un dégazage se produit occasionnellement et pourrait être responsable d'un pourcentage très mineur de ces observations, faisant partie des phénomènes lunaires transitoires signalés. En 2006, il est suggéré qu'une surface lunaire de 3 km de diamètre aurait été modifiée significativement par un événement de dégagement il y a environ un million d'années,.
Des phénomènes appelés « transitoires » de quelques dixièmes de milliseconde peuvent survenir. De magnitude généralement de 5 à 10 (mais pouvant aller jusqu'à 3), ils ne sont visibles qu'avec un télescope ou une lunette associés à une caméra et sur la partie non éclairée de la Lune. Le flash lunaire provient de la chute de corps (provenant essentiellement d'essaims de comètes) de 5 à 15 cm percutant la Lune à des vitesses de 20 à 30 km/s, ce qui fait fondre la roche en surface au point d'impact et projette des gouttelettes de roches liquides. L'éclair lumineux est produit par l'énergie dégagée lors de cet impact,. Depuis cinq siècles, des centaines de ces phénomènes ont été observées par de nombreux observateurs différents.

## Histoire des observations

### Avant l'invention du télescope

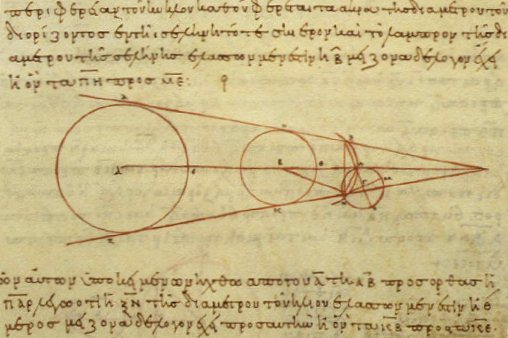
Calculs d'Aristarque sur les tailles relatives du Soleil, de la Terre et de la Lune dans Sur les dimensions et les distances au (ici, une copie grecque du Xe siècle).

L'une des premières représentations possibles de la Lune est une sculpture sur roche nommée Orthostat 47, datée du troisième millénaire avant notre ère et découverte à Knowth, en Irlande,. La première trace écrite de l'observation d'une éclipse solaire date de 1223 av. J.-C, retrouvée sur une tablette d'argile dans l'ancienne cité d'Ougarit,. Une inscription sur un os datant de 2136 av. J.-C. est aussi suspectée d'être une trace de l'observation d'une éclipse.
La compréhension des cycles lunaire est un développement précoce de l'astronomie : dès le VIIIe siècle av. J.-C., les astronomes babyloniens tiennent des archives systématiques des éclipses solaires et dès le Ve siècle av. J.-C., ils notent le saros, la période de 18 ans régissant les éclipses lunaires. L'astronome chinois Shi Shen donne au IVe siècle av. J.-C. des instructions pour prédire les éclipses solaires et lunaires. Archimède conçoit au IIIe siècle av. J.-C. un planétarium capable de calculer les mouvements de la Lune et d'autres objets du Système solaire.
La forme physique de la Lune et la cause du clair de lune sont également comprises tôt dans l'histoire de l'astronomie. Le philosophe grec Anaxagore estime au Ve siècle av. J.-C. que le Soleil et la Lune sont tous deux des roches sphériques et que cette dernière reflète la lumière du premier. Par ailleurs, Démocrite suppose que les marques observées sur la Lune sont la conséquence de l'existence de montagnes et de vallées.
Bien que les Chinois de la dynastie Han associaient la Lune à une énergie assimilée au ch'i, leur théorie de « l'influence rayonnante » reconnaît également que la lumière de la Lune est simplement le reflet du Soleil, et Jing Fang note la sphéricité de la Lune au Ier siècle av. J.-C..

Étude des phases de la Lune et des éclipses par Al-Biruni au XIe siècle.

Cependant, Aristote théorise à l'inverse dans Du ciel que la Lune marque la frontière entre les sphères des éléments mutables (terre, eau, air et feu) et les étoiles impérissables de l'éther. Le monde supralunaire est parfait, et donc la Lune est une sphère lisse et inaltérable. Le disciple d'Aristote, Cléarque de Soles, explique les taches lunaires par le fait que la Lune est un miroir poli qui réfléchit le paysage terrestre. Cette théorie est néanmoins invalidée par l'observation que la surface de la Lune reste inchangée alors qu'elle se déplace devant la Terre, poussant d'autres savants à imaginer que les taches soient des vapeurs condensées d'un nuage ou émanent de la Terre. Cette conception aristotélicienne d'une Lune lisse subsiste en partie jusqu'à la fin du Moyen Âge, voire laisse des traces jusque dans la Perse du XIXe siècle et dans le folklore européen du XXe siècle,,.
Au IIe siècle av. J.-C., Séleucos de Séleucie avance à raison que les marées sont dues à l'attraction de la Lune et que leur hauteur dépend de la position de la Lune par rapport au Soleil. Auparavant, Aristarque de Samos avait calculé au IIIe siècle av. J.-C. dans Sur les dimensions et les distances la taille de la Lune et sa distance, obtenant une valeur d'environ vingt fois le rayon de la Terre pour la distance. Ces valeurs sont grandement améliorées par Hipparque au IIe siècle av. J.-C. dans Des grandeurs et des distances du Soleil et de la Lune,. Ce texte est perdu mais ses résultats rapportés par Ptolémée au IIe siècle, évaluant la distance lunaire à 59 fois le rayon de la Terre et son diamètre à 0,292 fois celui de la planète. Ces estimations sont déjà très proches de la réalité, qui est de respectivement 60 et 0,273 environ.
Également au IIe siècle, Plutarque écrit dans ses Œuvres morales que « la Lune est une terre céleste » et que les zones sombres sont des dépressions remplies d’eau. Elles sont ainsi appelées maria (mot latin signifiant « mers » au pluriel), tandis que les hauts plateaux de couleur claire sont baptisés terrae (« terres »). Ces noms, bien qu'incorrects, demeurent dans la nomenclature actuelle,.

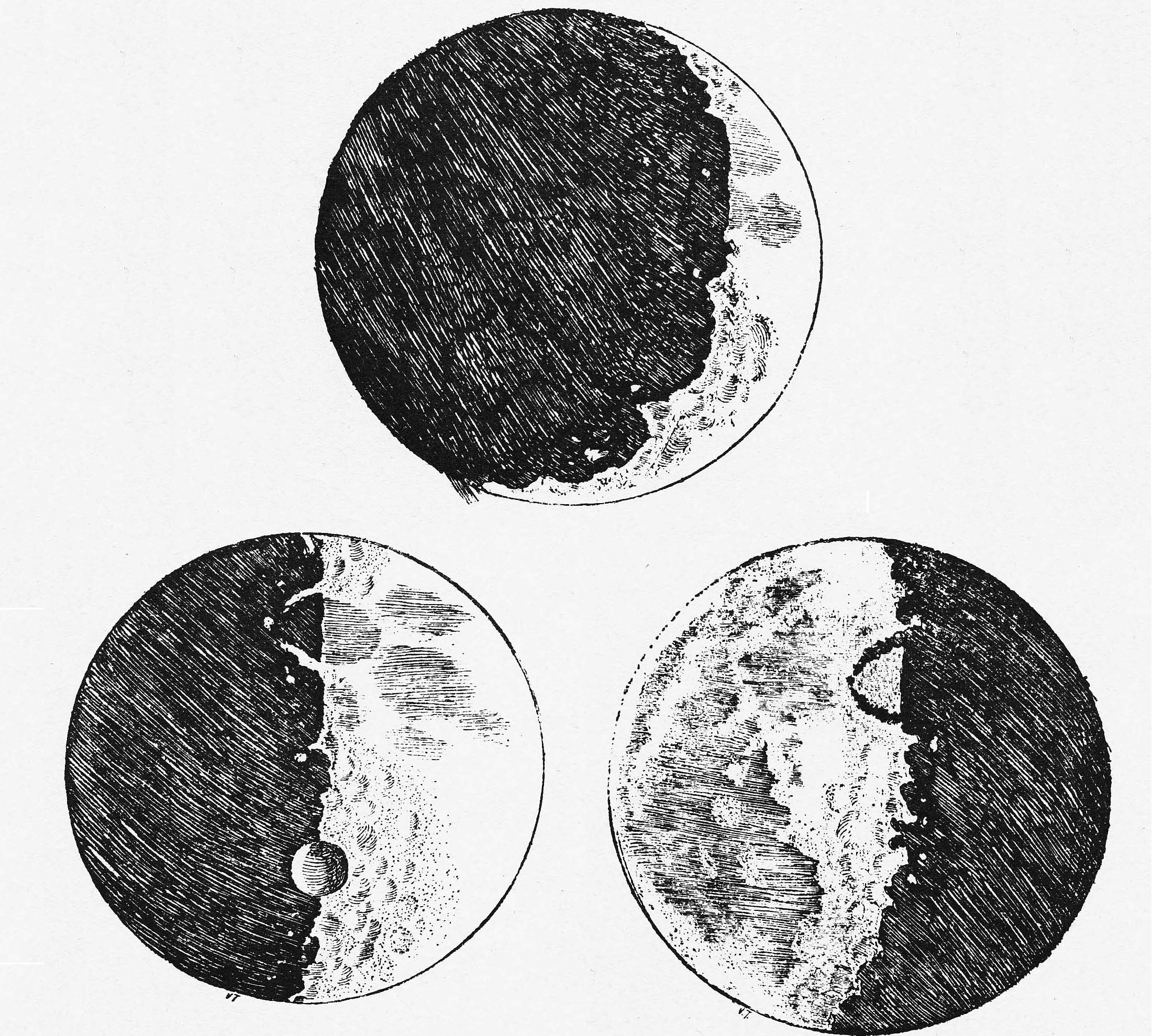
Croquis de la Lune par Galilée dans Sidereus nuncius (1610).

Au Ve siècle, l'astronome indien Aryabhata mentionne dans son Aryabhatiya que la cause de l'éclat de la Lune est la lumière du soleil réfléchie. Al-Marwazi, un astronome persan, estime le diamètre de la Lune à environ 3 000 km et sa distance à la Terre à environ 346 000 km au IXe siècle. L'astronome et physicien Alhazen du XIe siècle développe en avançant que la lumière du soleil n'est pas réfléchie par la Lune comme un miroir, mais que la lumière est émise depuis chaque partie de la surface ensoleillée de la Lune dans toutes les directions,. Shen Kuo, de la dynastie Song, créé ensuite une allégorie assimilant la croissance et le déclin de la Lune à une boule ronde d'argent qui, une fois aspergée de poudre blanche et vue de côté, apparaîtrait comme un croissant.

### Après l'invention du télescope

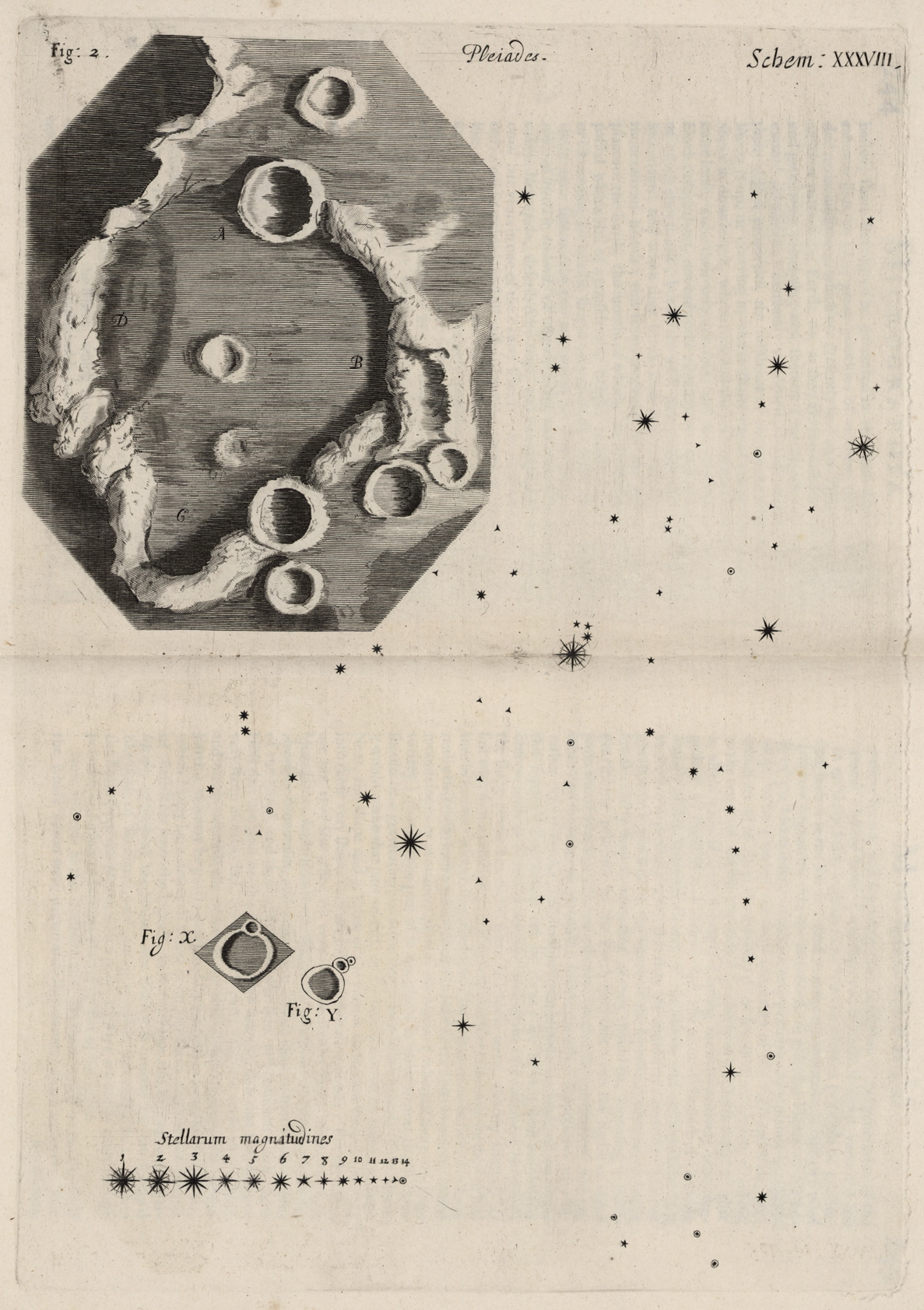
Étude de la Lune par Robert Hooke dans Micrographia (1665).

La sélénographie précise ne débute qu'au cours du XVe siècle, les premiers dessins publiés étant ceux de William Gilbert en 1603, à partir d'observations à l'œil nu. En 1610, Galilée publie dans Sidereus Nuncius l'un des premiers dessins de la Lune réalisé grâce à un instrument — sa lunette astronomique — et note que l'astre n'est pas lisse mais présente des montagnes et des cratères. Thomas Harriot réalise des dessins similaires avec une lunette quelques mois plus tôt mais ne les publie pas,. La cartographie de la Lune suit au XVIIe siècle avec des premières tentatives, dont celle de Claude Mellan vers 1634, puis la première carte publiée par le cartographe hollandais Michael Florent van Langren en 1645 à partir d'observations télescopiques,,. Elle est la première à marquer distinctement les maria, cratères et montagnes et adopte une première nomenclature catholique d'après des rois et des saints. Deux ans plus tard, Johannes Hevelius publie Selenographia, le premier traité et atlas totalement consacré à la Lune,. Celui-ci comprend une nouvelle carte plus détaillée de la surface lunaire et comprend une nouvelle nomenclature qui restera un temps populaire dans les pays protestants. Cependant, c'est la nomenclature proposée par Giovanni Battista Riccioli et son assistant Francesco Maria Grimaldi en 1651 dans l’Almagestum novum — donnant aux cratères des noms d’astronomes et de personnages célèbres — qui reste dans la postérité,,. 

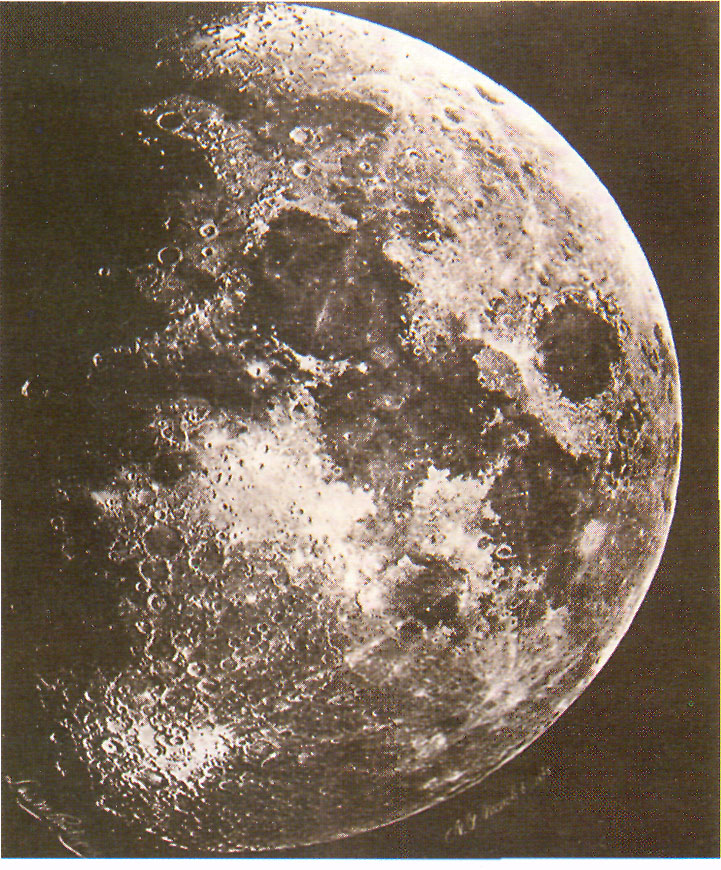
Photographie de la Lune par Lewis Rutherfurd en 1865.

Une grande carte de la Lune en quatre feuilles nommée Mappa Selenographica, établie par Guillaume Beer et Johann Heinrich von Mädler entre 1834 et 1836 puis publiée dans Der Mond en 1837, fournit la première étude trigonométriquement précise des caractéristiques lunaires,. Elle comprend l'indication de l'altitude de plus d'un millier de montagnes avec des précisions similaires à celles des premières tentatives de géographie terrestre. Par ailleurs, les auteurs arrivent à la conclusion que la Lune ne possède ni d'étendue d'eau, ni d'atmosphère significative.
Toutes les mesures sont réalisées par le biais d'observations directes jusqu'à ce que John William Draper crée l'astrophotographie en mars 1840 avec un daguerréotype de la Lune,. La qualité des photographies de la Lune progresse rapidement ensuite jusqu'à ce que la photographie lunaire soit reconnue à la fin du XIXe siècle comme une sous-discipline de l'astronomie.
Les cratères lunaires, indiqués pour la première fois par Galilée, sont considérés comme d'origine volcanique jusqu'à la proposition pendant les années 1870 de Richard A. Proctor selon laquelle ils seraient en réalité des cratères d'impact créés par des collisions d'astéroïdes ou de comètes. Ce point de vue gagne le soutien en 1892 du géologue Grove Karl Gilbert qui retrouve ces résultats par l'expérimentation. Des études comparatives de ces cratères de 1920 aux années 1940 conduisent au développement de l'échelle des temps géologiques lunaires, qui devient dans les années 1950 une branche nouvelle et croissante de la géologie planétaire. Cependant, l'observation depuis la Terre reste limitée à la face visible et c'est notamment par l'exploration spatiale que les connaissances sur le satellite naturel augmentent, la première image de la face cachée de la Lune étant par exemple obtenue en 1959 grâce à la sonde spatiale soviétique Luna 3.
- Évolution des cartes de la Lune du XVIIe au XIXe siècle

Évolution des cartes de la Lune du XVIIe siècle au XIXe siècle
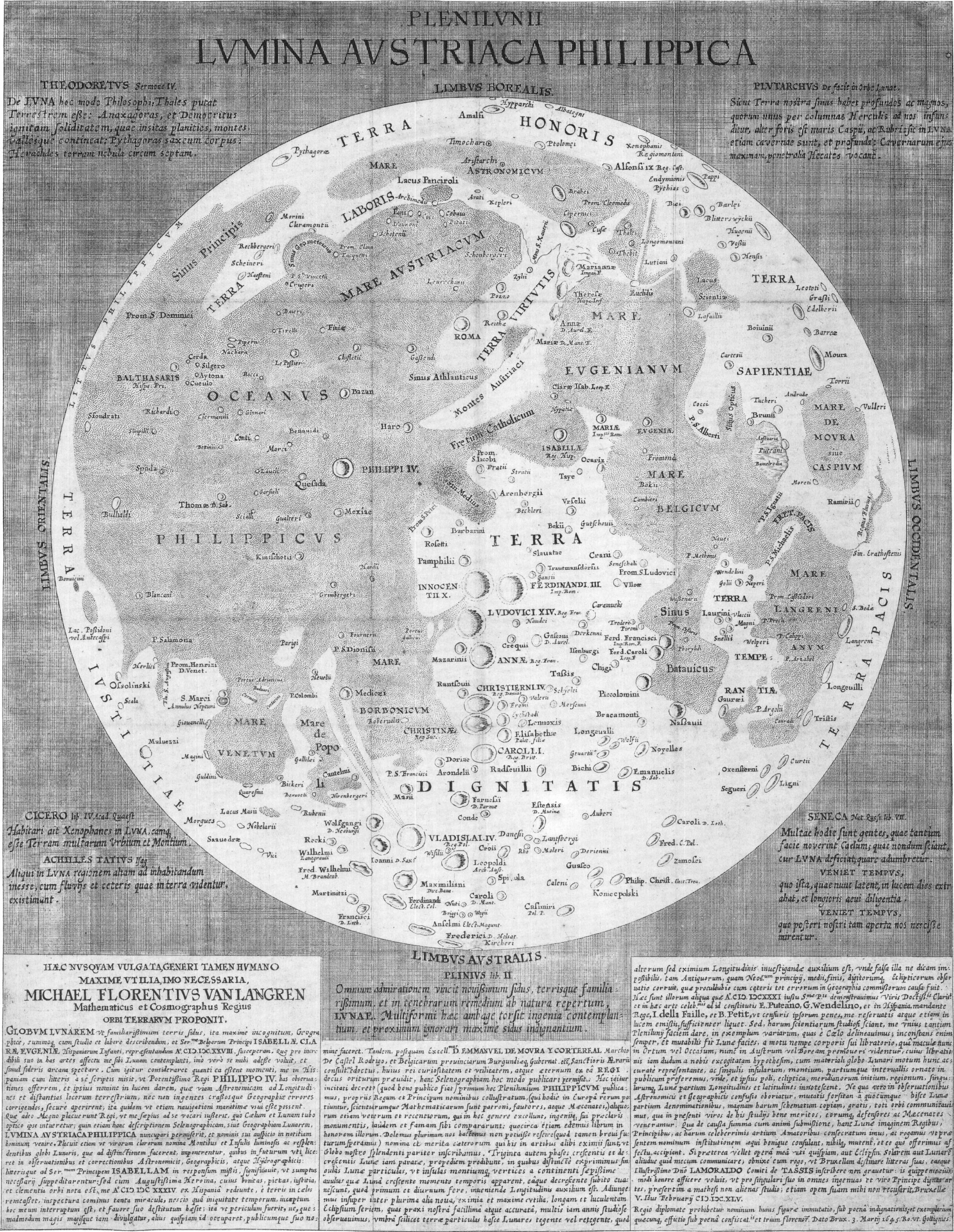
Michael Florent van Langren, première carte lunaire (1645).
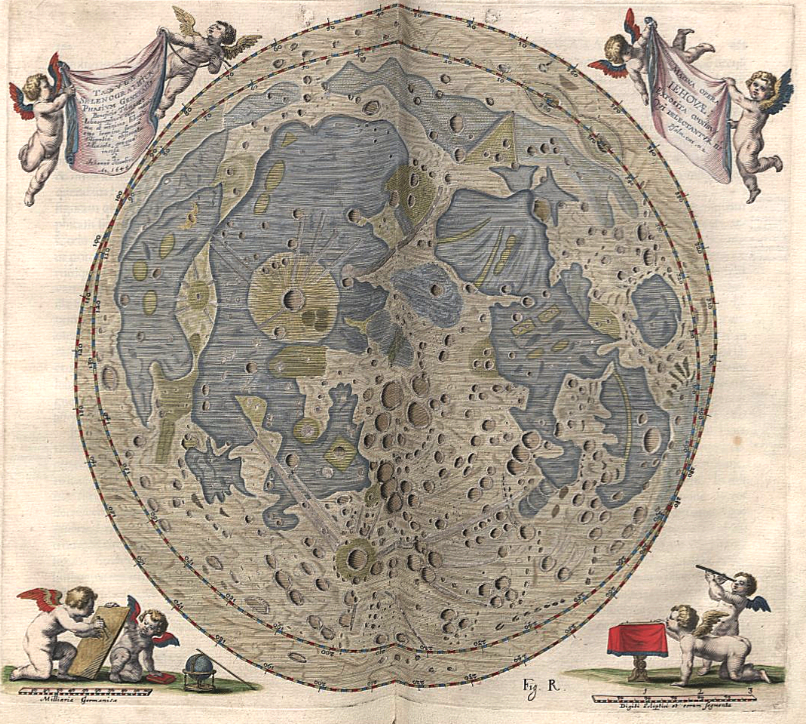
Johannes Hevelius, premier astronome à tenir compte des librations (oscillations) de la Lune (1647) suggérées par les chérubins entourant sa carte de la Lune.
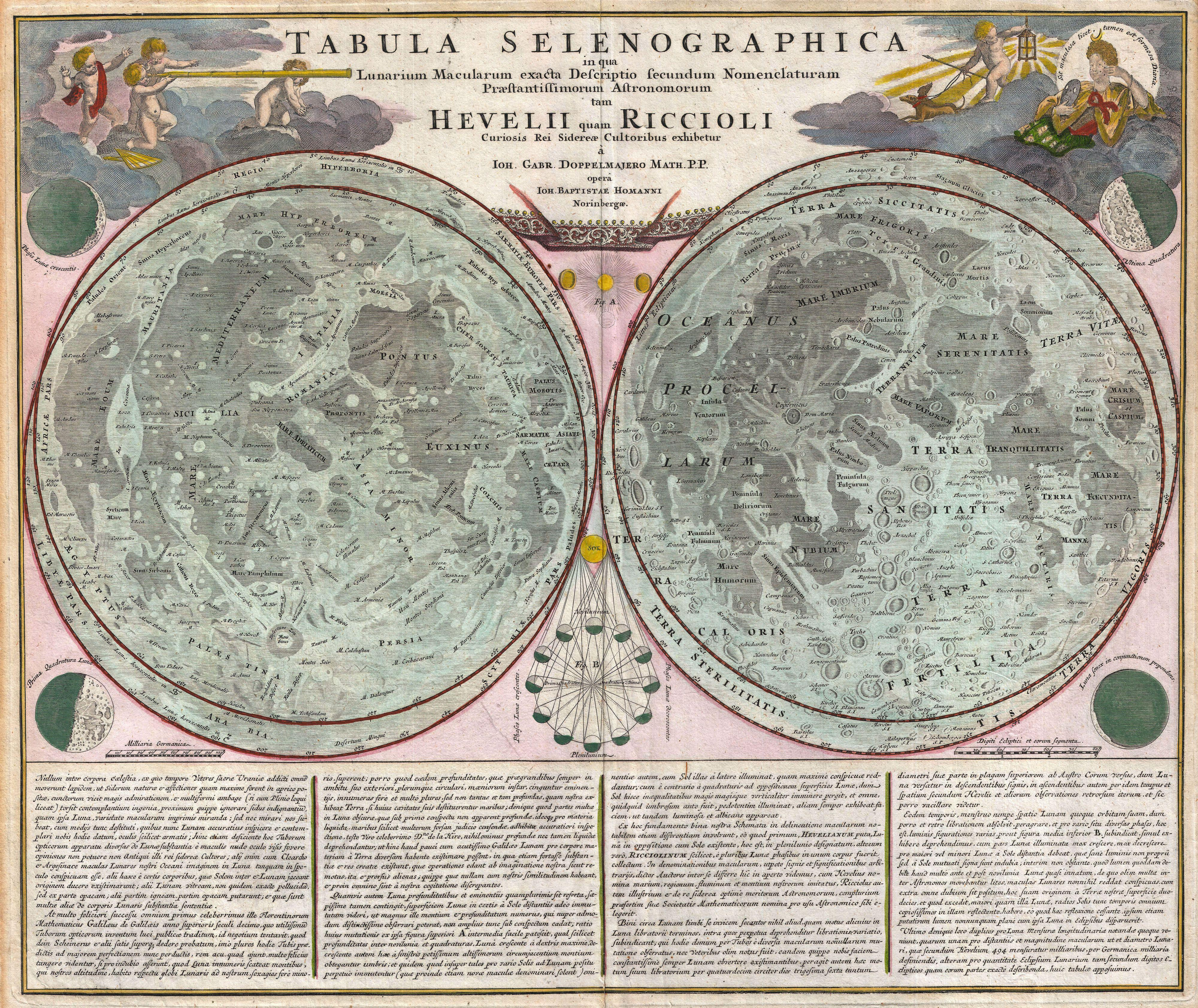
Johann Baptist Homann et Johann Gabriel Doppelmayr (1707).
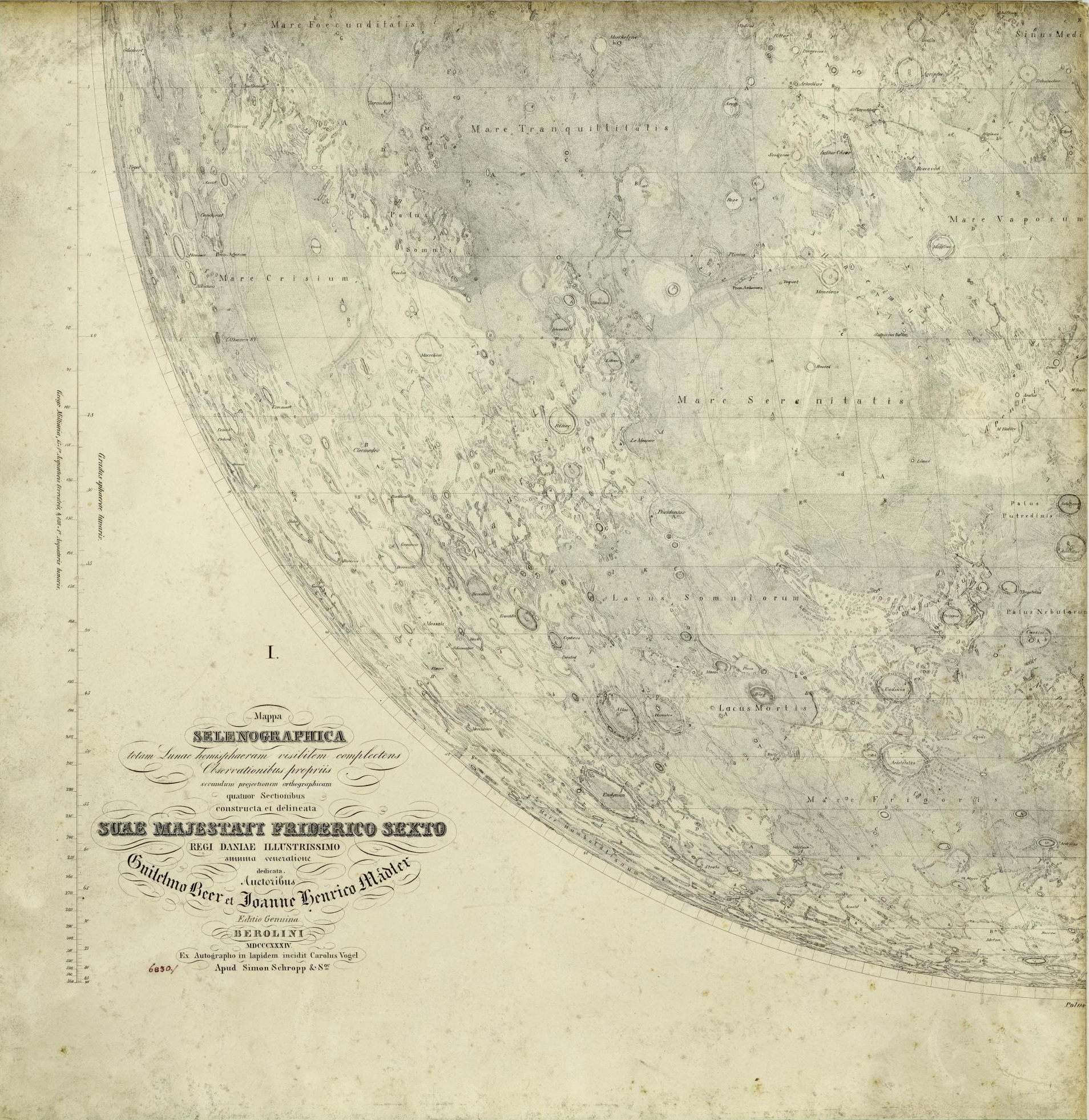
Premier coin du Mappa Selenographica de Beer et von Mädler (1837).
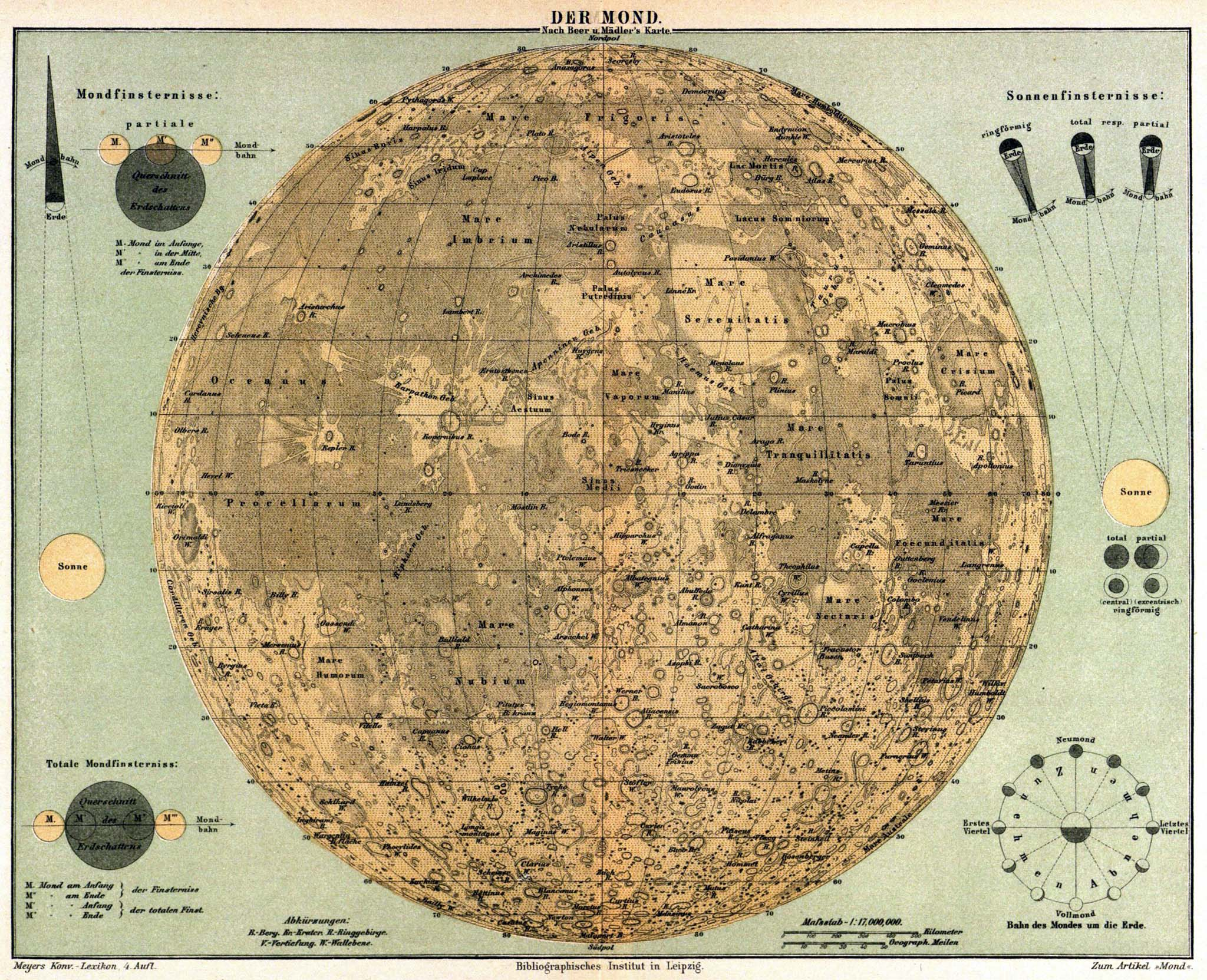
Carte de l'encyclopédie Meyers Konversations-Lexikon (1890).

## Exploration

### La course à l'espace (1957-1976)

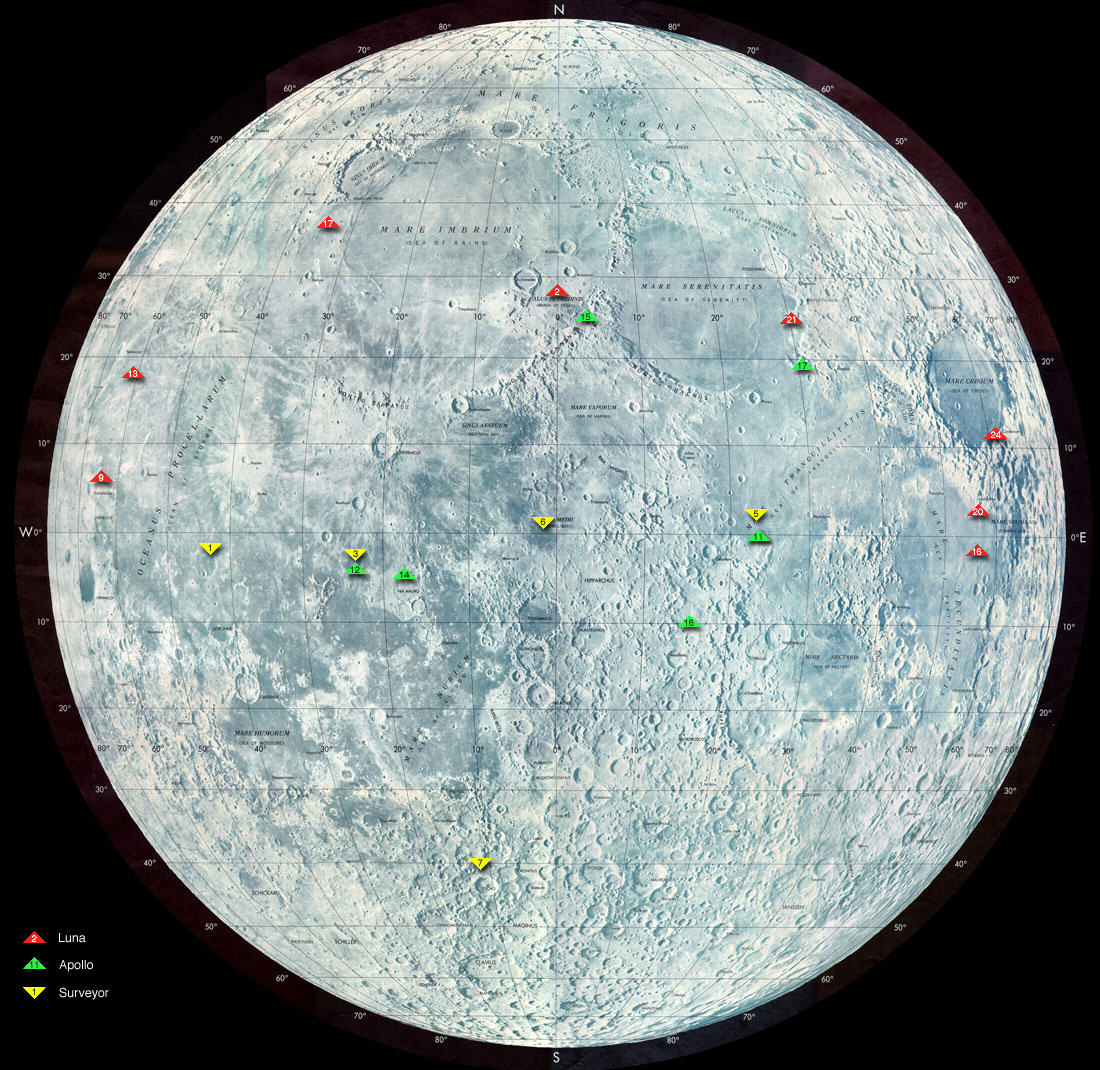
Les différents sites d'alunissage des missions soviétiques et américaines.

Entre le début du programme soviétique Luna en 1959 et jusqu'aux années 1970 avec les dernières missions habitées du programme Apollo américain et la dernière mission Luna en 1976, la course spatiale inspirée par la guerre froide entre l'Union soviétique et les États-Unis conduit à une accélération de l'intérêt pour l'exploration de la Lune. Dès que leurs lanceurs parviennent à placer des engins en orbite, les deux pays commencent à envoyer des sondes vers le satellite naturel,.

#### ProgrammeLuna ( 1957-1972)

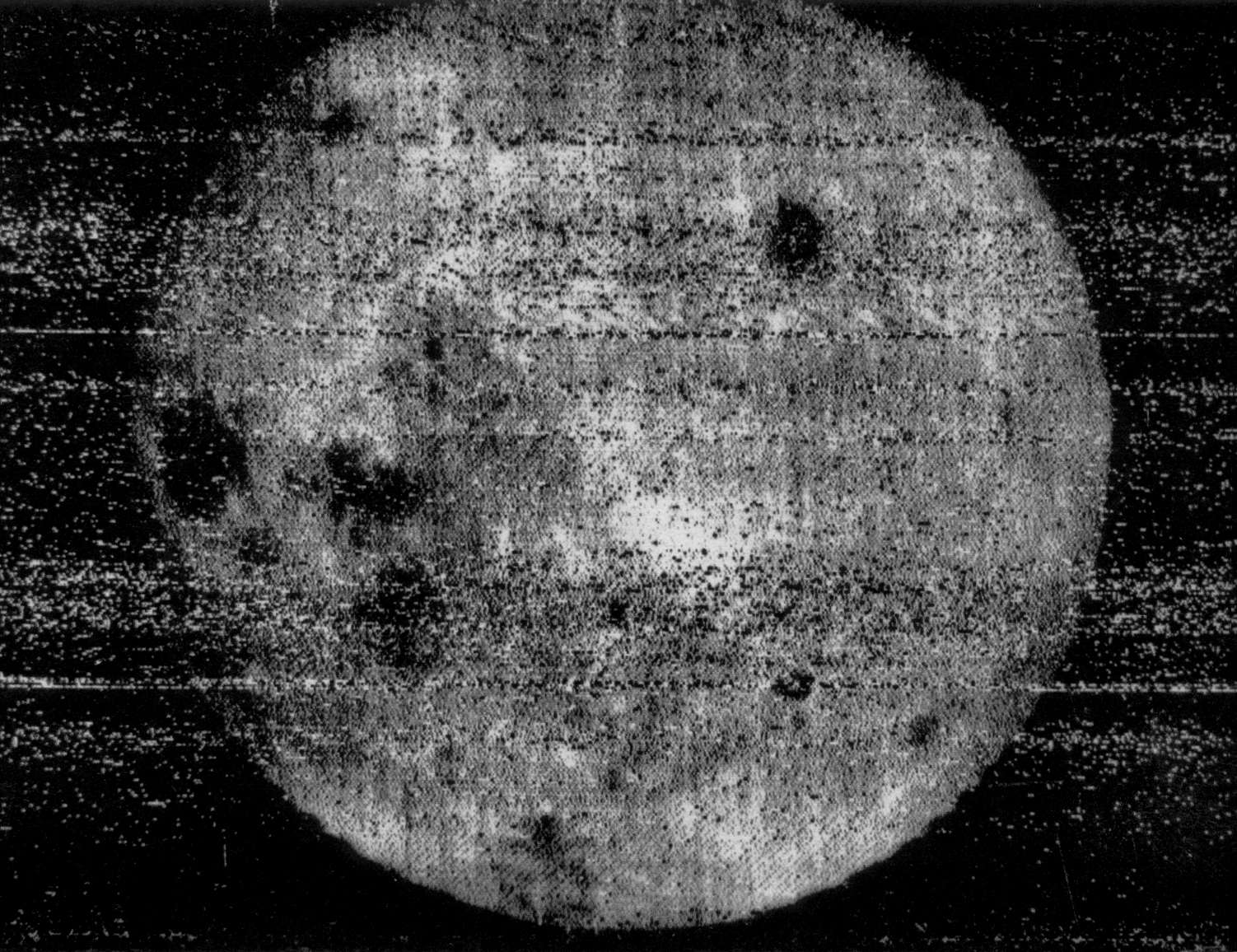
Première vue de l'histoire de la face cachée de la Lune, prise par Luna 3.

L'Union soviétique commence son programme spatial lunaire par une série de trois échecs de missions sans nom en 1958.
Cependant, la quatrième est un succès et le premier survol de la Lune est réalisé par la sonde soviétique Luna 1 le 3 janvier 1959, qui est en outre le premier engin de l'histoire placé en orbite héliocentrique. Il est rapidement suivi par le premier objet fabriqué par l’homme à atteindre la Lune — et de façon générale à toucher un autre corps céleste que la Terre —, la sonde Luna 2 qui s’y écrase en septembre 1959. Les premières photos de la face cachée de la Lune sont ensuite envoyées le 7 octobre 1959 par la sonde Luna 3,.

Une première cartographie de la surface lunaire est produite grâce aux photographies prises par Zond 3 le 18 juillet 1965, les images couvrant 19 000 000 km2 et contribuant au développement de la sélénographie,. 

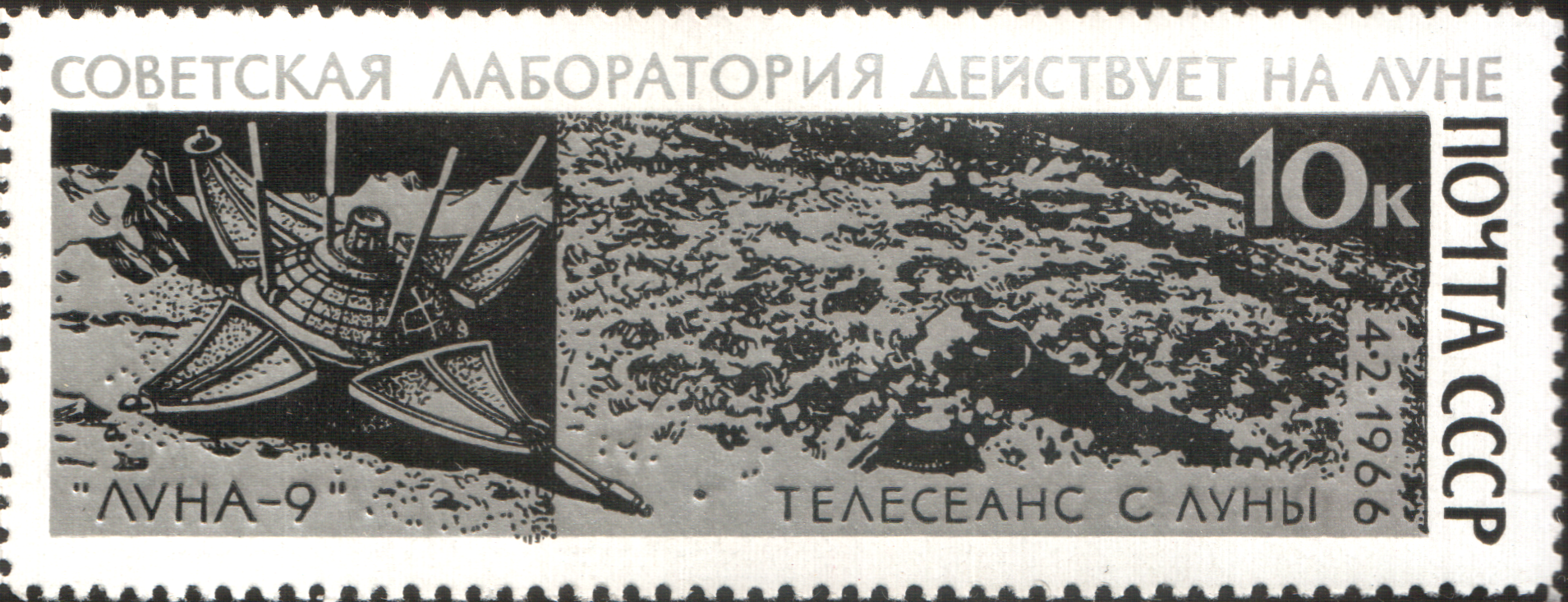
Timbre commémoratif de Luna 9 présentant la première vue de sol lunaire photographiée par la sonde.

Les ingénieurs russes progressent ensuite au cours de la décennie 1960 depuis des engins seulement capables de survoler ou de s'écraser sur la Lune jusqu'à des atterrisseurs. Luna 9 est ainsi la première sonde à parvenir à se poser sur la Lune plutôt que de s’y écraser le 3 février 1966, retournant des photographies de la surface lunaire. La première sonde mise en orbite autour de la Lune est Luna 10, le 3 avril 1966,.
Le 17 novembre 1970, l'astromobile Lunokhod 1, transporté par Luna 17, est le premier véhicule robotisé à explorer sa surface. Trois ans plus tard, le rover Lunokhod 2, transporté par Luna 21, est le premier engin à parcourir la distance d'un marathon (42,1 km) sur un autre corps céleste.
Finalement, l'URSS développe trois missions de retour d'échantillons vers la Lune ayant permis de rapporter 0,3 kg de roches lunaires sur Terre : Luna 16 en 1970, Luna 20 en 1972 et Luna 24 en 1976. Cette dernière est l'ultime mission soviétique vers la Lune.

#### ProgrammeApollo

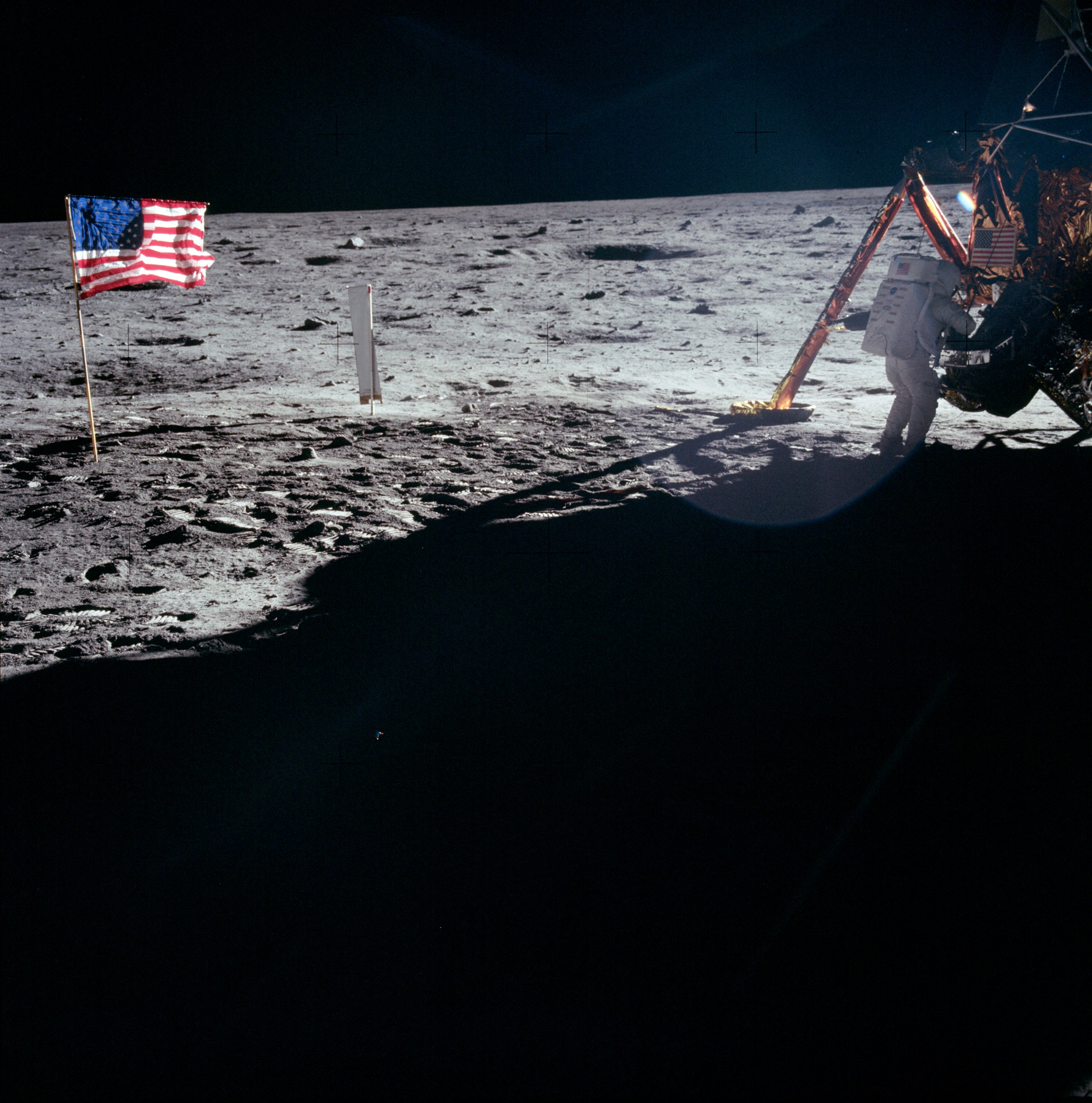
Neil Armstrong sur la Lune, travaillant au module lunaire Eagle pendant Apollo 11 (1969).

Le programme spatial américain est d'abord confié à l'armée avant d'être largement transféré à l'agence civile NASA.
À la suite de l'engagement de 1961 du président John F. Kennedy puis son célèbre discours où il prononce We choose to go to the Moon en 1962, différents programmes spatiaux sont lancés avec la promesse qu'un Américain marchera sur la Lune avant la fin de la décennie,. Parmi eux, le programme Ranger produit les premières photos en gros plan du satellite, le programme Lunar Orbiter cartographie la Lune entière et le programme Surveyor aboutit à l'alunissage de Surveyor 1 le 2 juin 1966, soit quatre mois après Luna 9,. L'utilisation du terme « atterrissage » est cependant préférée, notamment par le CNRS, l'Académie des Sciences et l'Académie française, même dans le cas de la Lune,.

Photo de Buzz Aldrin, l'une des plus célèbres de la conquête spatiale.

 Le programme Apollo est développé en parallèle, stimulé par un potentiel programme lunaire habité soviétique. Après une série de tests sans équipage et avec équipage en orbite terrestre, la première mission humaine en orbite lunaire est réalisée en décembre 1968 par Apollo 8. Les membres de son équipage (Frank Borman, James Lovell, et William Anders) sont ainsi les premiers humains à apercevoir directement la face cachée de la Lune.
L'atterrissage d’Apollo 11 le 21 juillet 1969 est considéré comme le point culminant de la course spatiale engagée entre les États-Unis et l'URSS pendant la guerre froide,. À 02h56 UTC, le premier humain à poser le pied la Lune est Neil Armstrong, commandant de la mission, suivi de Buzz Aldrin,. Environ 500 millions de personnes suivent l'événement en mondovision, la plus grande audience télévisée pour une émission en direct à l'époque,.

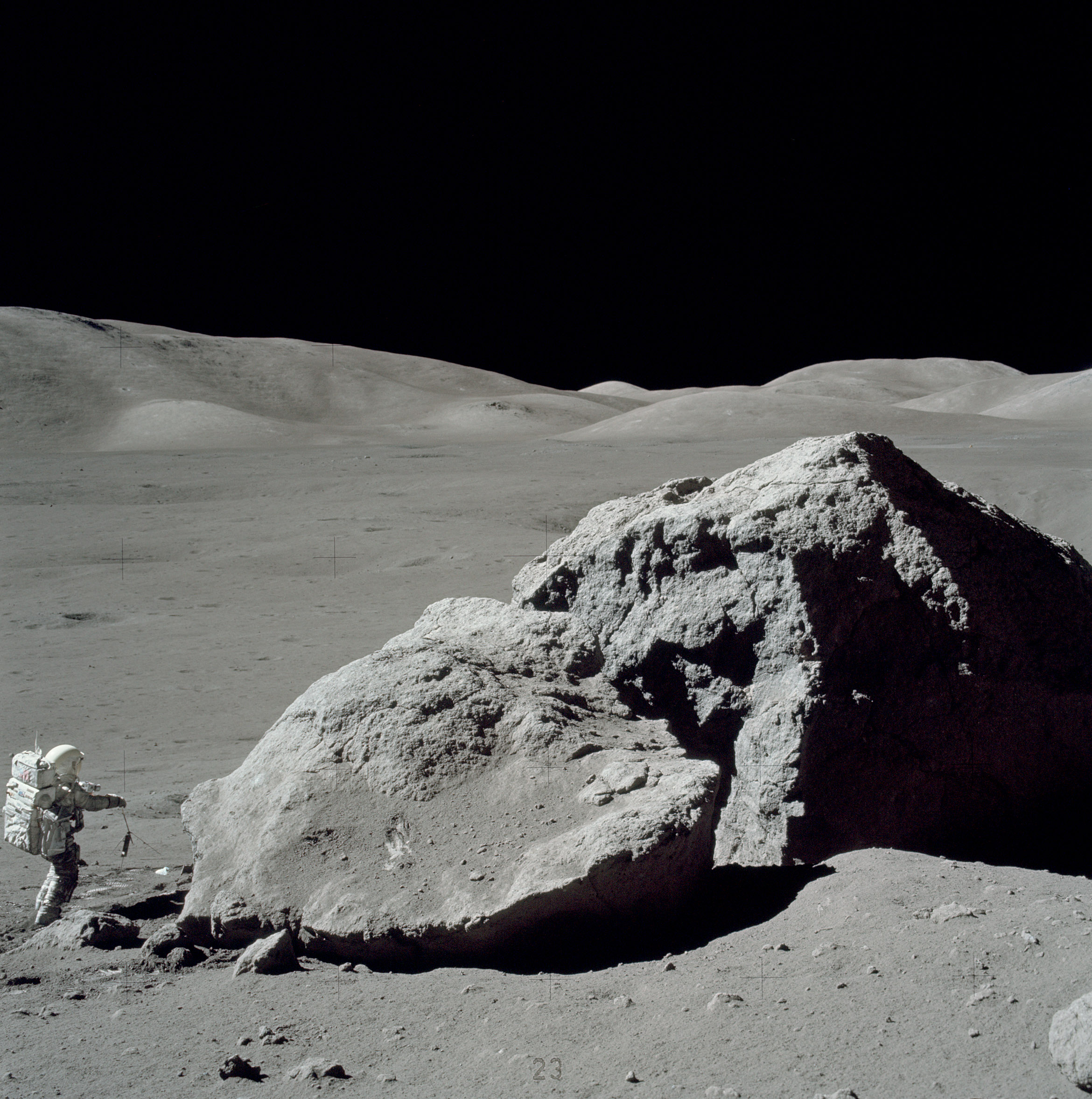
Harrison Schmitt se tenant debout à côté du rocher Taurus-Littrow durant la troisième sortie extra-véhiculaire de la mission Apollo 17 (1972).

En 2020, les derniers humains à marcher sur le sol lunaire sont Harrison Schmitt et Eugene Cernan, lors de la mission Apollo 17 en décembre 1972,. Les missions Apollo 11 à 17 (sauf Apollo 13, qui annule son atterrissage en cours de mission) prélèvent 380 kg de roche lunaire et de sol en 2 196 échantillons. Des ensembles d'instruments scientifiques sont installés sur la surface lunaire lors du programme Apollo, notamment le Apollo Lunar Surface Experiments Package. Celui-ci comprend des instruments à longue durée de vie, comprenant des sondes de flux thermique, des sismomètres et des magnétomètres. La transmission directe des données vers la Terre prend fin à la fin de 1977 pour des raisons de budget.
Des réflecteurs lunaires sont aussi déposés lors de ces missions afin de mesurer la distance Terre-Lune avec une précision de quelques centimètres grâce à un faisceau laser. Instruments passifs, ils sont quant à eux toujours utilisés. Les sondes soviétiques du programme Lunokhod en déposent également.
Au total, au XXe siècle et jusqu'à nos jours, 24 astronautes ont orbité autour de la Lune et 12 d'entre eux ont marché dessus, tous pendant le programme Apollo,.

### Depuis les années 1970

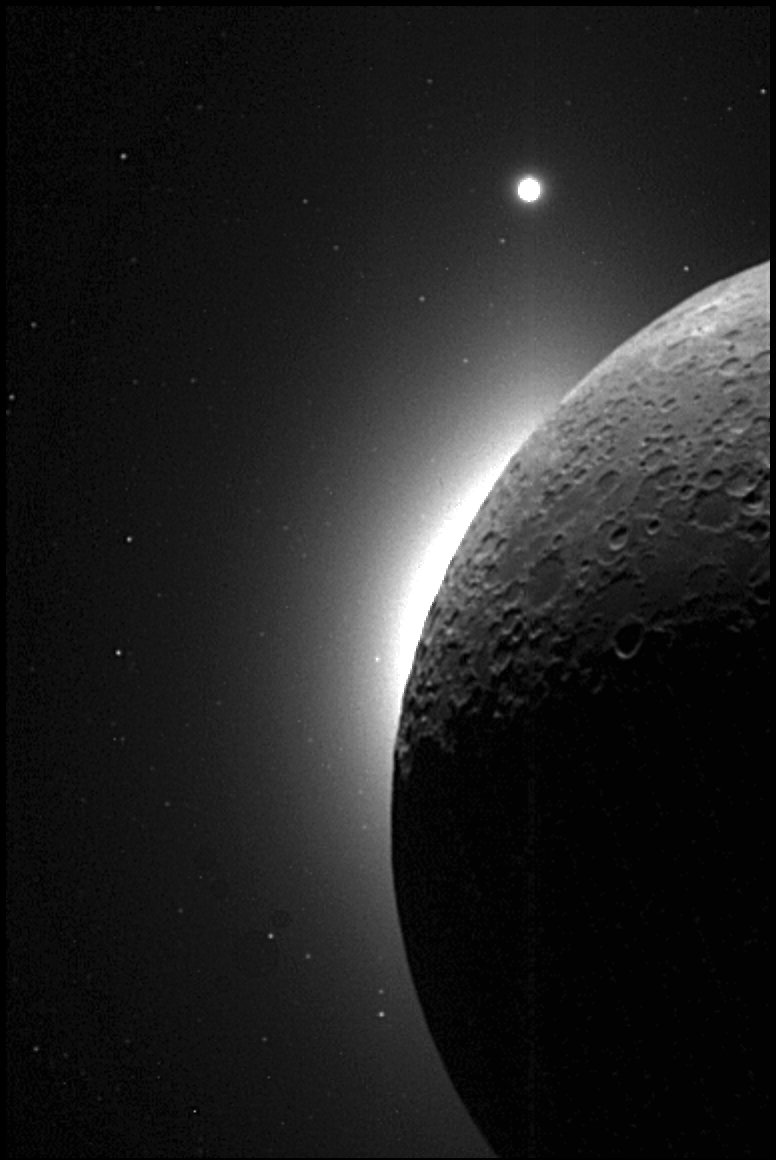
La couronne solaire derrière la Lune observée par Clementine en 1994. Vénus est aussi visible.

La Lune commence à partir de 1974 à être délaissée par les puissances spatiales au profit des autres corps célestes du Système solaire, notamment vers le Système solaire externe pour la NASA avec les programmes Pioneer et Voyager, et de la construction de stations spatiales.
Dans les années 1990, la Lune devient la destination principale des sondes des nouvelles nations spatiales qui développent des programmes d'exploration du Système solaire, principalement le Japon, la Chine et l'Inde,. Ainsi, le Japon est en 1990 le troisième pays à placer un orbiteur en orbite lunaire, Hagoromo largué par la sonde Hiten.
L'intérêt pour la Lune renaît à la suite de deux petites missions de la NASA, Clementine et Lunar Prospector, respectivement lancées en 1994 et 1998, qui permettent la réalisation de la première carte topographique quasi globale de l'astre ainsi que la découverte d'un excès d'hydrogène à ses pôles, probablement dû à la présence de glace d'eau dans les cratères d'obscurité éternelle,.

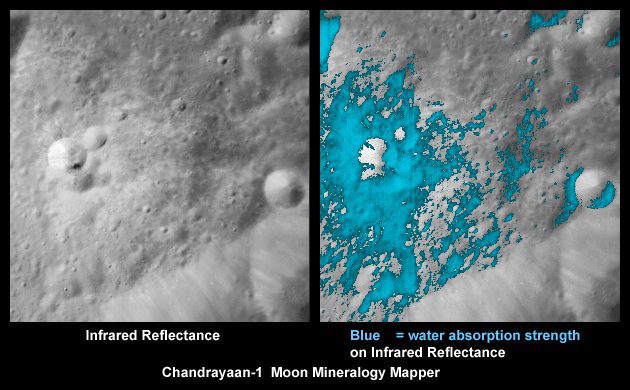
Vue du spectromètre Moon Mineralogy Mapper de Chandrayaan-1. La présence d'eau est détectée pour la première fois sur un cratère.

Dans les années 2000, de nombreuses missions vers la Lune sont réalisées par différentes agences spatiales. L'Agence spatiale européenne lance SMART-1 en septembre 2003 afin de réaliser une étude des éléments chimiques de la surface lunaire jusqu'à son impact en septembre 2006. L'Agence japonaise d'exploration aérospatiale lance l'orbiteur SELENE (ou KAGUYA) en octobre 2007, qui obtient des données de géophysique lunaire et prend le premier film haute définition au-delà de l'orbite terrestre avec une fin de mission en juin 2009,. L'Organisation indienne pour la recherche spatiale met sa première sonde en orbite lunaire, Chandrayaan-1, de novembre 2008 jusqu'à sa perte de contact en août 2009, celle-ci confirmant la présence d'eau sur la Lune,. Chandrayaan-2 est lancée en juillet 2019 mais son atterrisseur Vikram échoue à se poser. Une copie, Chandrayaan-3, se pose avec succès en juin 2023, l'Inde devient ainsi le quatrième pays à attendre la surface, suivit quelques mois plus tard par le Japon avec l'atterrisseur SLIM en janvier 2024.

Le satellite DSCOVR capture la Lune passant devant la Terre.

L'ambitieux programme chinois d'exploration lunaire (CLEP) débute avec Chang'e 1, qui se met en orbite autour de la Lune en novembre 2007 jusqu'à son impact lunaire contrôlé en mars 2009, renvoie une carte complète de la Lune. Sa doublure Chang'e 2 atteint la Lune en octobre 2010 puis devient le premier engin spatial à voyager de l'orbite lunaire au point de Lagrange L2 en août 2011, avant de finalement survoler l'astéroïde 4179 Toutatis en décembre 2012. L'atterrisseur Chang'e 3 se pose en décembre 2013 dans la mer des Pluies puis déploie un rover lunaire nommé Yutu. C'est le premier atterrissage sur la Lune depuis Luna 24 en 1976 et le premier rover lunaire depuis Lunokhod 2 en 1973. Sa doublure Chang'e 4 devient la première mission à se poser sur la face cachée de la Lune dans le cratère Von Kármán en janvier 2019 et déploie le rover Yutu 2. La mission de retour d'échantillons Chang'e 5 ramène en décembre 2020 les premiers échantillons lunaires depuis Luna 24 en 1976, et accomplit le premier amarrage automatique en dehors de l'orbite terrestre.
Dans les années 2010, la NASA met de nouveau en œuvre des missions vers la Lune. Le Lunar Reconnaissance Orbiter est notamment lancé en juin 2009 avec l'impacteur LCROSS. Si ce dernier achève sa mission avec un impact planifié dans le cratère Cabeus en octobre 2009, le LRO est toujours en activité en fournissant régulièrement une altimétrie lunaire précise — permettant de dresser une carte topographique — et des images haute résolution. Deux autres orbiteurs sont lancés par la NASA en janvier 2012 puis en octobre 2013 : GRAIL afin d'étudier la structure interne de la Lune et LADEE pour étudier l'exosphère lunaire, avec respectivement des fins de mission en décembre 2012 et avril 2014,.
D'autres satellites, comme le Deep Space Climate Observatory situé au point de Lagrange L1 du système Terre-Soleil, fournissent périodiquement des images de la Lune.

Image panoramique de la surface lunaire réalisée pendant la mission Apollo 17 en 1972. On y observe le rover lunaire Apollo et Harrison Schmitt.

## Présence humaine

### Retour sur la Lune

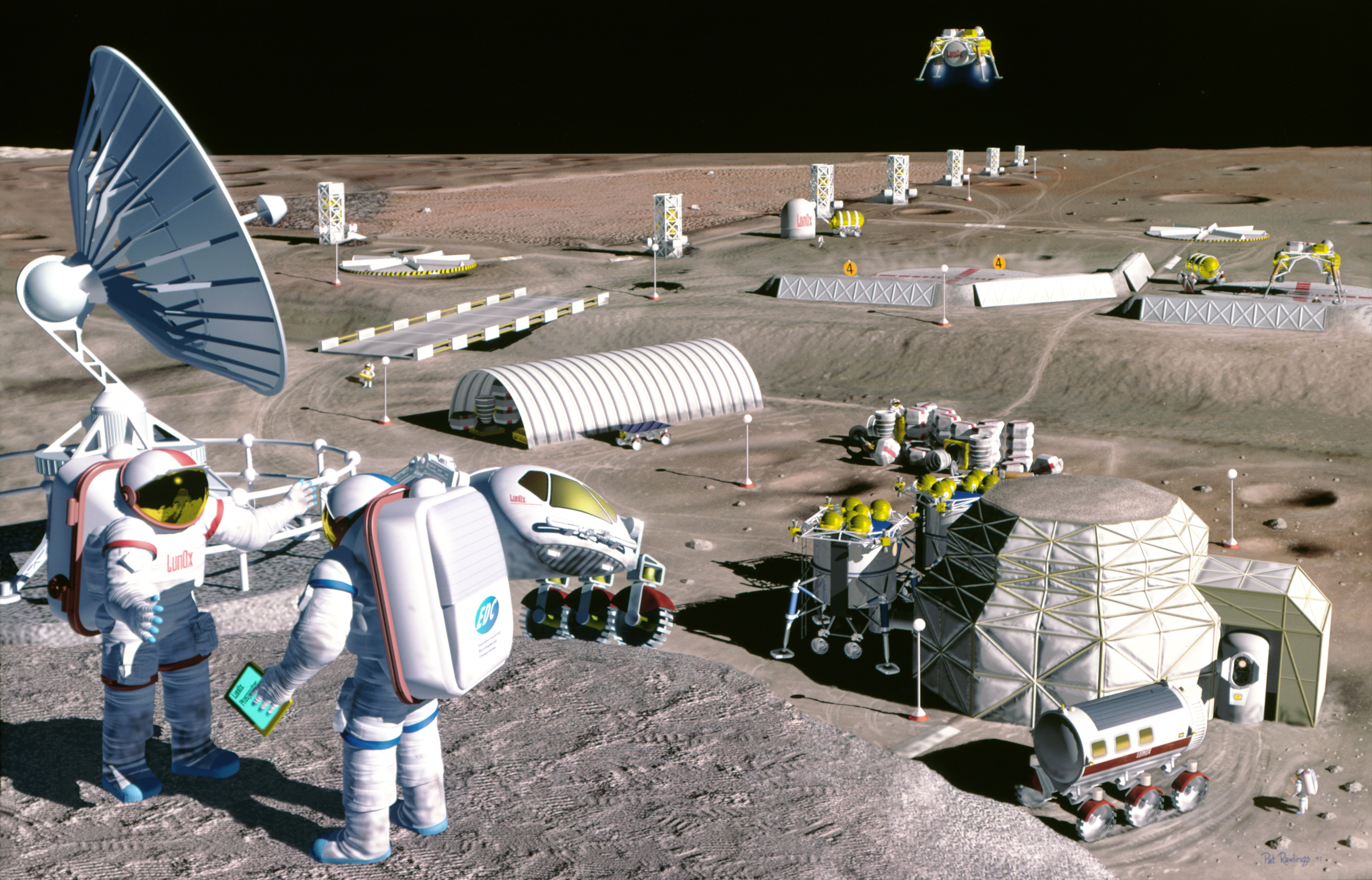
Vue d'artiste d'une colonie lunaire avancée, réalisée en 1995.

La colonisation de la Lune est le projet consistant à installer une voire plusieurs bases permanentes habitées sur la Lune, bien que cela ne soit pas encore envisageable de manière rationnelle,. Une présence humaine au moins temporaire sur un corps planétaire autre que la Terre est déjà un thème récurrent de science-fiction, mais aurait ici un intérêt pratique car la Lune constituerait alors une préparation en vue de voyages plus lointains,.
La NASA commence à planifier la reprise des missions humaines à la suite de l'appel du président américain George W. Bush en janvier 2004 avec le programme de politique spatiale Vision for Space Exploration. Une mission humaine sur la Lune avant 2020 est alors prévue. Le programme Constellation est donc financé et des tests débutent sur un véhicule spatial avec équipage appelé Orion ainsi que pour une base lunaire. Le programme est finalement annulé en 2010 par le président Barack Obama pour cause de budget,.

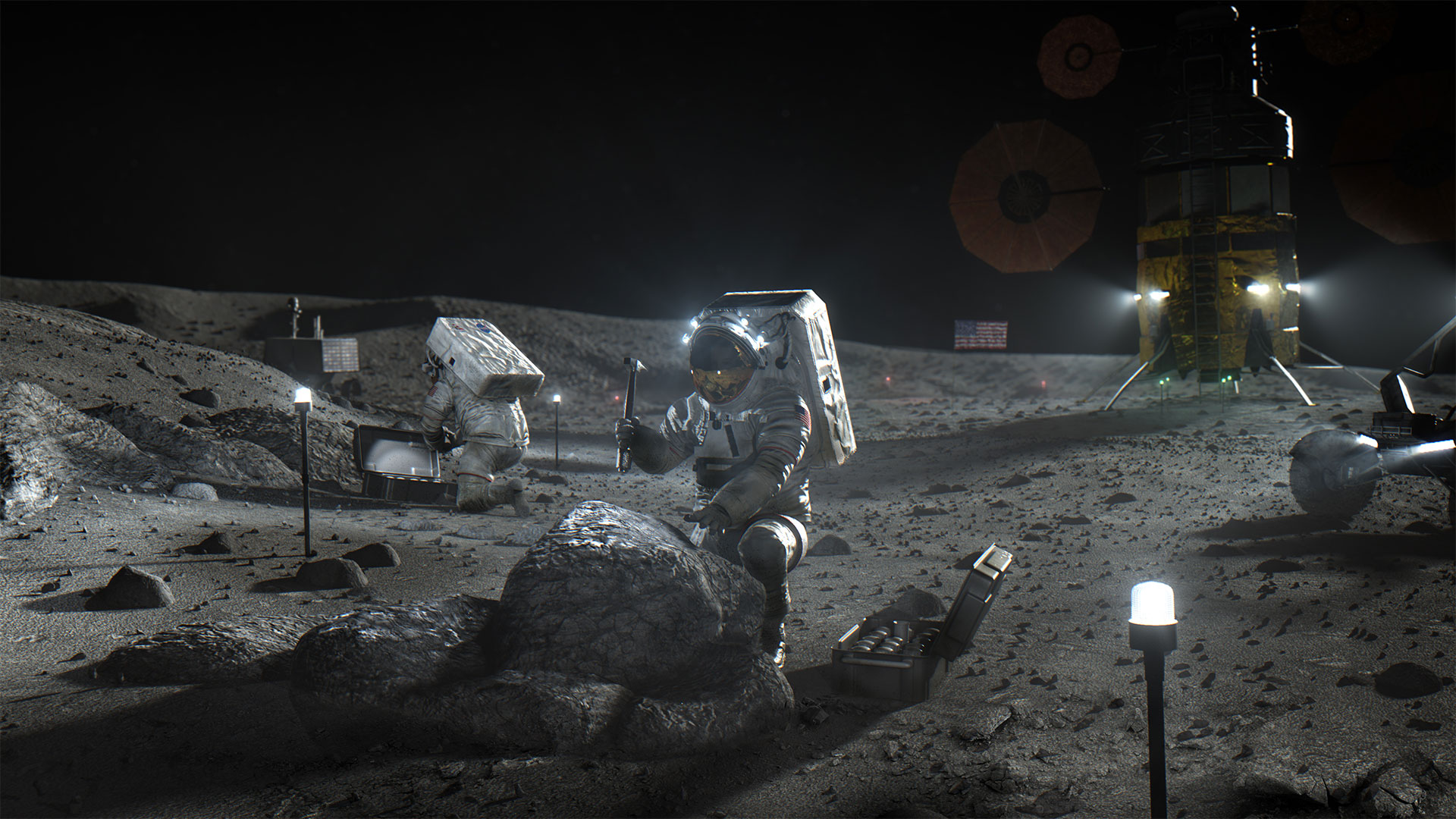
Vue d'artiste d'astronautes durant le programme Artemis, réalisée en 2020.

Cependant, à l'instigation du président américain Donald Trump, le retour de l'Homme sur la Lune est remis en avant en avril 2019, à travers le programme Artemis. Programme spatial habité de la NASA, celui-ci prévoit de poser un équipage d'ici 2024,. Il doit déboucher sur une exploration durable du satellite par l'organisation de missions régulières dont l’aboutissement serait l'installation d'un poste permanent sur la Lune.
Le programme permettrait également de mettre au point les équipements et procédures nécessaires à d'hypothétiques missions habitées vers Mars. Le lanceur lourd Space Launch System (SLS) et le véhicule spatial Orion, dont le développement ont déjà débuté, seront notamment employés. Par ailleurs, une future station spatiale, la Lunar Gateway, placée en orbite autour de la Lune, doit servir de relais entre la Terre et la surface de la Lune. Les sites d'atterrissage retenus pour les différentes missions se situent au pôle Sud de la Lune, car les réserves de glace d'eau présentes dans les cratères d'obscurité éternelle présentent un intérêt stratégique dans la perspective de missions de longue durée,.

### Statut légal

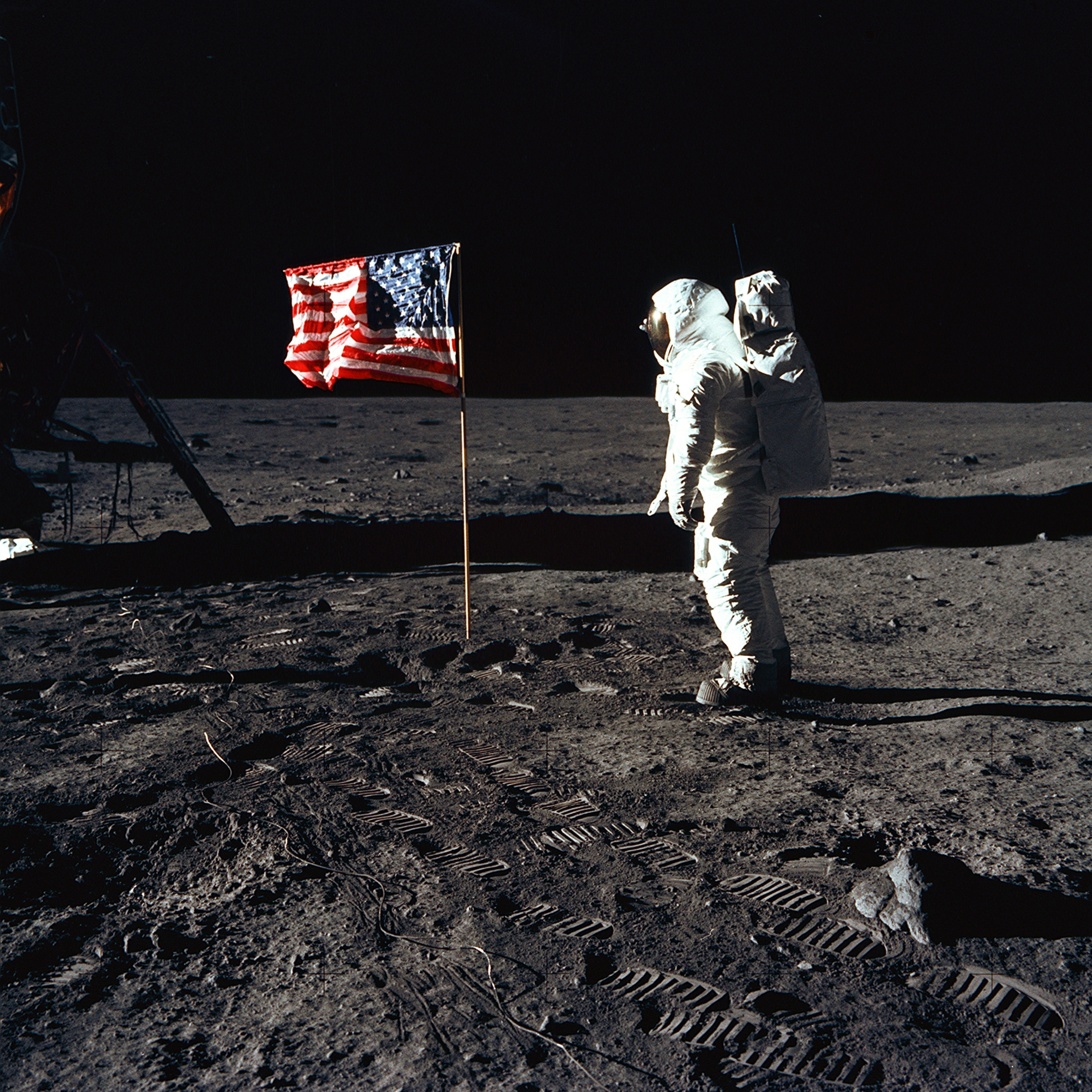
Buzz Aldrin et le drapeau des États-Unis planté sur la Lune : un acte symbolique sans revendication.

Bien que les atterrisseurs du programme Luna aient dispersé des fanions aux couleurs de l'URSS sur la Lune et que drapeaux américains et chinois aient symboliquement été plantés sur les sites d'atterrissage de leurs sondes, aucune nation ne revendique la propriété d'une partie de la surface de la Lune,. La Russie, la Chine, l'Inde et les États-Unis sont signataires du traité de l'espace — entré en vigueur le 10 octobre 1967 — qui définit la Lune et tout l'espace extra-atmosphérique comme appartenant à l'ensemble de l'humanité. Ce traité limite également l'utilisation de la Lune à des fins pacifiques, interdisant explicitement les installations militaires et les armes de destruction massive, notamment les armes nucléaires.

Traité sur la Lune :
Ratifié
Signé
Non partie

En 1979, le traité sur la Lune est créé afin de restreindre l'exploitation des ressources naturelles de la Lune par une seule nation. Il est cependant considéré comme un échec car aucune nation disposant de programmes ou de projets de vols spatiaux habités ne le signe. Bien que plusieurs personnes physiques aient revendiqué la Lune en tout ou en partie, aucune de ces revendications n'est considérée comme crédible,.
En août 2016, le gouvernement américain autorise la start-up américaine Moon Express à atterrir sur la Lune. C'est la première fois qu'une entreprise privée reçoit ce droit de le faire. La décision est considérée comme un précédent aidant à définir des normes réglementaires pour les activités commerciales dans l'espace lointain à l'avenir, car jusqu'à présent, les activités des entreprises étaient limitées à la Terre ou à ses alentours.
En 2020, le président américain Donald Trump signe un décret intitulé « Encouragement au soutien international pour la récupération et l'utilisation des ressources spatiales » (en anglais : Encouraging International Support for the Recovery and Use of Space Resources). L'ordonnance souligne que les États-Unis ne considèrent pas l'espace comme un bien commun et réitère les critiques faites au traité sur la Lune,.
Un responsable du programme spatial chinois ayant notamment déclaré en 2013 que la Lune contient suffisamment d'hélium 3 pour subvenir aux besoins énergétiques de l'humanité pendant 10 000 ans grâce à la fusion nucléaire, l'extraction de ressources naturelles sur la Lune pourrait soulever des problèmes géopolitiques,,.

### Astronomie depuis la Lune

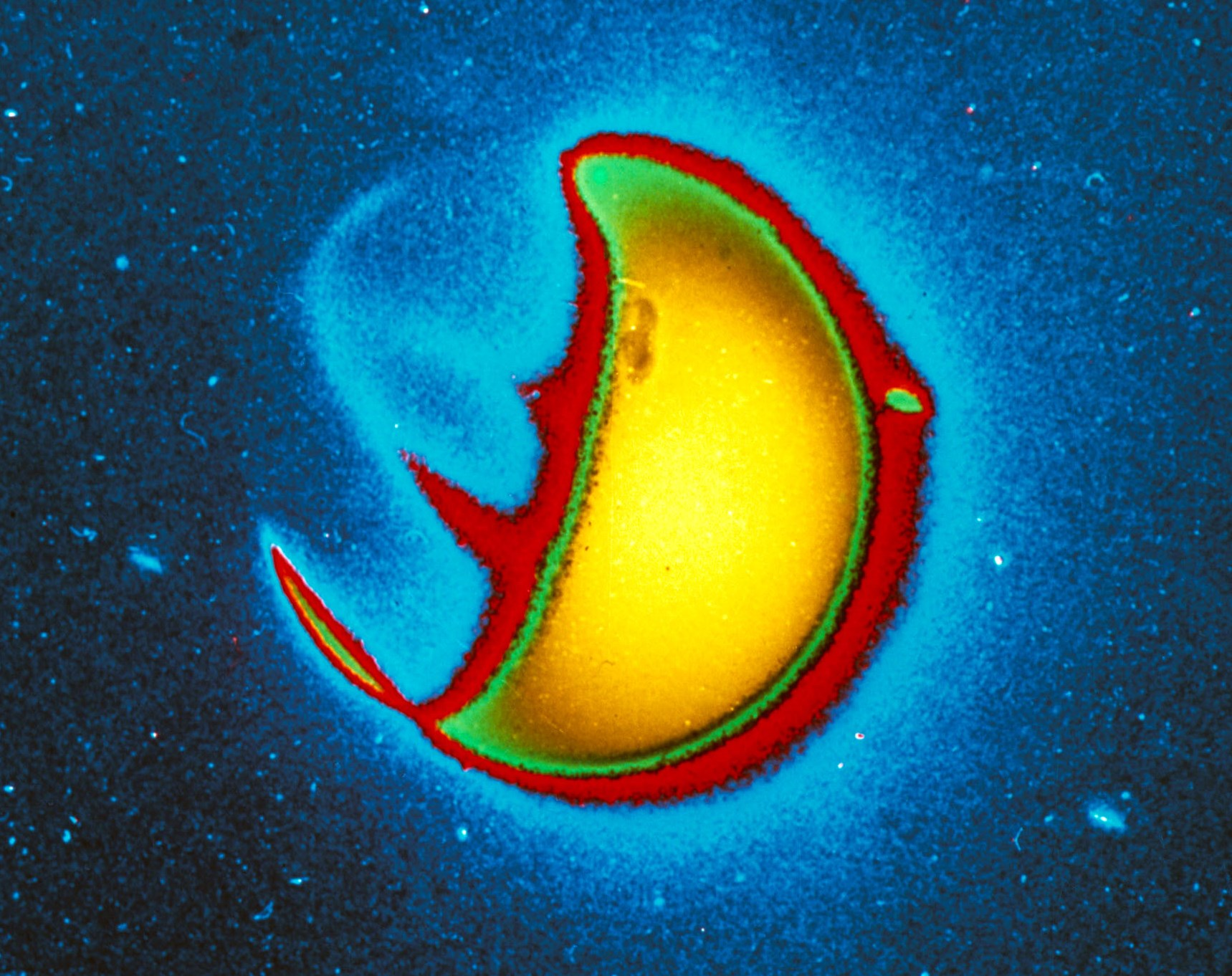
Image en fausses couleurs de la Terre en lumière ultraviolette lors de la mission Apollo 16. Le côté jour réfléchit une grande quantité de lumière UV du Soleil et le côté nuit montre de faibles émission UV et des aurores polaires dues à des particules chargées.

La Lune est reconnue comme un excellent site pour les télescopes,. En effet, elle est relativement proche et la qualité de la visibilité y est excellente en l'absence de pollution lumineuse et d'atmosphère. Aussi, certains cratères proches des pôles étant en permanence dans l'obscurité et dans le froid, ils sont donc particulièrement adaptés pour télescopes infrarouges. Par ailleurs, des radiotélescopes placés sur la face cachée seraient protégés des émissions radios provenant de la Terre,.
Le sol lunaire peut être mélangé avec des nanotubes de carbone et des polyépoxydes afin d'être utilisé dans la construction de miroirs d'un diamètre pouvant atteindre 50 mètres. Un télescope zénithal lunaire pourrait être fabriqué à bas prix avec un liquide ionique.
Ces propriétés sont déjà mises à profit en avril 1972, lors de la mission Apollo 16, où diverses photos et spectres astronomiques sont réalisés depuis la surface lunaire.

### Impact humain

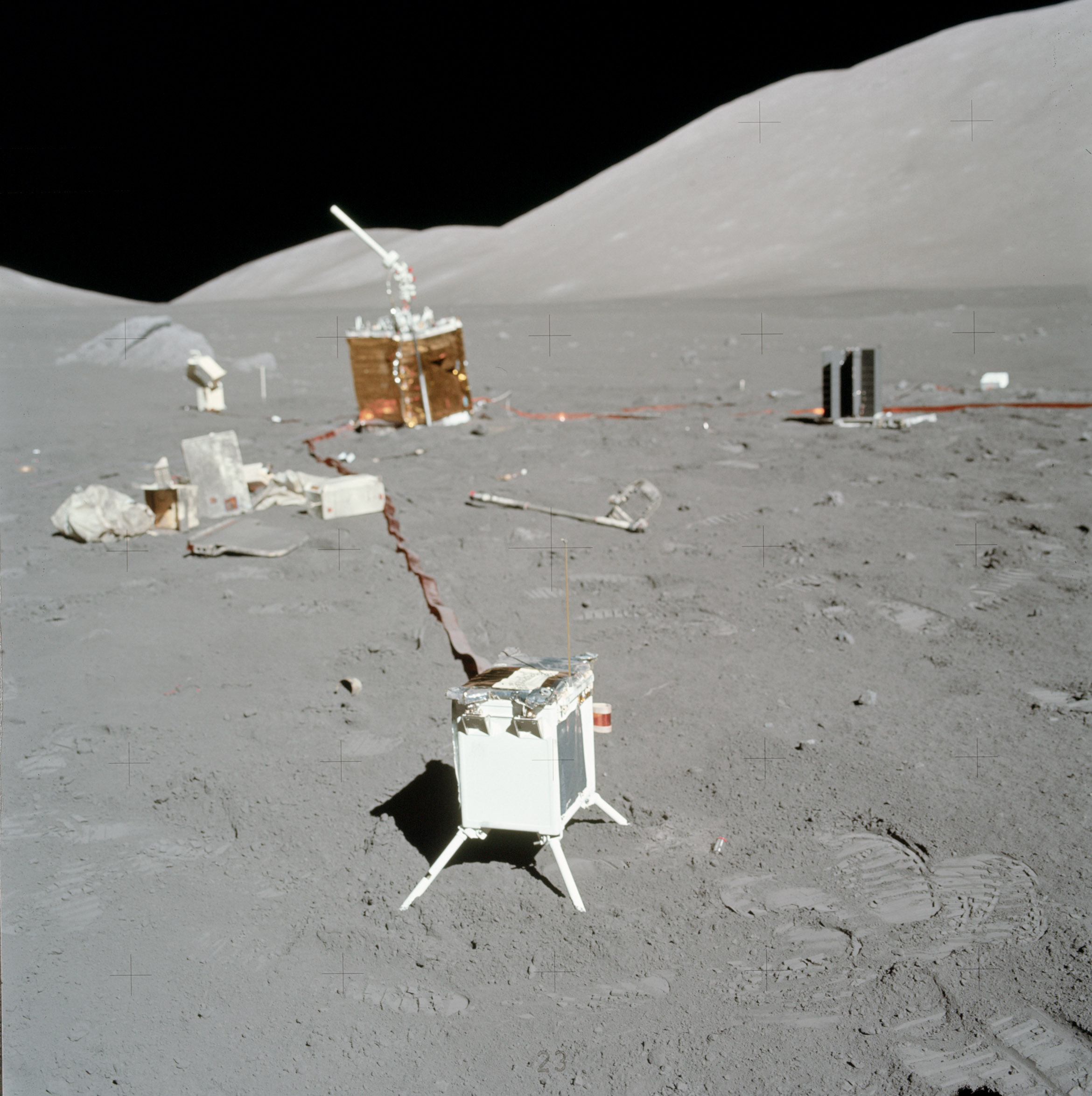
Apollo Lunar Surface Experiments Package laissé sur la Lune, exemple de traces d'activité humaine.

Outre les traces d'activité humaine sur la Lune d'expérimentations réalisées sur place, comme l’Apollo Lunar Surface Experiments Package, des installations permanentes comme des œuvres d'art se trouvent sur le sol lunaire, telles que le Moon Museum, les Messages de bonne volonté d’Apollo 11, les plaques lunaires ou encore le Fallen Astronaut. Restent aussi certains artefacts, comme les célèbres drapeaux des États-Unis plantés lors de chaque mission Apollo. Des effets personnels laissés par les astronautes y sont également toujours présents, comme les balles de golf laissées par Alan Shepard lors de la mission Apollo 14 ou une Bible déposée par David Scott lors d’Apollo 15,.

Empreinte de Buzz Aldrin, symbole du passage humain sur la Lune.

Au total, l'exploration spatiale a laissé près de 180 tonnes de matière d'origine terrestre sur la Lune. Les objets les plus lourds sont notamment les troisièmes étages de plusieurs fusées Saturn V utilisées lors des missions habitées. Mis à part le rover chinois Yutu-2, les seuls objets toujours utilisés pour des expériences scientifiques sont les réflecteurs lunaires permettant de mesurer précisément la distance Terre-Lune,.
En novembre 2018, la NASA annonce que neuf sociétés commerciales seraient en concurrence pour remporter un contrat pour l'envoi de petites charges utiles sur la Lune dans le cadre des Commercial Lunar Payload Services, de nouveaux instruments scientifiques destinés au sol lunaire.
Le 11 avril 2019, la sonde israélienne Beresheet, qui s'est écrasée sur la surface lunaire, transportait dans une capsule un millier de tardigrades en cryptobiose. Si la capsule a résisté au crash, ces tardigrades sont les premiers résidents vivants permanents de la Lune.

## Dans les arts et la culture populaire

### Croyances et mythologies

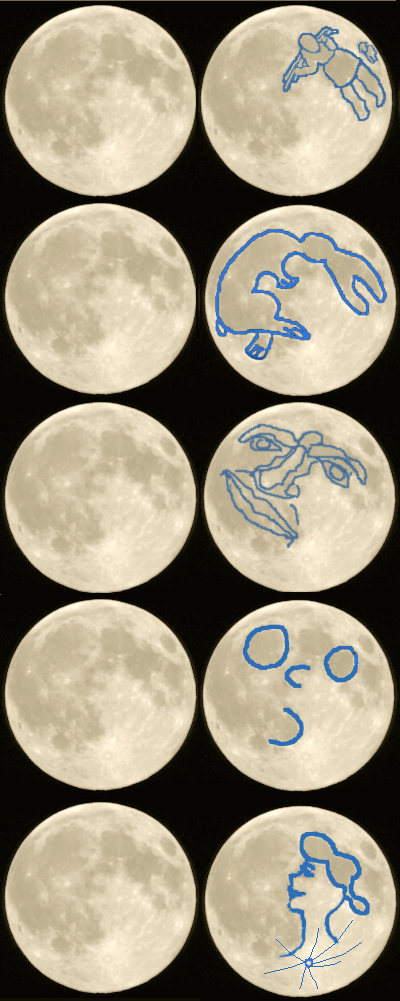
Exemples de paréidolies formées par les taches de la Lune.

Le contraste entre les plateaux clairs et les mers plus sombre à la surface de la Lune crée des motifs pour l'observateur humain par un phénomène psychologique appelé paréidolie. Ceux-ci sont notés et interprétés par de nombreuses cultures, parmi lesquelles les motifs de l'homme dans la Lune ou du lapin lunaire,. Dans la mythologie chinoise, ce dernier est notamment le compagnon de la déesse de la Lune Chang'e — qui donne son nom aux sondes du programme chinois d'exploration lunaire — et dans la mythologie aztèque, il sert de nourriture à Quetzalcóatl,.

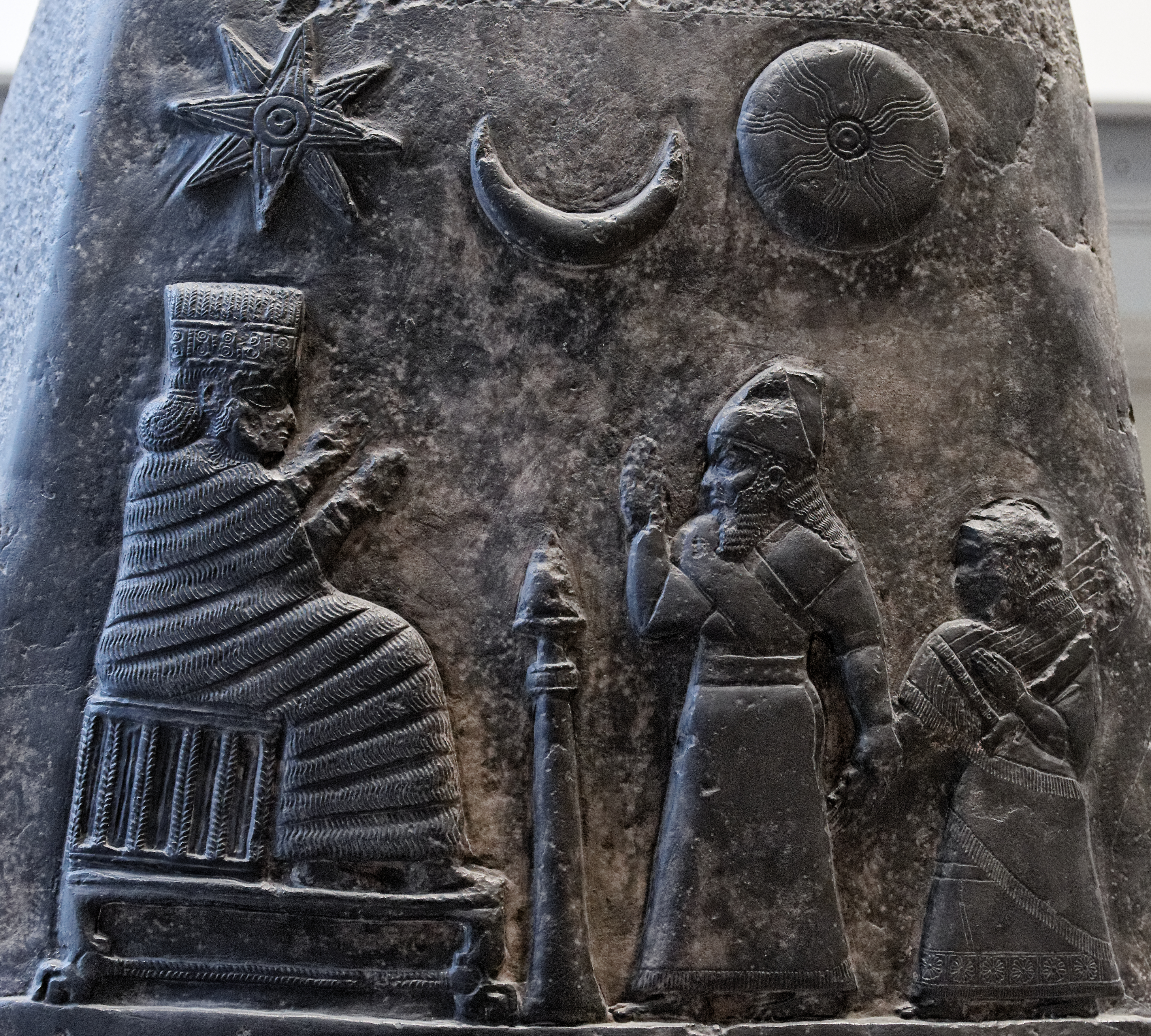
Kudurru du où Sîn est symbolisé par le croissant.

Dans la religion proto-indo-européenne, la Lune est personnifiée comme le dieu masculin *Meh1 non[réf. nécessaire]. Les anciens Sumériens associent la Lune au dieu Nanna, père d'Ishtar, la déesse de la planète Vénus et d'Utu, le dieu du Soleil. Nanna est plus tard connu sous le nom de Sîn.
Dans la mythologie gréco-romaine, le Soleil et la Lune sont représentés respectivement par un homme et une femme (Hélios et Séléné pour les Grecs puis Sol et Luna pour les Romains). Il s'agit d'un développement unique à la Méditerranée orientale et les traces d'un dieu lunaire masculin antérieur dans la tradition grecque sont conservées dans la figure de Ménélas[réf. nécessaire].

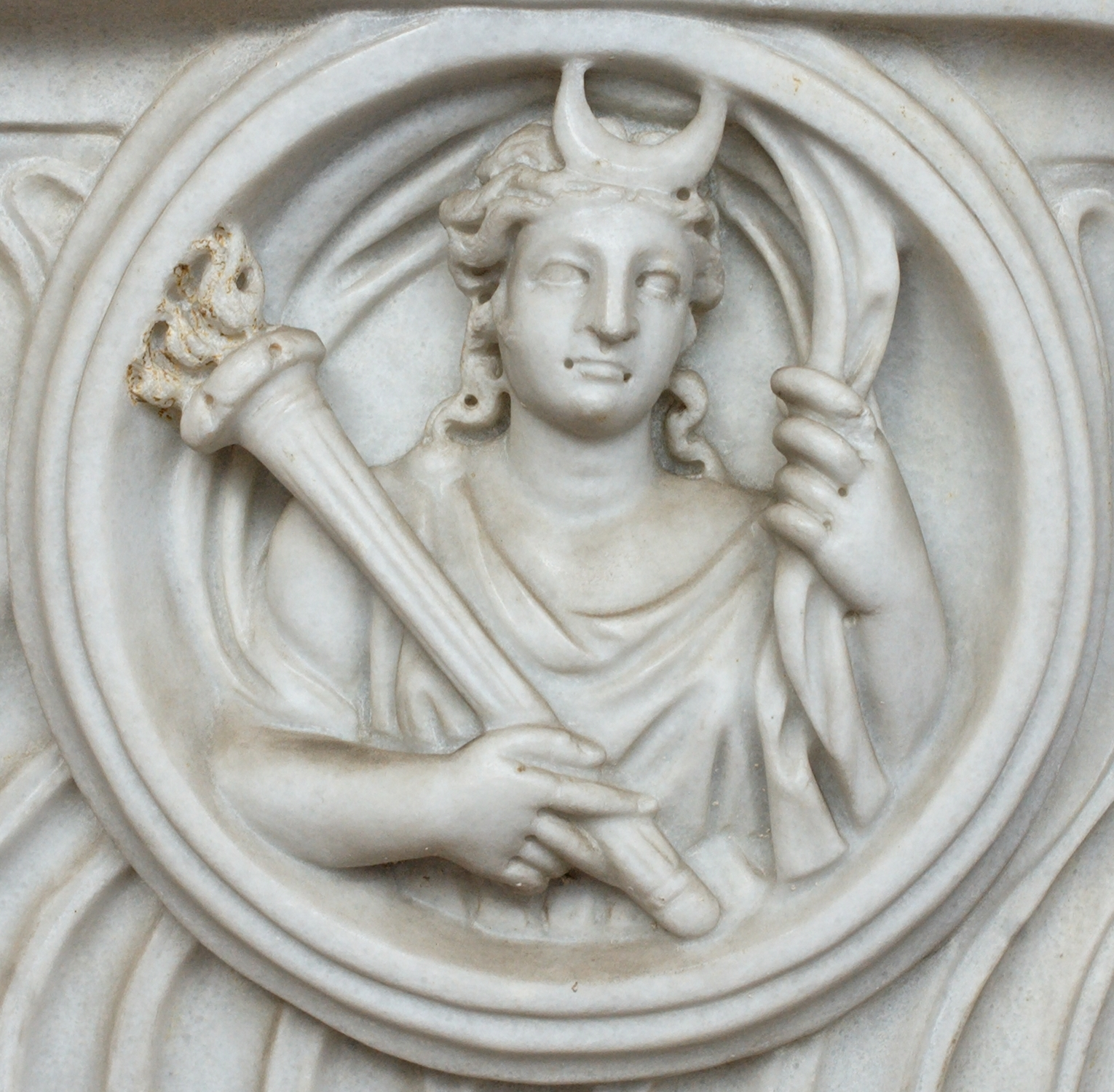
Sculpture de Séléné avec un croissant rappelant des cornes.

Dans l'iconographie mésopotamienne, le croissant est le principal symbole de Nanna-Sîn. Dans l'art grec ancien, la déesse de la Lune Séléné est représentée portant un croissant en couvre-chef évoquant des cornes,. L'arrangement d'étoile et de croissant remonte également à l'âge du bronze, représentant l'association soit du Soleil et la Lune, soit de la Lune et de la planète Vénus. Cet arrangement sert à représenter les déesses Artémis (Diane en mythologie romaine) et Hécate. Via le patronage d'Hécate, il est ensuite utilisé comme un symbole de Byzance, puis est ensuite repris par l'Empire ottoman. Dans la mythologie hindoue, la Lune est une entité masculine et se nomme Chandra.
La Lune tient également un rôle prépondérant dans la culture religieuse musulmane. Non seulement elle est à la base de l'édification du calendrier lunaire musulman, elle est aussi évoquée dans les différentes biographies religieuses de Mahomet dans le cadre du miracle de la division de la lune (en arabe : انشقاق القمر),.
Des légendes concernant la thérianthropie — transformation d'un être humain en un autre animal — sont traditionnellement associées à la Lune. La plus célèbre est celle du lycanthrope, ou loup-garou, tirant sa force de la Lune et capable de passer de sa forme humaine à sa forme bestiale pendant les nuits de pleine lune. Des phénomènes comme les éclipses solaires totales créent jusqu'au XVIIe siècle des mythes et des légendes associés à la disparition du soleil, bien que leur explication soit déjà connue par les érudits.

### Calendrier

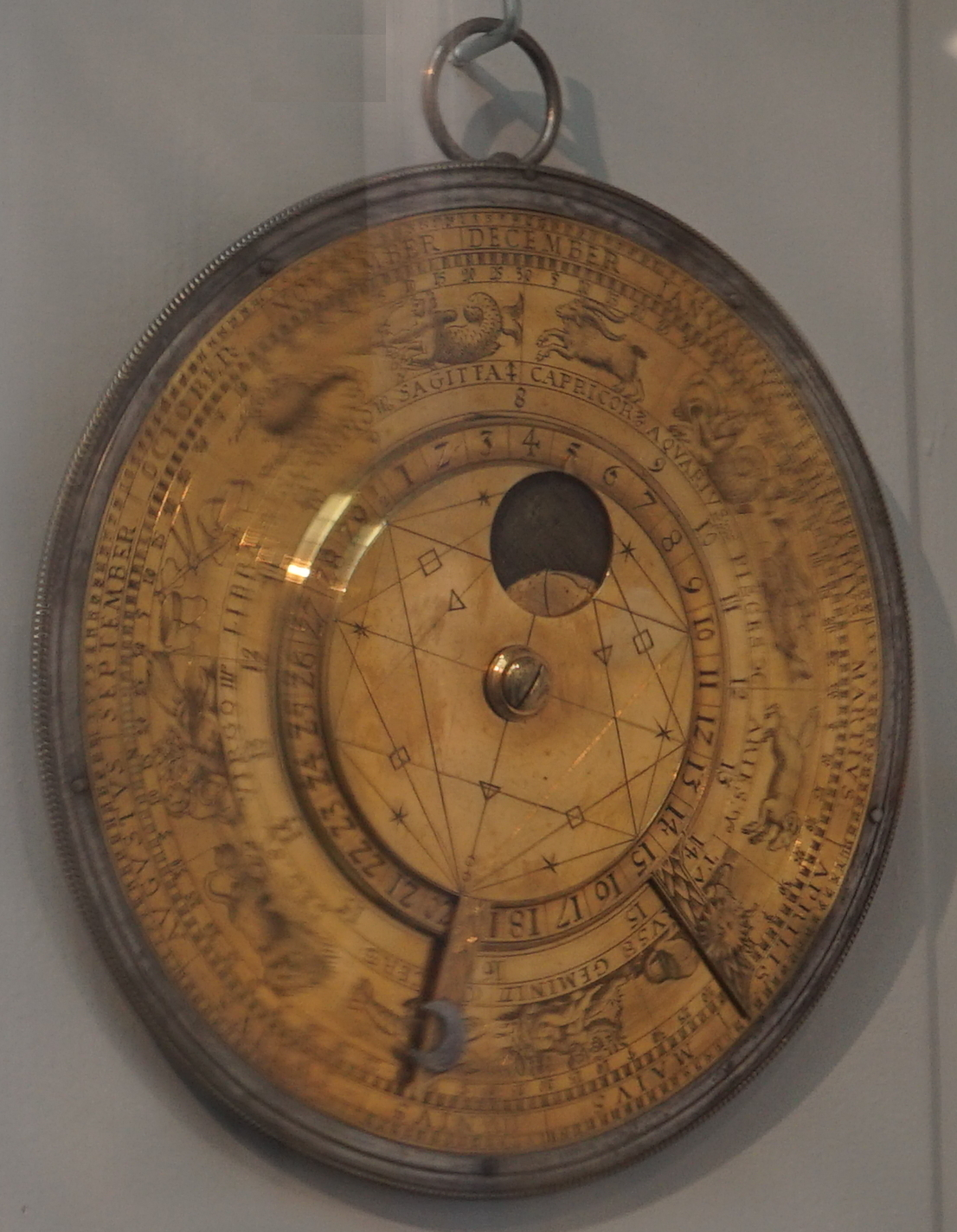
Calendrier lunaire du XVIIIe siècle.

Les phases régulières de la Lune en font un élément très pratique pour mesurer le temps ; les périodes de son ascension et de son déclin sont en conséquence à la base de nombreux calendriers parmi les plus anciens. Des archéologues estiment que les bâtons de comptage, des os dentelés datant d'il y a 20 à 30 000 ans, marqueraient les phases de la Lune,.
En effet, l'étude des phases de la lune est facile et un cycle de saisons — correspondant à une année — se réalise en environ douze lunaisons (354 jours). Historiquement, les calendriers lunaires sont donc utilisés par les premières civilisations, comme en Mésopotamie et en Égypte antique. Cependant, s'ils sont adaptés à des peuples nomades, ils sont problématiques pour des peuples pratiquant l'agriculture en raison du décalage graduel qu'ils présentent avec les saisons, forçant des ajustements réguliers. Par ailleurs, la définition moderne du mois d'environ 30 jours suit cette tradition et est une approximation du cycle lunaire.

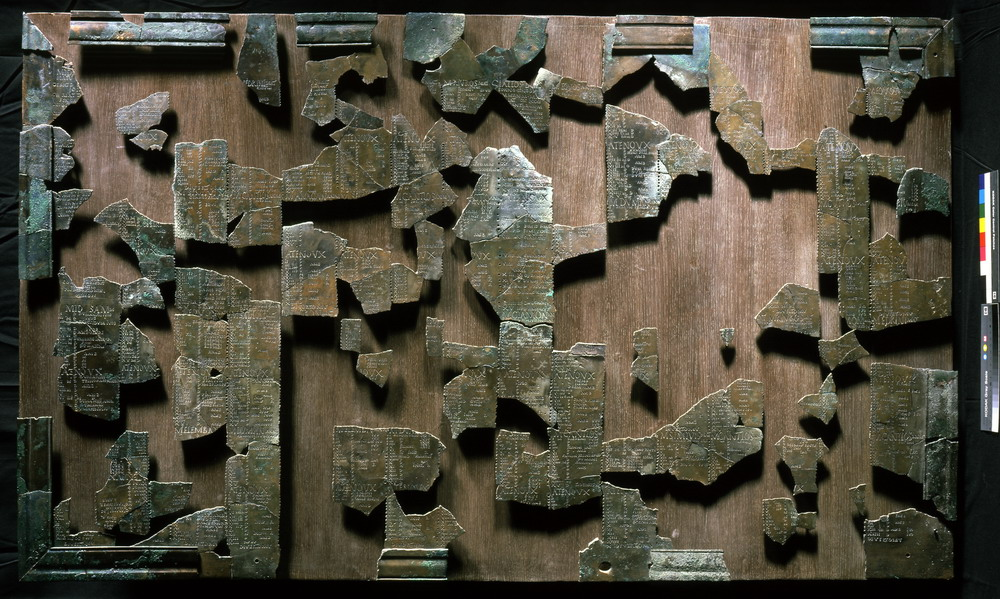
Calendrier de Coligny, luni-solaire.

Afin de tenir compte de ce décalage, de nombreux calendriers suivants sont luni-solaires avec, entre autres, les calendriers gaulois de Coligny, hébraïque ou chinois traditionnel,,. Ils ont pour objectif de faire correspondre le cycle des saisons avec celui des mois lunaires, l'astronome grec Méton ayant notamment remarqué au Ve siècle av. J.-C. que 19 années solaires correspondent à 235 mois lunaires, afin de les remettre en phase. Ils restent complexes et les civilisations suivantes leur préféreront rapidement des calendriers solaires.
Le calendrier purement lunaire le plus célèbre est le calendrier hégirien, datant du VIIe siècle. Les mois sont alors traditionnellement déterminés par l'observation visuelle du hilal, le premier croissant de lune au-dessus de l'horizon,.
Le nom anglais month (« mois ») et ses apparentés dans d'autres langues germaniques proviennent du proto-germanique *mǣnṓth-, indiquant l'utilisation d'un calendrier lunaire chez les Germains avant l'adoption d'un calendrier solaire,. Cela dérive de la racine verbale en indo-européen commun *meh 1 - « mesurer », permettant de remonter à une conception fonctionnelle de la Lune comme marqueur du mois et donc du temps. Cela fait écho à l'importance de la Lune dans de nombreuses cultures anciennes pour la mesure du temps comme le latin mensis et grec ancien μείς (meis) ou μήν (mēn) signifiant « mois »),. En français, cette racine se trouve notamment dans les mots mois et menstruation (terme dérivé du latin menstrues qui signifie « mensuel »). En chinois et en japonais, le caractère utilisé pour noter le mois dans une date est celui de la Lune (月), celui du jour étant celui du Soleil (日),.

### Symbolismes lunaire et solaire
En astrologie, le Soleil et la Lune ont des attributions (symboliques) antithétiques parfaitement symétriques (jour / nuit, volonté / vie végétative, etc.).
Le théologien Yves Haumont affirme que l'univers de l'astrologie semble identique à celui de l'homme archaïque décrit par l'historien des religions Mircea Eliade :

« Tous ces symboles lunaires constituent un tout dans la conscience de l'homme archaïque : ils sont reliés par des correspondances, des analogies, des participations, tout comme un réseau cosmique, un immense tissu dans lequel tout se tient et rien n'est isolé. »

 Toujours selon Eliade, « les vertus de la Lune ne se laissent pas découvrir au moyen d'une série d'efforts d'analyse mais par intuition » alors que le symbolisme solaire est souvent le résultat d'une déduction rationnelle : « C'est un fait que le régime diurne de l'esprit est dominé par le symbolisme solaire, c'est-à-dire par un symbolisme qui… est souvent le résultat d'une déduction rationnelle ».
La plus grande des caractéristiques des vocables "Lune" et "Soleil" est qu'ils mettent en rapport, solidarisent des items « prodigieusement hétérogènes ».

### Nom et étymologie
Le substantif féminin lune provient du latin lūna, attesté depuis Ennius,. Il est ensuite attesté en français dès le XIe siècle, : sa première occurrence connue se trouve dans la Chanson de Roland, datée d'environ 1080.
Un autre terme, *louksnā (« la lumineuse »), est une formation dérivée de *loukís, lūx (lumière) en latin (apparenté aussi au grec leukos « blanc ») décrit la Lune comme un astre lumineux pour la clarté nocturne qu'elle apporte,. Des auteurs tels Varron et Cicéron, faisaient déjà dériver luna du verbe intransitif lucere, signifiant « luire, briller, éclairer »,.
Les noms des déesses associées au satellite, Luna, Séléné et Cynthia (nom poétique d'Artémis, son lieu mythique de naissance étant le mont Cynthe) se retrouvent par ailleurs dans des termes astronomiques liés à la Lune tels qu’apolune, péricynthion et orbite sélénocentrique.
Personnalisée par la déesse Luna en mythologie romaine, la Lune donne également son nom au lundi (de lunis dies, en latin, pour « jour de la Lune »),,.

### Source d'inspiration

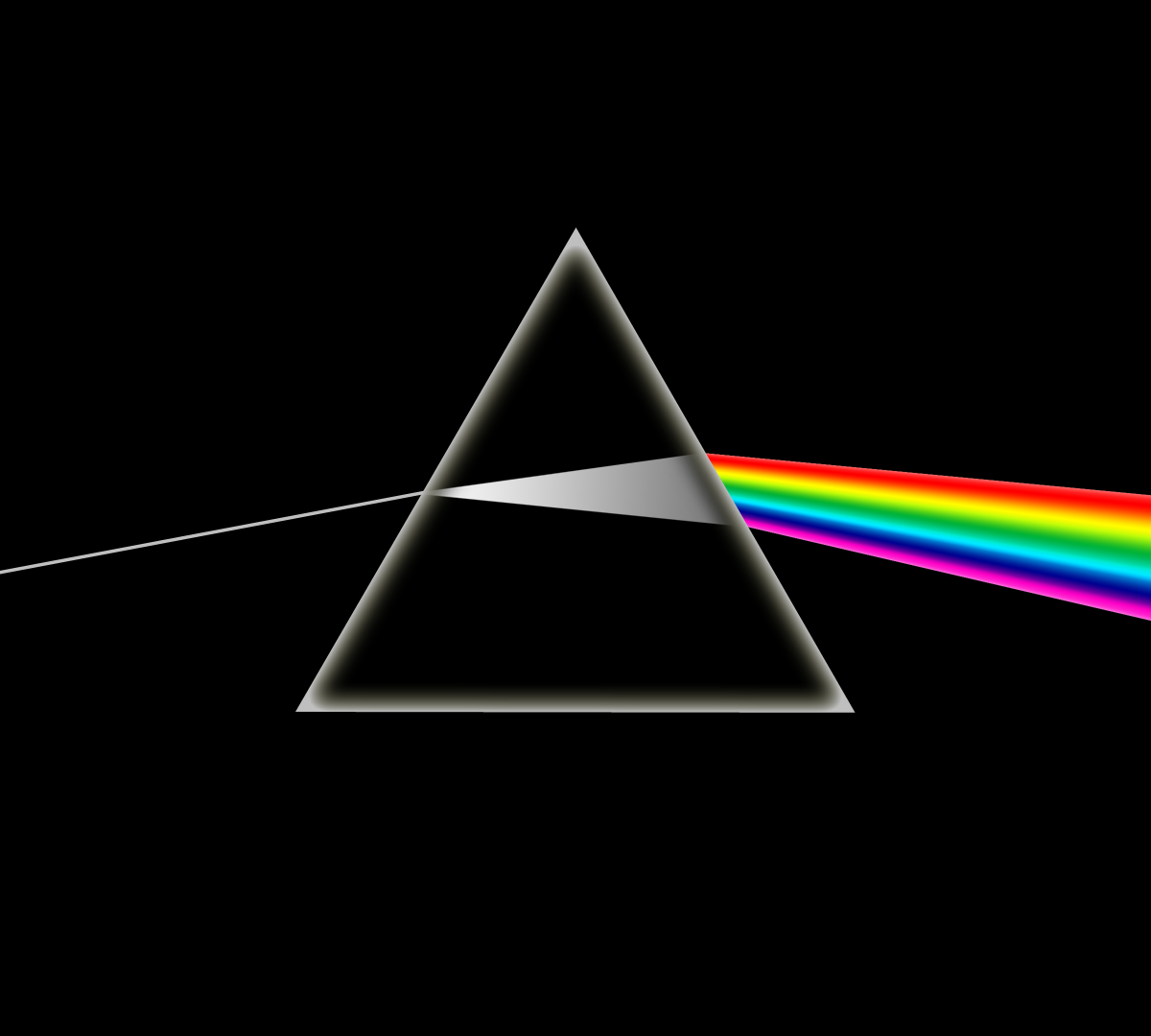
Prisme similaire à la pochette de The Dark Side of the Moon (1973).

En vexillologie, la pleine lune figure sur des blasons et des drapeaux comme le drapeau du Laos, de la Mongolie ou des Palaos. Aussi, le symbole du croissant et surtout l'association de l'étoile et croissant étant devenus les emblèmes de l’Empire ottoman après avoir été ceux de Byzance, ces motifs figurent sur de multiples drapeaux de pays musulmans dont, entre autres, ceux de la Turquie, la Tunisie, l’Algérie ou le Pakistan,,. Le croissant est également utilisé indépendamment de l'islam, notamment sur le drapeau de Singapour.
En musique, la Lune est une source d'inspiration de nombreuses créations. Des compositions de musique classique y font ainsi directement référence, comme la Sonate au clair de lune (1802) de Ludwig van Beethoven — bien que cette appellation ait été donnée après la mort du compositeur — ou le mouvement Clair de lune (1905) de Claude Debussy,,. Suivent ensuite les ballades Blue Moon (1934) de Richard Rodgers et Lorenz Hart qui connaîtra le succès avec divers interprètes et Fly Me to the Moon qui sera surtout popularisée par Frank Sinatra (1964),
Le satellite est ensuite le thème de nombreuses chansons rock, dont Bad Moon Rising (1969) de Creedence Clearwater Revival, Walking on the Moon (1979) de The Police et Man on the Moon (1992) de R.E.M. ou encore l'album The Dark Side of the Moon (1973) de Pink Floyd,,. En français, la chanson la plus célèbre est J'ai demandé à la Lune (2002) d'Indochine, avec dans un autre registre la comptine Au clair de la lune,.
Le clair de Lune est également célébré par de nombreux poètes et écrivains, parmi lesquels Paul Verlaine, auteur de Clair de lune (1869), lui-même inspiré par l’œuvre de Claude Debussy, et Guy de Maupassant, qui en tire deux nouvelles (1882),.
Finalement, la représentation de la lune dans le ciel terrestre est commune en peinture, surtout chez les romantiques, car sa disparition peut évoquer le passage de la vie à la mort ou un destin malheureux,,.

Représentations célèbres de la lune en peinture
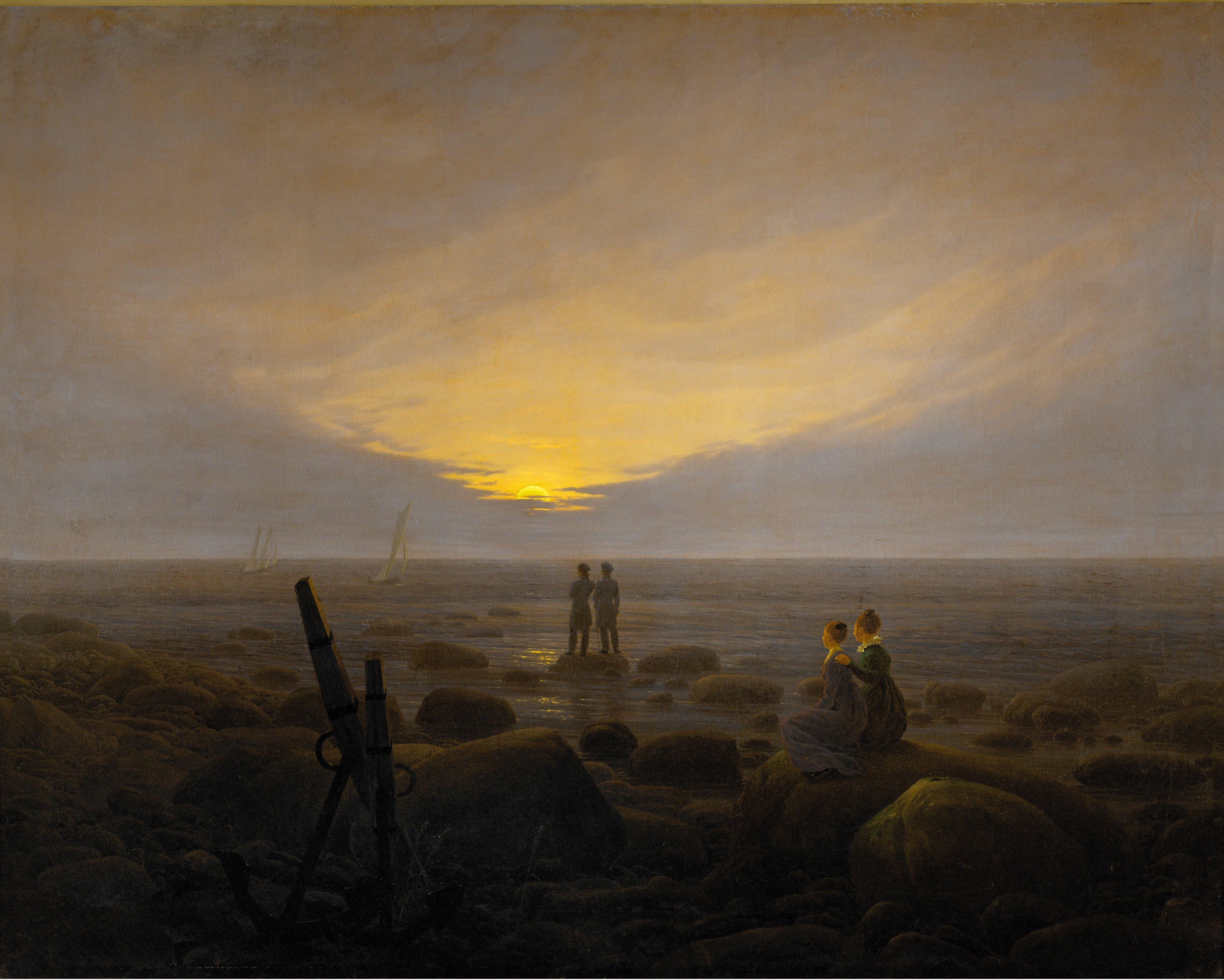
Lever de lune sur la mer de Caspar David Friedrich (1821).
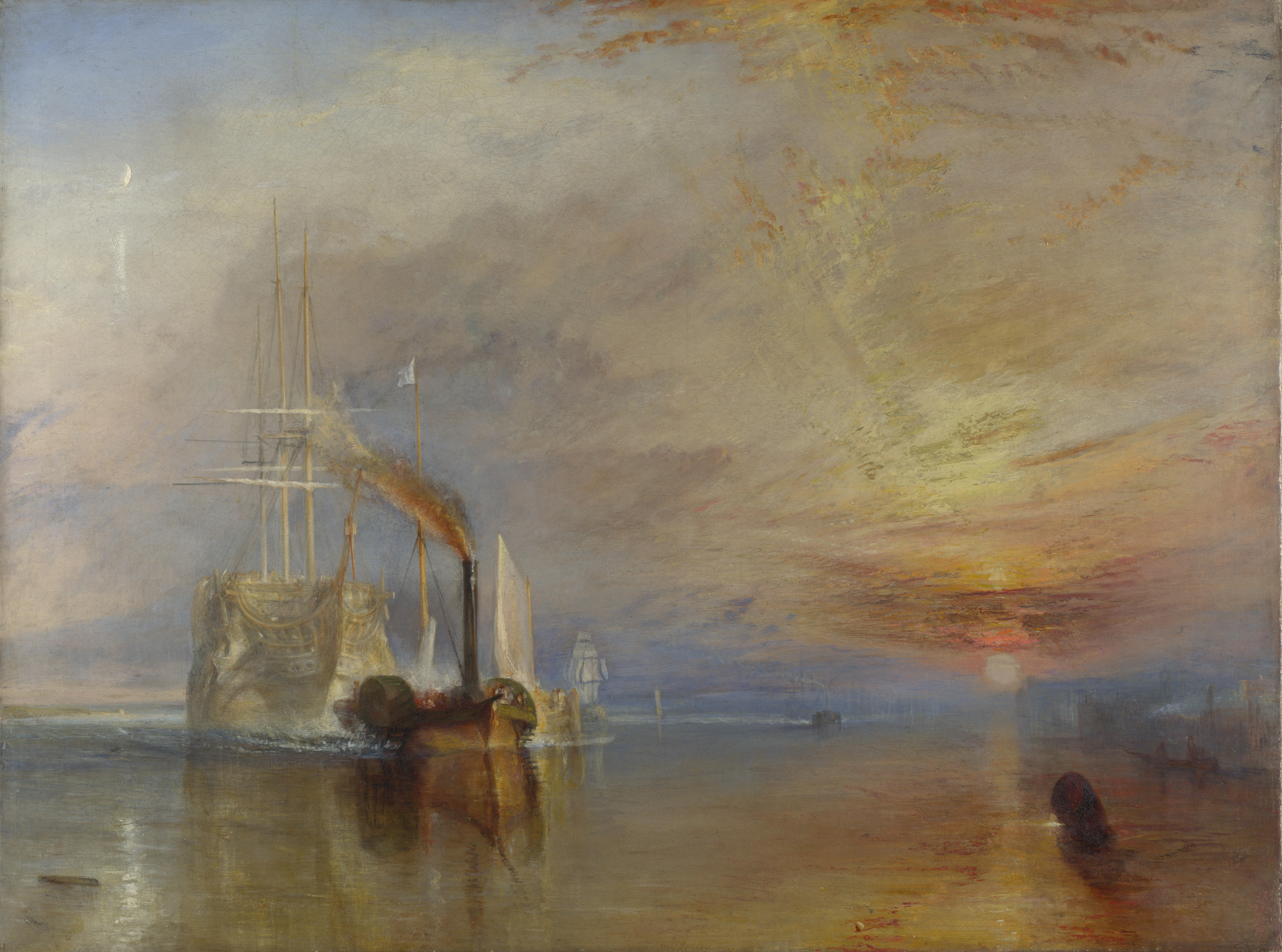
Le Dernier Voyage du Téméraire de William Turner (1838).
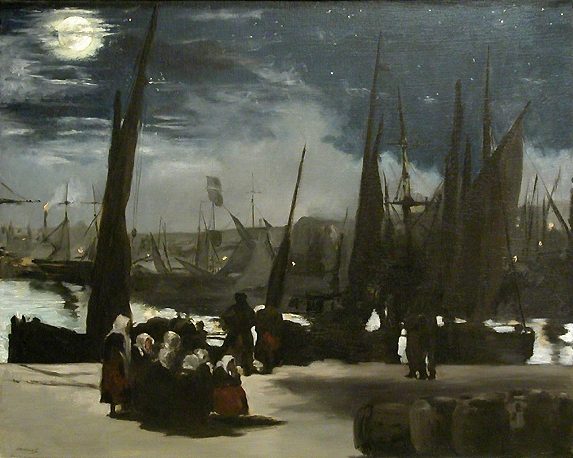
Clair de lune sur le port de Boulogne d'Édouard Manet (1869).
La Nuit étoilée de Vincent van Gogh (1889).
Soir d'été sur la plage de Skagen de Peder Severin Krøyer (1899).

### Science-fiction

#### Littérature et bande-dessinée

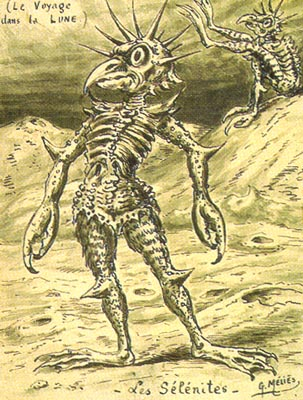
Dessin de deux Sélénites par Georges Mélies (1902).

Au IIe siècle, Lucien de Samosate écrit le récit de voyage satirique et imaginaire Histoires vraies, dans lequel les héros se rendent sur la Lune et rencontrent ses habitants les Sélénites, nommés d'après Séléné. Ce récit est régulièrement cité comme un précurseur voire comme la première œuvre de science-fiction de l'histoire,,.
À la Renaissance, d'autres écrits de « proto science-fiction » voient le jour, parmi lesquels Le Songe ou l'Astronomie lunaire (1608) de Johannes Kepler ou Histoire comique des États et Empires de la Lune (vers 1650) de Cyrano de Bergerac, contant là encore les trajets d'hommes vers la Lune, le dernier évoquant même une sorte de fusée,,.
Au XIXe siècle, Edgar Allan Poe publie un canular journalistique d'un homme se rendant vers la Lune en ballon, Aventure sans pareille d'un certain Hans Pfaall (1835). Cependant, le romancier de science-fiction le plus célèbre du siècle est Jules Verne, notamment auteur de De la Terre à la Lune (1865) puis Autour de la Lune (1869),. L'autre père fondateur du genre, H. G. Wells, publie quant à lui Les Premiers Hommes dans la Lune en 1901,,.
À partir du XXe siècle, le sujet commence à atteindre une popularité considérable et de nombreux auteurs y font référence, entre autres dans Une femme dans la Lune (1928) de Thea von Harbou, Lumière cendrée (1955) d'Arthur C. Clarke, Menace dans le ciel (1960) d'Algis Budrys et Révolte sur la Lune (1966) de Robert A. Heinlein,.
En bande dessinée, Hergé marque le genre avec Objectif Lune (1953) puis On a marché sur la Lune (1954),. Dans les comics américains, la lune est souvent un lieu de combats (c'est là que Jean Grey meurt et qu'ainsi se conclut l'un des récits les plus marquants des X-Men) ou bien sert de base pour des personnages (dans l'univers Marvel, Uatu y observe la Terre).

#### Au cinéma

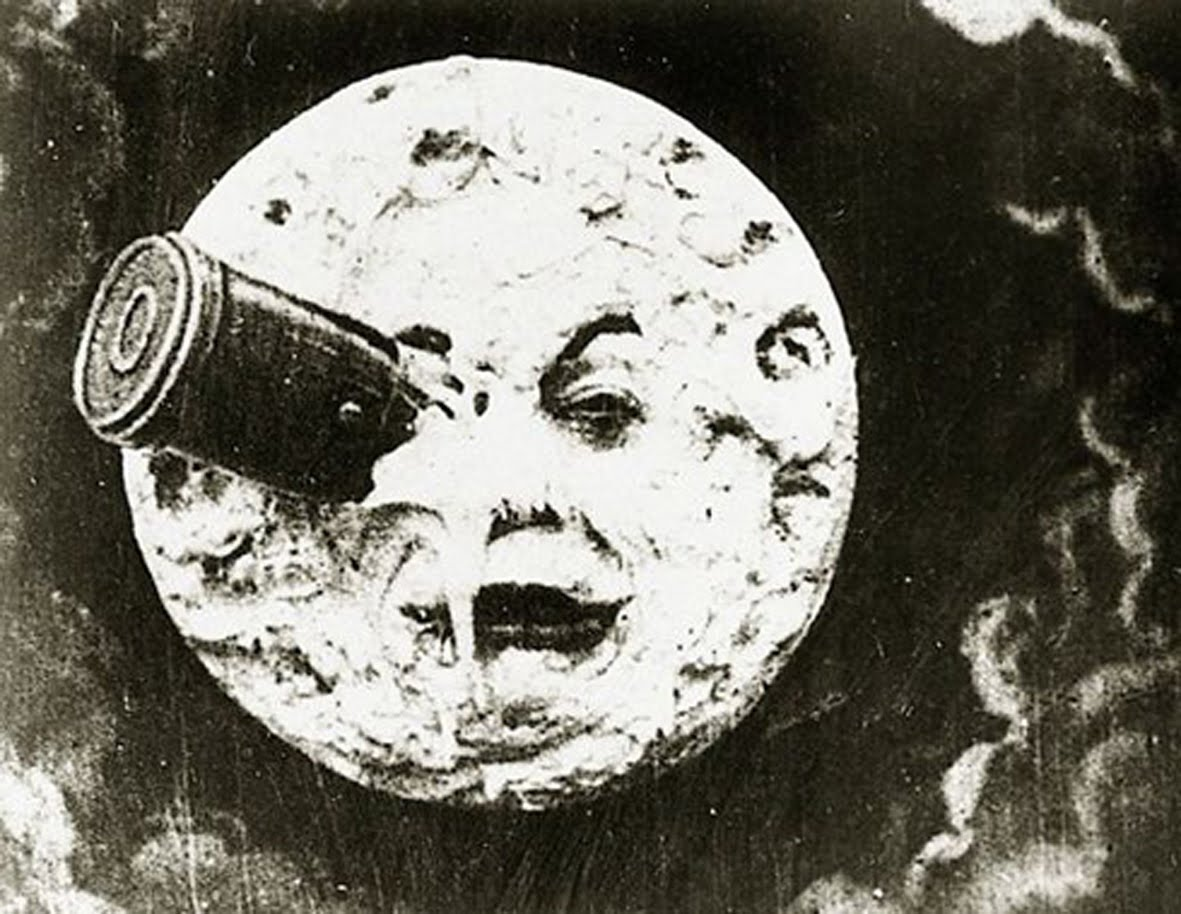
Image du Voyage dans la Lune de Georges Méliès (1902).

La Lune est un thème majeur au cinéma, et ce dès ses débuts,. Ainsi, le premier film de science-fiction de l'histoire, Le Voyage dans la Lune (1902) de Georges Mélies est centré sur l'astre et aborde déjà le sujet d'une équipe d'explorateurs la visitant et rencontrant ses habitants mythiques, les mêmes Sélénites que ceux évoqués par Lucien de Samosate,,. Le roman de Thea von Harbou est également adapté en film muet par Fritz Lang dans La Femme sur la Lune (1929),.
Après la Seconde Guerre mondiale, alors que la réalité géopolitique développe l'intérêt pour l'astre, le nombre de films augmente ; ainsi sortent Destination… Lune ! (1950) d'Irving Pichel et les adaptations De la Terre à la Lune (1958) de Byron Haskin, puis Les Premiers Hommes dans la Lune (1964) de Nathan Jura.
L'exploration spatiale développe considérablement le genre des films liés à la Lune, souvent tirés de faits réels, comme Apollo 13 (1995) de Ron Howard ou First Man : Le Premier Homme sur la Lune (2018) de Damien Chazelle, s'inspirant directement des missions de la NASA,. Des films de pure science-fiction sont également réalisés, de façon centrée dans Moon (2009) de Duncan Jones ou en tant que décor dans 2001, l'Odyssée de l'espace (1968) de Stanley Kubrick,.

## Documentaires
- 1998 : De la Terre à la Lune de Brian Grazer et Ron Howard

- 2002 : Opération Lune de William Karel

- 2007 : Dans l'ombre de la Lune de David Sington
- 2008 : In the Shadow of the Moon réalisé par David Sington et Christopher Riley (en)
- 2009 : Des mines sur la Lune, épisode de L'Épopée galactique

- 2011 : Le Voyage extraordinaire de Serge Bromberg et Eric Lange

- 2015 :
  - Les Secrets de la Lune d'Alexander Abela
  - Lune de François de Riberolles
  - Sous influence de la Lune de RMC
  - Qui a marché sur la Lune ? Aliens On The Moon de Robert Kiviat

- 2018 :
  - Lune, le huitième continent de Véronique Préault
  - Un billet pour la Lune de Veronika Janatkova et Till Steinmetz

- 2019 :
  - Apollo, la face cachée de la Lune de François Pomès
  - Apollo, missions vers la lune de Tom Jennings
  - Destination Lune, les anciens nazis de la Nasa de Jens Nicolai
  - La Lune, 50 ans après ? de Malina DeCarlo
  - Le Premier Homme sur la Lune - L'Histoire en marche de Elliot Kew
  - Le Premier Homme sur la Lune - Révolution ou canular ? de Virginia Quinn
  - L'Homme et la Lune de Eva Schötteldreier
  - Mission : vivre sur la Lune de Felix Kohler et Gabriel Stoukalov

### Articles connexes

La Terre prise par le LRO en 2015.